# ببر سيبيري
الببر السيبيري ‌أو  الببر المنشوري أو الببر الكوري أو ببر أوسوري الذي يطلق عليه ايضاً ببر آمور هو جُمهرة ببر من نويعة ببر البر الرئيسي الآسيوي وموئله الأصلي يقعُ في الشرق الأقصى الروسي وشمال شرق الصين وربما في كوريا الشمالية. كانت تجوب في جميع أنحاء شبه الجزيرة الكورية سابقاً، ولكنها تقطن حالياً بشكل رئيسي في منطقة سيخوت ألين الجبلية في جنوب غرب مقاطعة بريموري في الشرق الأقصى الروسي. في سنة 2005 كان هناك 331 إلى 393 ببور سيبيرية بالغة وقريبة من البلوغ في هذه المنطقة، مع جمهرة بالغة قادرة على التناسل من حوالي 250 فرداً. وقد واجه الببر السيبيري خطر الانقراض في إحدى الفترات، لكن أعداده كانت مستقرَّة خلال العقد الأخير في ظلّ جهود الحفظ المشدَّدة، ومع ذلك فإن المسوحات الجزئية المجراة بعد سنة 2005 تشير إلى إن جمهرة الببر الروسية بدأت بالتناقص مجدداً. وأظهر تعداد أولي أجري في عام 2015 إن جمهرة الببور السيبيرية إرتفعت إلى من 480 إلى 540 فرداً في الشرق الأقصى الروسي، بما في ذلك 100 شبل. وتلا ذلك تعداد أكثر تفصيلاً كشف عن وجود جمهرة إجمالية من الببور السيبيرية البرية في روسيا تبلغ 562 ببور. اعتباراً من عام 2014، قُدِرَ إن حوالي 35 فرداً تراوحت في منطقة الحدود الدولية بين روسيا والصين.
الببر السيبيري قريب وراثياً من الببر القزويني المنقرض الآن. تشير نتائج دراسة جغرافية عرقية التي تقارن الحمض النووي للمتقدرات للببر القزويني والجُمهرات الحية من الببور إلى سلف مشترك للببور السيبيرية والببور قزوينية إستوطن وسط آسيا من شرق الصين، عبر معبر قانسو وطريق الحرير، ثمَّ إجتاز سيبيريا شرقاً ليشكل جمهرة الببر السيبيري في الشرق الأقصى الروسي. جمهرات الببور القزوينية والسيبيرية كانت في أقصى شمال البر الرئيسي لآسيا.
الببر السيبيري كان يسمى أيضاً «ببر آمور»، «الببر المنشوري»، «الببر الكوري»، و«ببر أوسوري»، اعتماداً على المنطقة حيث لوحظت الأفراد.

## التصنيف

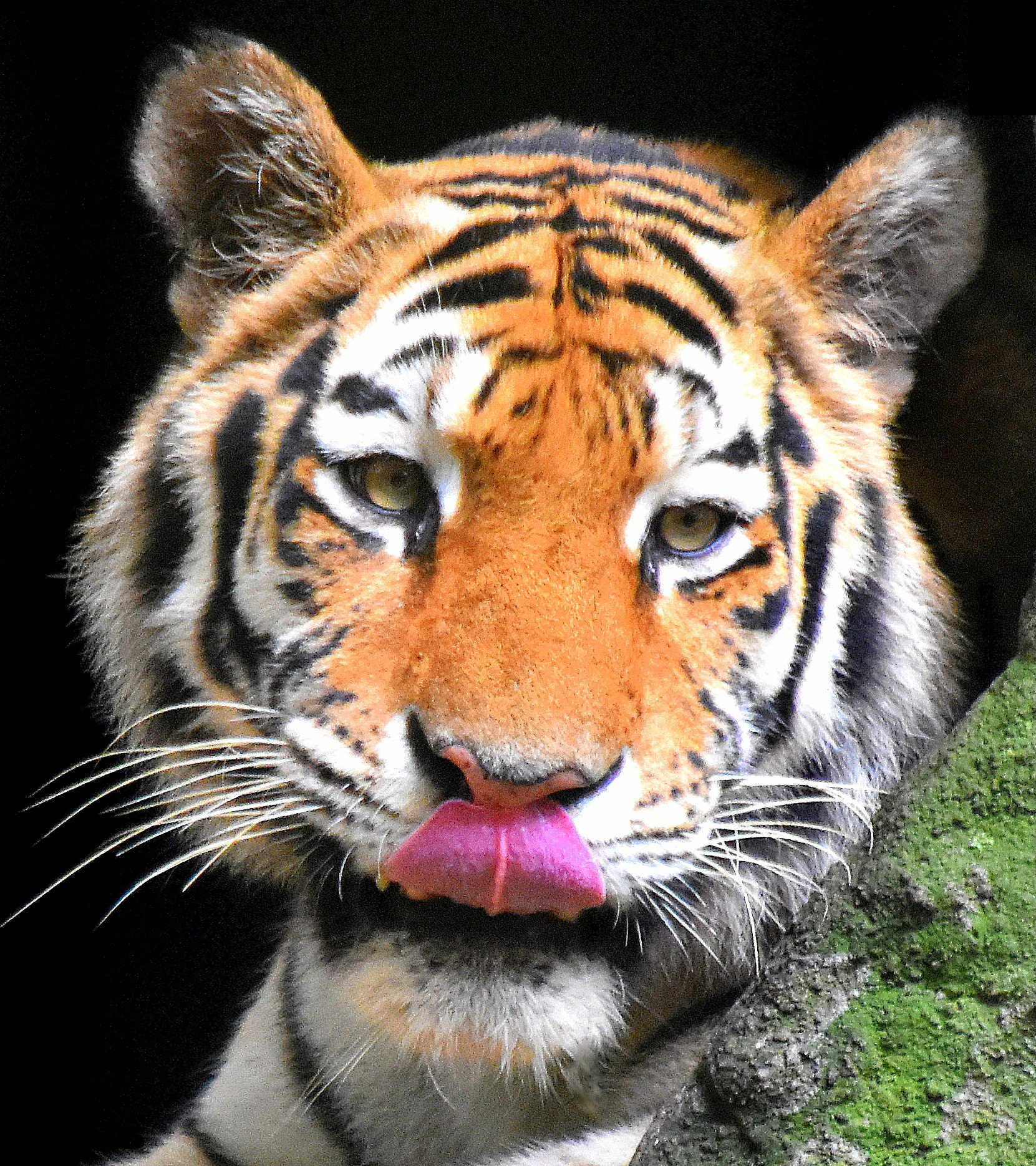
وجه ببر سيبيري

Felis tigris هو الاسم العلمي الذي إقترحه كارلوس لينيوس في عام 1758 للببور. في القرن التاسع عشر، جُمِعَتْ العديد من عينات الببور في شرق آسيا ووُصِفَتْ:
- Felis tigris altaicus التي إقترحها كونراد جاكوب تمينك في عام 1844 لجلود ببور ذات شعر طويل وفراء كثيف بيعت في اليابان، والتي أُنتجت في كوريا، على الأرجح من الحيوانات التي قتلت في جبال ألتاي وبيسيهان.[14]
- Tigris longipilis إقترحه ليوبولد فيتيزنجر في عام 1868 استناداً على جلد ببر طويل الشعر في متحف التاريخ الطبيعي فيينا.[15]
- Felis tigris var. amurensis الذي إقترحه تشارلز دود في عام 1871 على جلود ببور من منطقة آمور.[16]
- Felis tigris coreensis من إميل براس في عام 1904 كان جلد ببر من كوريا.[17]

بدايةً من سنة 1999، أخذ بعض العلماء يُشكِّكون في صحَّة تصنيف جميع نُويعات الببور، التي وُصفت في القرنين التاسع عشر والعشرين، إذ أنَّ العُلماء الأولين اعتمدوا على بضعة مظاهر خارجيَّة للتفريق بينها، ومن تلك المظاهر: طول فرائها ولونه، وأنماط خُطُوطها، وأحجامها، وهي خصائص تختلف من جُمهرةٍ لِأُخرى. من الناحية وفي الحقيقة فإنَّ البُبُور قاطنة الأقاليم المُختلفة تتباينُ قليلاً، ويُعتقد بأنَّ انسياب المورثات فيما بين الجُمهرات في تلك المناطق كان خلال العصر الحديث الأقرب (البليستوسيني). لذلك، اقترح العُلماء وُجُود نويعيتين صحيحتين فقط من البُبُور: هما نُويعة ببر البر الرئيسي الآسيوي قاطنة البر الآسيوي الرئيسي، ونُويعة ببر جُزر السوندا قاطنة جزر السوندا الكبرى وربما في سوندالاند.
وفي سنة 2015، أُجريت دراسات تحليليَّة للسمات الشكليَّة والبيئيَّة والجُزيئيَّة لِجميع نُويعات البُبُور المُفترضة، وجاءت النتائج لِتدعم النظريَّة القائلة بِوُجُود نُويعيتين فقط، إذ لم يظهر تباينٍ واضح سوى بين البُبُور قاطنة البر الآسيوي وتلك قاطنة الجُزر، وبناءً عليه، اقترح العُلماء جمع كُل الجمهرات البريَّة التي اعتُبرت نُويعات مُنفصلة في نُويعتين هي: نُويعة ببر البر الرئيسي الآسيوي، التي أصبحت تشمل البُبُور البنغاليَّة والملاويَّة والهند الصينيَّة والجنوب الصينيَّة والسيبيرية والقزوينية؛ وببر جزر السوندا، التي أصبحت تشمل البُبُور الجاويَّة والباليَّة والسومطريَّة.
وفي سنة 2017، قامت مجموعة اختصاصيي السنوريات بِمُراجعة تصنيفات السنوريَّات وأقرَّت بانتماء جميع جُمهرات الببور في بر آسيا الرئيسي إلى نويعة ببر البر الرئيسي الآسيوي.

### التطَوُّرٌ السَلَفيّ

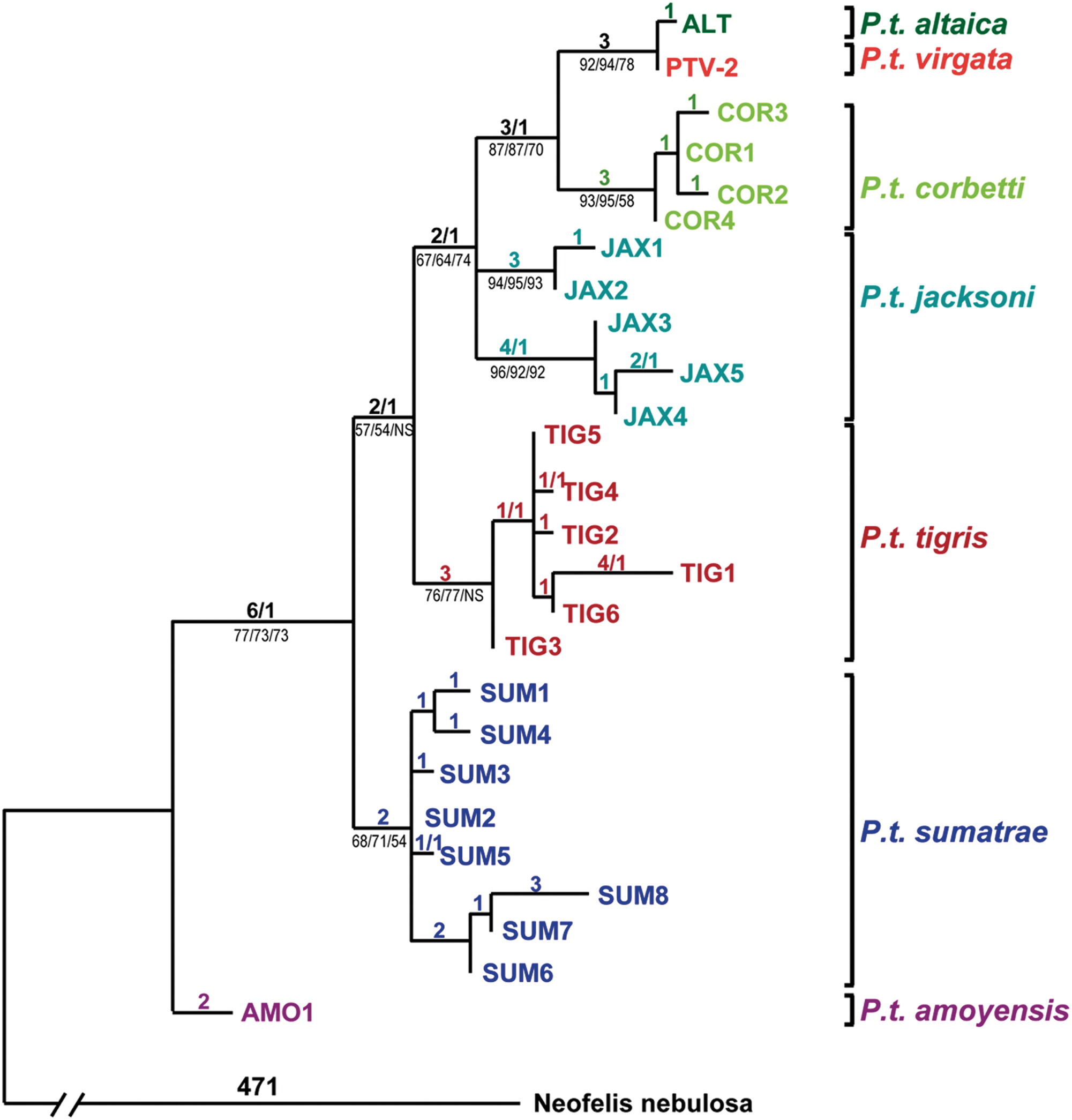
العلاقة التطورية لسلالات جُمهرات الببور لاحظ العلاقة الوثيقة بين الببر القزويني (PTV أو P. t. virgata) والببر السيبيري (ALT أو P. t. altaica).

منذ التسعينات نُشرت العديد من التقارير حول النمط الجيني للببر السيبيري وعلاقته بالجمهرات الأخرى. أحد أهم النتائج كان اكتشاف انخفاض التباين الوراثي في الجمهرات البرية، خاصة عندما يتعلق الأمر بالسلالات الناتجة من الحمض النووي للأم أو من الحمض النووي للمتقدرات. يبدو إن نمطا فردانياً من الحمض النووي للمتقدرات يهيمن بشكل كلي تقريباً على السلالات من جهة الأم لدى الببور السيبيرية البرية. من جهة أخرى، تُظهر الببور المأسورة تبايناً أكبر في الحمض النووي للمتقدرات. قد يُشير هذا إلى احتمال تعرض النويعات مؤخراً إلى إختناق وراثي سببه الضغط البشري، مع كون الببور المؤسِّسة للجمهرات الأسيرة تم أسرها حين كان التباين الوراثي مرتفعاً في البرية.
في بداية القرن الحادي والعشرين، جمع باحثون من جامعة أوكسفورد، المعهد الوطني للسرطان والجامعة العبرية في القدس عينات أنسجة من 20 نموذج ببر قزويني من أصل 23 موضوعة في متاحف بأنحاء أوراسيا، وقاموا بتحديد تسلسل قطعة على الأقل من خمس جينات ميتكوندرية ووجدوا كمية منخفضة من التباين في الحمض النووي للمتقدرات في الببور القزوينية بالمقارنة مع نويعات الببور الأخرى. أعاد الباحثون تقييم العلاقات التطورية لنويعات الببر ولاحظوا تشابها جلياً بين الببور القزوينية والسيبيرية، وهذا يشير إلى إن الببر السيبيري هو أقرب الأقارب الحية وراثياً للببر القزويني، وهو ما يدل بقوة على سلف مشترك حديث جداً. بناءً على تحليلات الجغرافيا العرقية، إقترحوا إلى إنَّ أسلاف الببور القزوينية والببور السيبيرية إستعمروا وسط آسيا قادماً عبر منطقة قانسو وطريق الحرير من شرق الصين، قبل أقل من 10،000 سنةٍ، ثمَّ إجتازوا شرقاً لينشأوا جمهرة الببر السيبيري في الشرق الأقصى الروسي. ربما كانت أحداث الثورة الصناعية هي العامل الحاسم في العزلة المتبادلة للببور القزوينية والسيبيرية مما كان من المحتمل أن يكون الجمهرات متجاورة.
جُمِعت 95 عينة من ببور آمور برية من مجالها الطبيعي للإجابة عن أسئلة متعلقة بتركيبة التجمع الوراثي والتاريخ الديموغرافي. فضلاً عن ذلك، أُخذت عينات من أفراد مستهدفة من تجمعِ خارج الموقع الطبيعي في أمريكا الشمالية لتقييم التمثيل الجيني الموجود في الببور المأسورة. دراسات التجمعات الوراثية والتركيبة البايزية حددت بوضوح تجمعين مفصولين بمسار تطور في روسيا. رغم انخفاض الببور الموثَّق جيداً في القرن العشرين، فشل الباحثون في العثور على دليل حول الإختناق الوراثي الحديث، رغم العثور على آثار وراثية لتقلصات تاريخية في الأعداد. يمكن أن يرجع سبب التفاوت في الإشارة إلى عدة أسباب منها: الندرة التاريخية في الاختلاف الوراثي للجمهرات التي عاشت أثناء العصر الهولوسيني وإنسيابٍ جينيٍّ محتملٍ من جمهرة صينية بائدة. مدى وتوزيع التباين الوراثي في تجمعات الأسر والبرية كان متماثلاً لكن تغيرات جينية استمرت خارج الموقع فُقِدت في الموقع الطبيعي. إجمالاً، تشير نتائج الباحثين إلى الحاجة لتأمين إتصال بيئي بين الجمهرتين الروسيتين لتقليل خسارة التنوع الجيني وقابلية التعرض الإجمالية للأحداث التصادفية، وتدعم دراسةً سابقةً تقترح إن الجمهرة الاسيرة يمكن أن يكون مستودعاً لمتغيرات جينية ضاعت في الموقع.
في عام 2013 حُدِّدَ التسلسل الكامل لجينوم الببر السيبيري ونُشِرَ. تقع الببور في البر الرئيسي الآسيوي في فرعين حيويين: الفرع الحيوي الشمالي يشمل جمهرات الببر السيبيري والقزويني، بينما يضم الفرع الحيوي الجنوبي جميع جمهرات الببر القارية. استندت دراسة نُشرت في سنة 2018 إلى 32 عينة ببراً باستخدام السلسلة الجينومية الكاملة للتحاليل. خلُصت النتائج إلى وُجُود ستة أفرع حيويَّة أُحاديَّة النمط الخلوي للببر، وأنَّ آخر سلف مُشترك عاش مُنذُ حوالي 110,000 سنة.

## الوصف

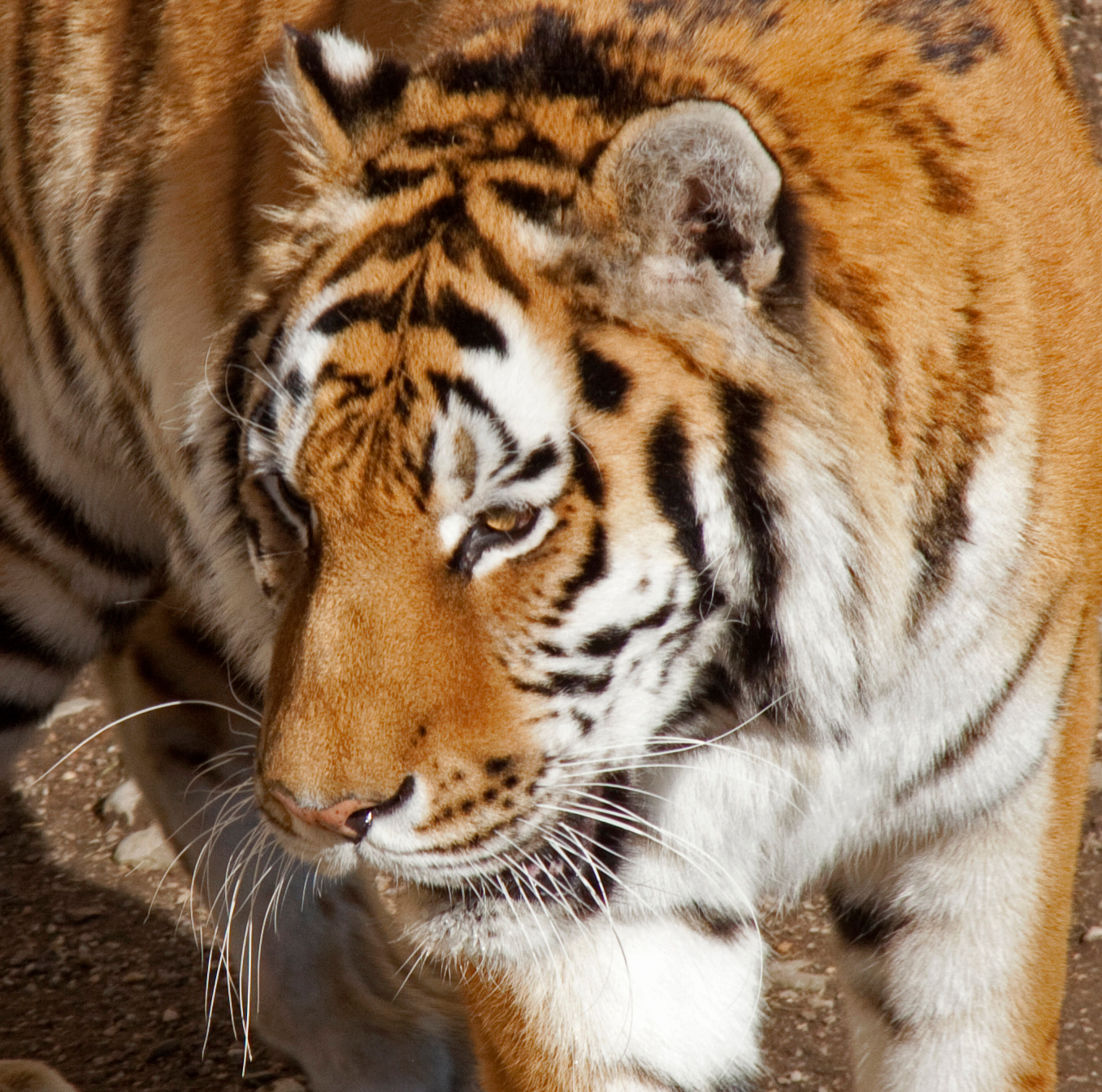
ببر آمور

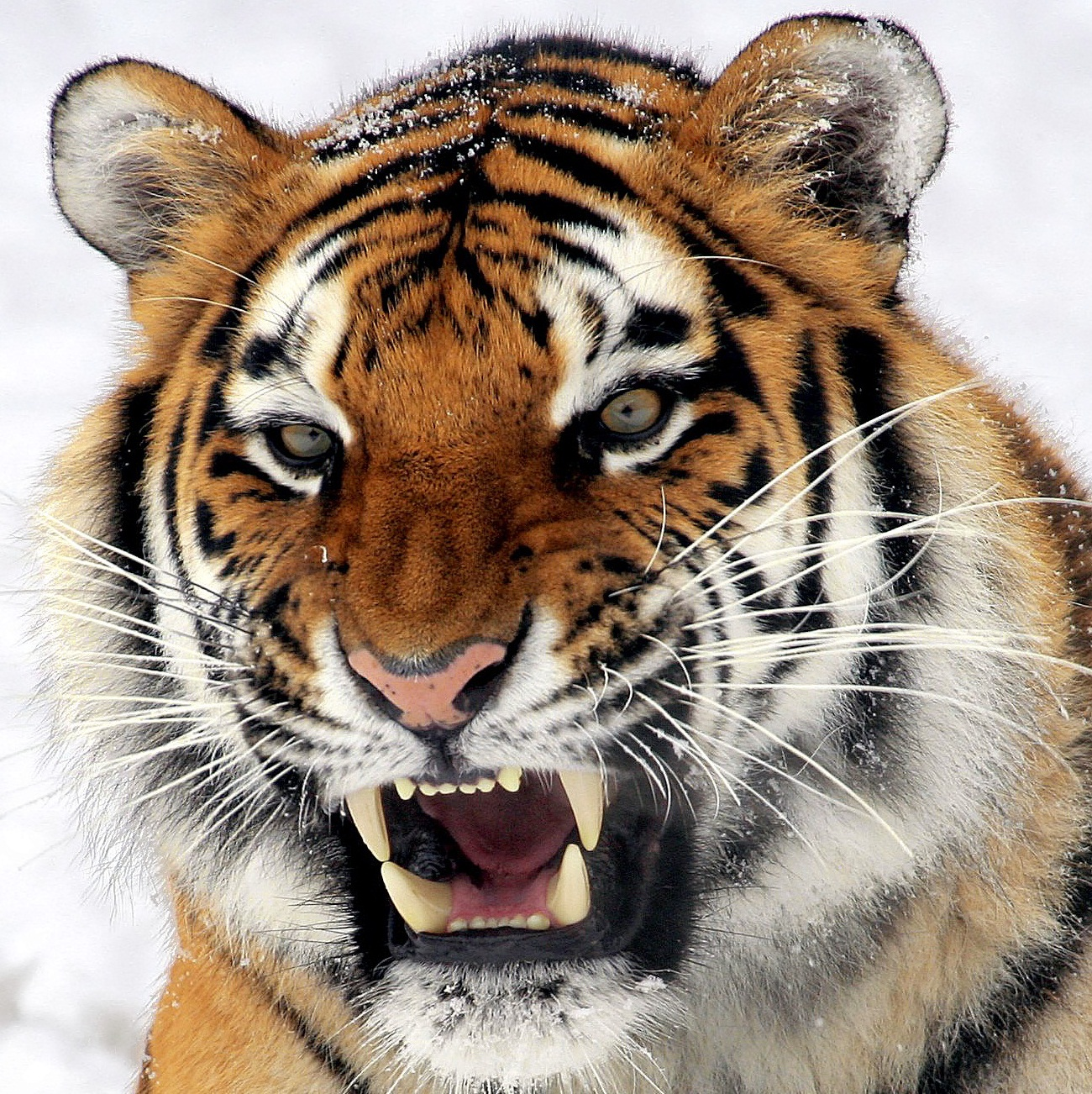
صورة لوجه الببر

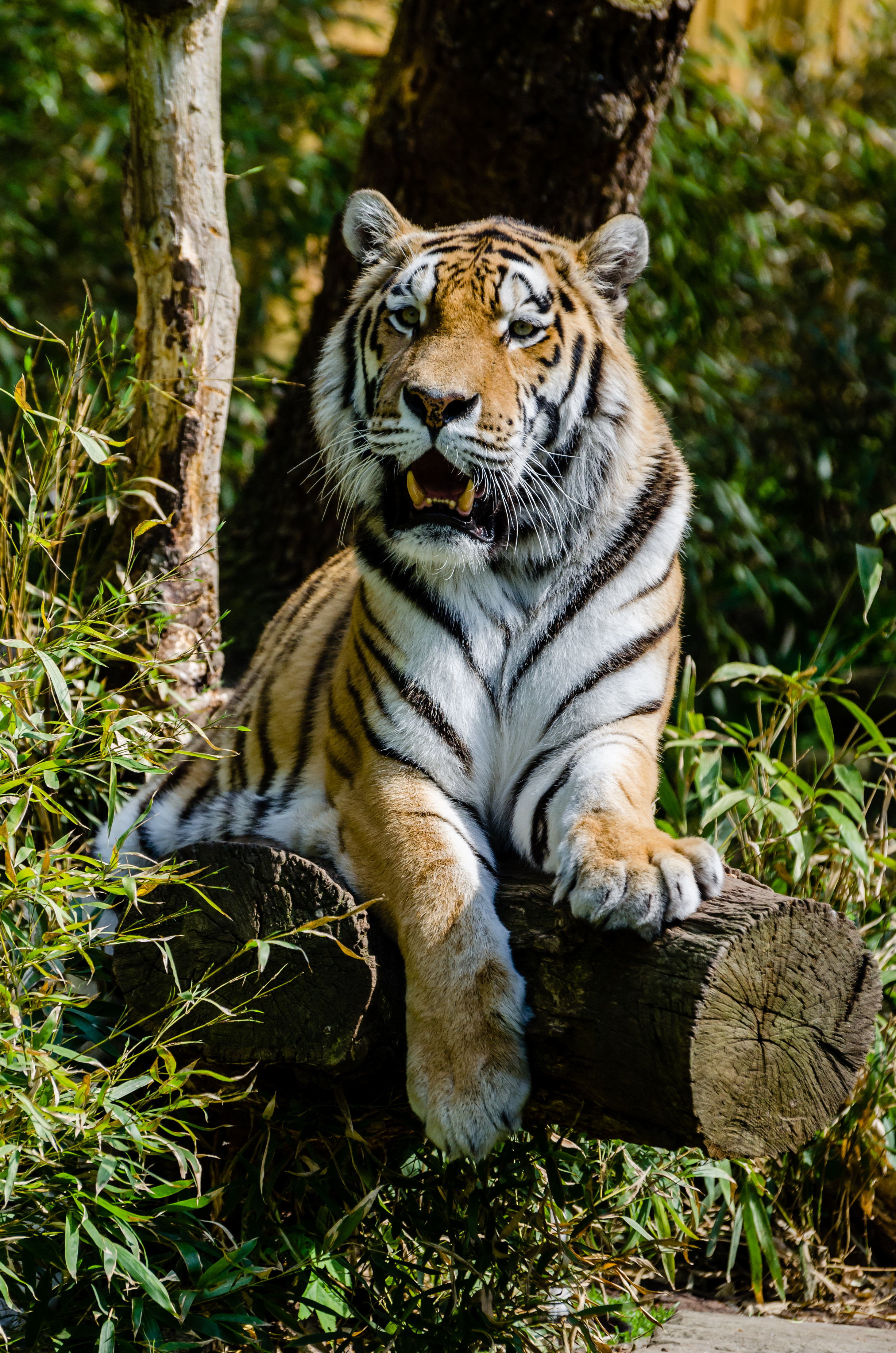
ببر سيبيري أسير في حديقة حيوانات مُونستا

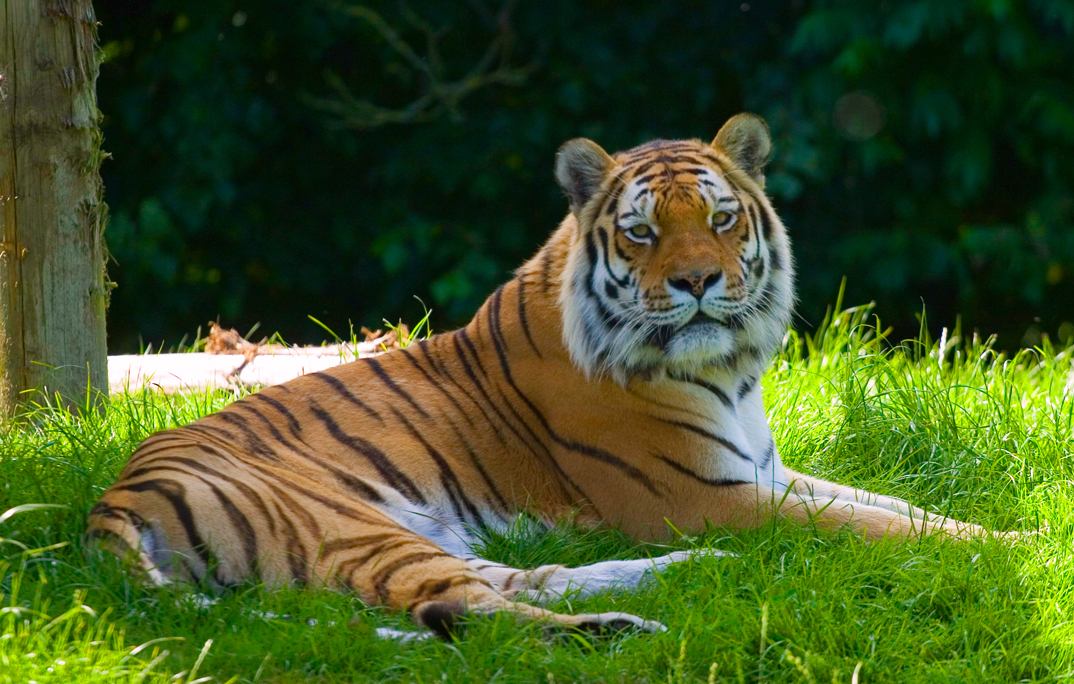
ببر سيبيري في حديقة حيوانات بانهام البريطانية

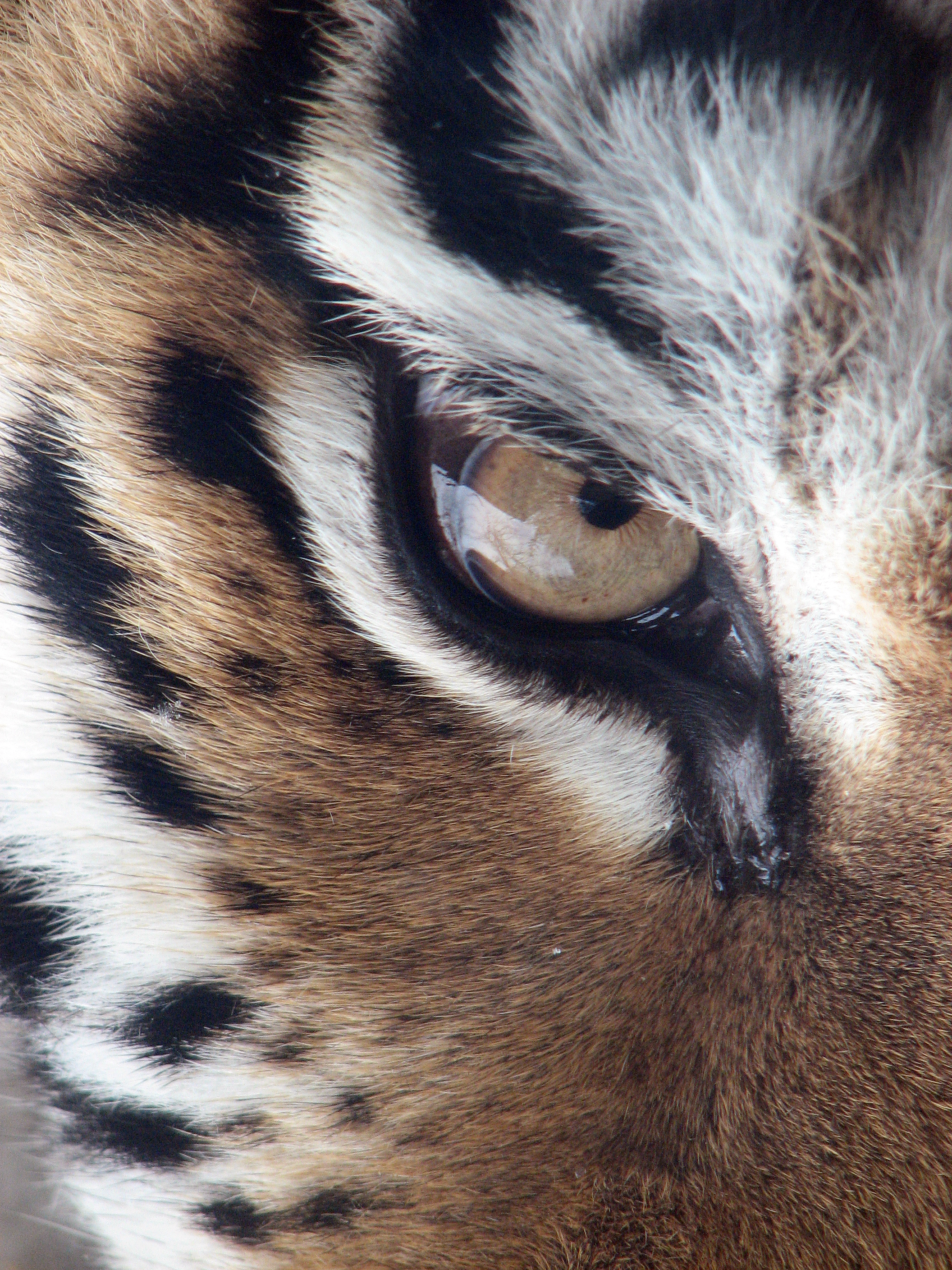
عين الببر

لون الببر السيبيري محمرٌّ صدئ إلى أصفر صدئ، تقطعه خطوط سوداء مستعرضة ضيقة. لا يقل طول الجسم عن 150 سنتيمتراً (59 بوصة)، والطول القاعدي اللُقمي للجمجمة 250 مليمتراً (9.8 بوصة)، وعرض الوجنة 180 مليمتر (7.1 بوصة)، وطول السنّ القاطع العلوي أكثر من 26 مليمتر (1.0 بوصة). لديه جسم طويل ومرن يقف على أرجل قصيرة إلى حدٍ ما وذيله طويل إلى حدٍ ما. يبلغ متوسّط ارتفاع هذا الببر عند الكتف نحو 112 إلى 120 سنتيمتراً، أي أطول بحوالي 5 إلى 10 سنتيمتراتٍ من الببر البنغالي.

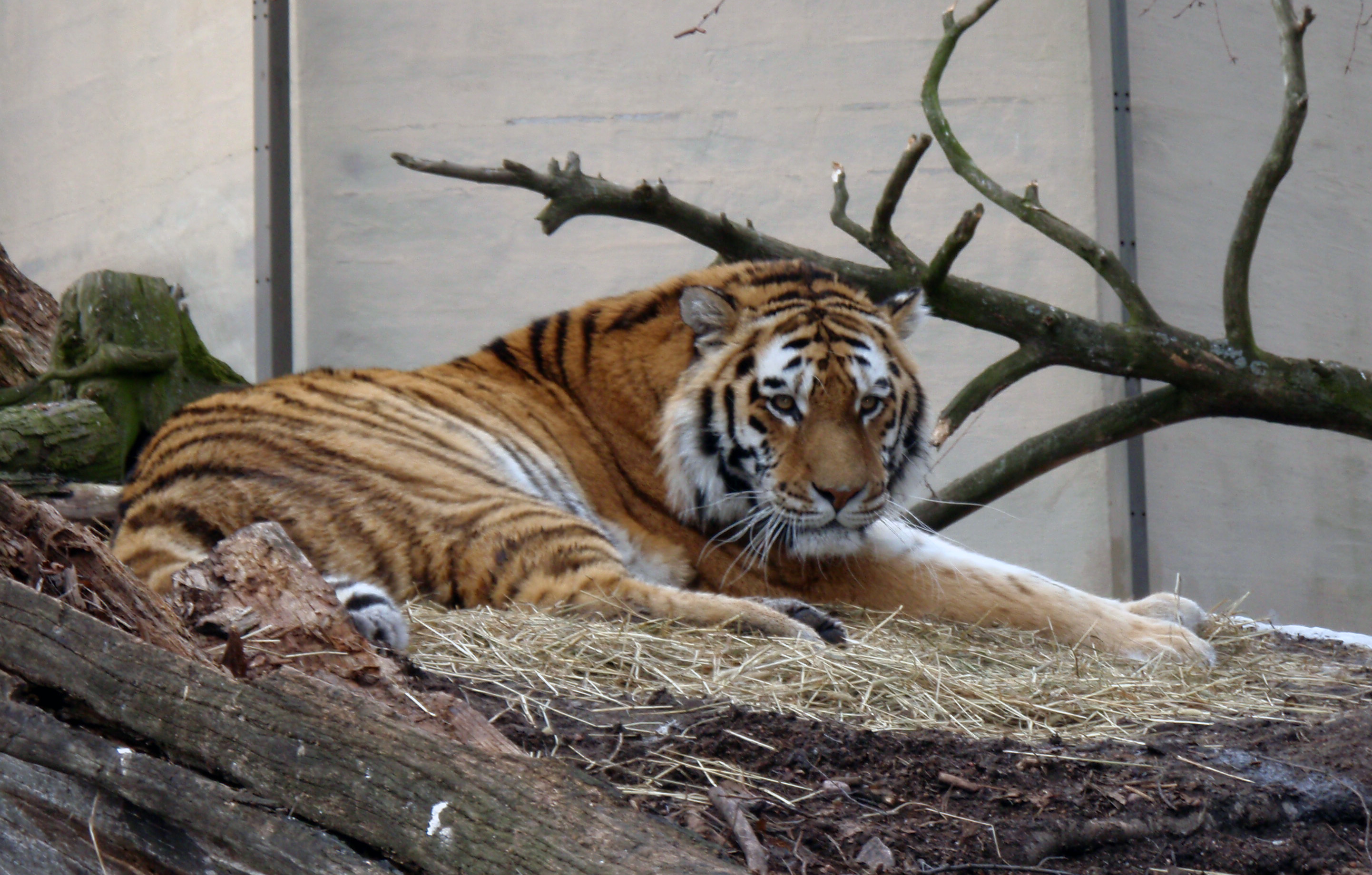
ببر سيبيري في حديقة حيوانات كوركياساري في العاصمة الفنلندية هلسنكي

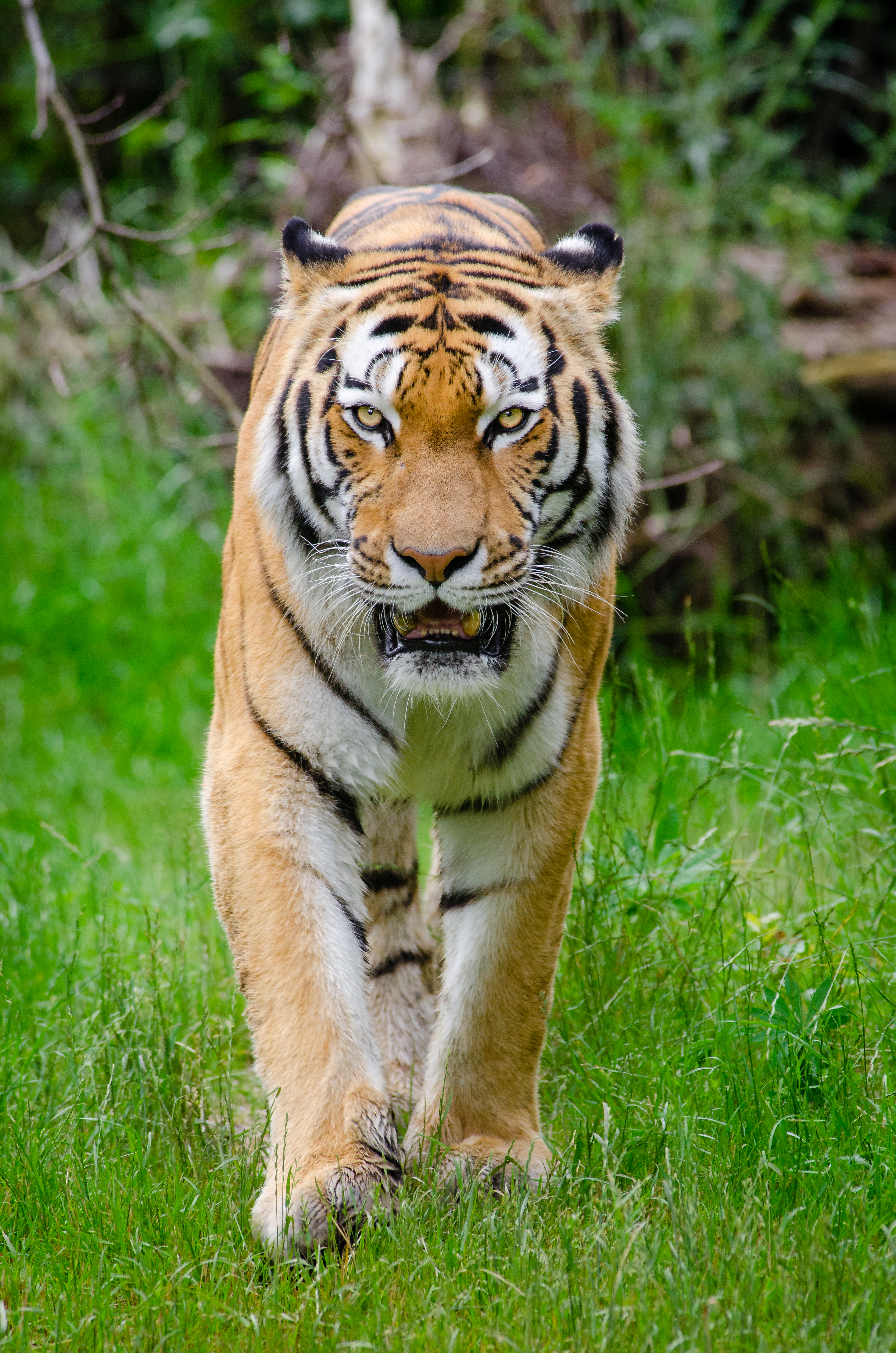
الببر السيبيري

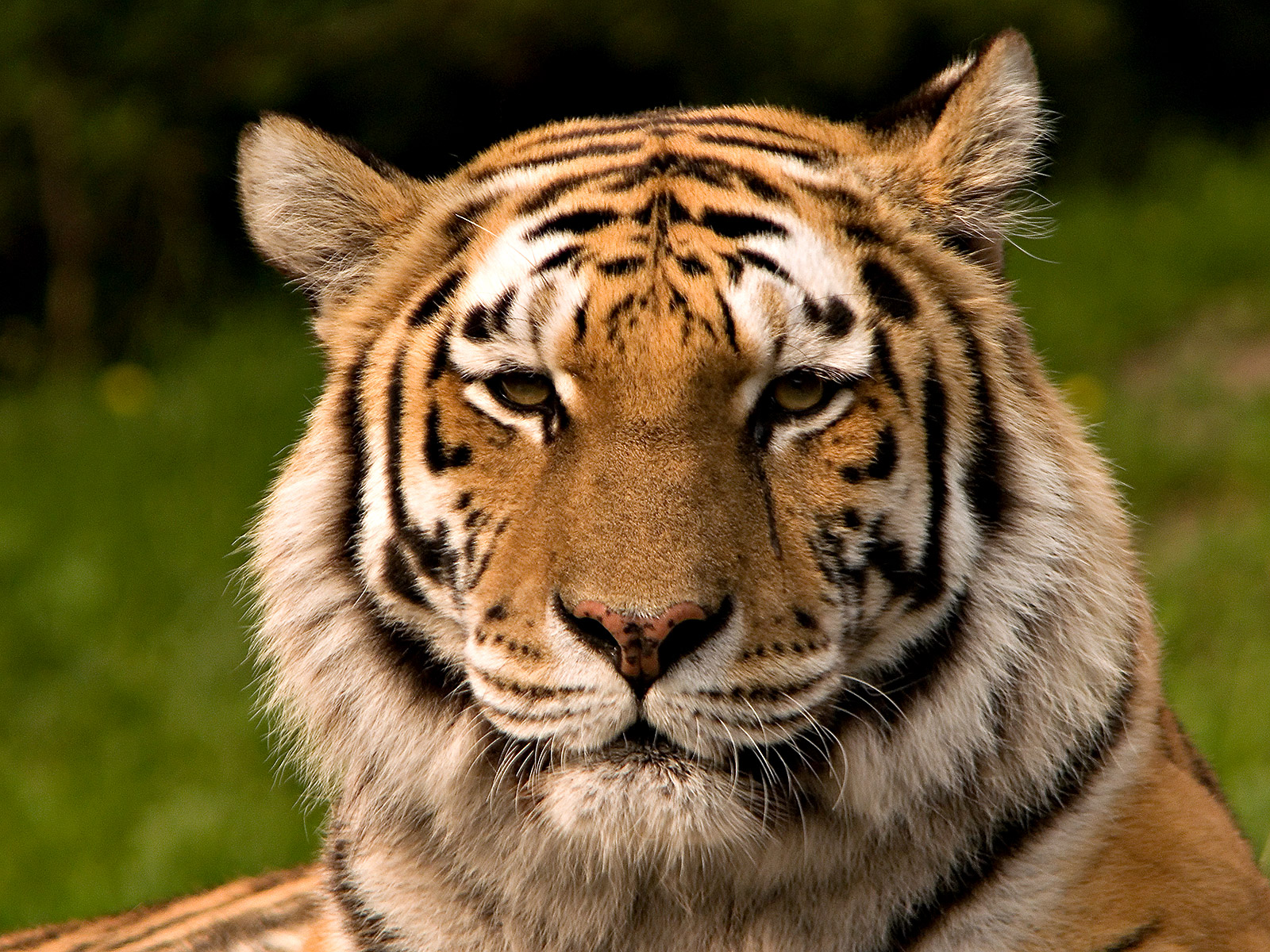
وجه الببر

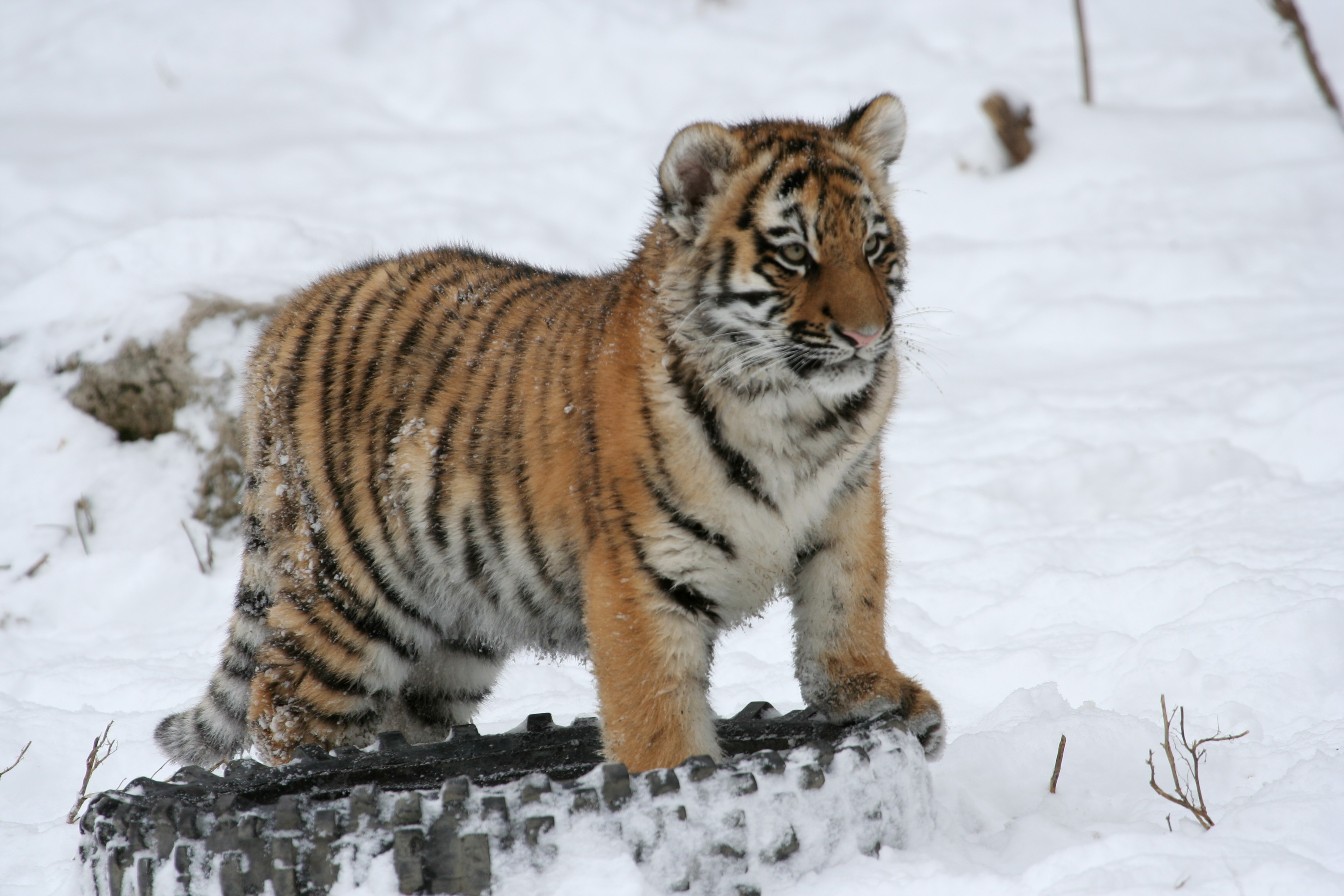
شبل الببر

### حجم الجسم

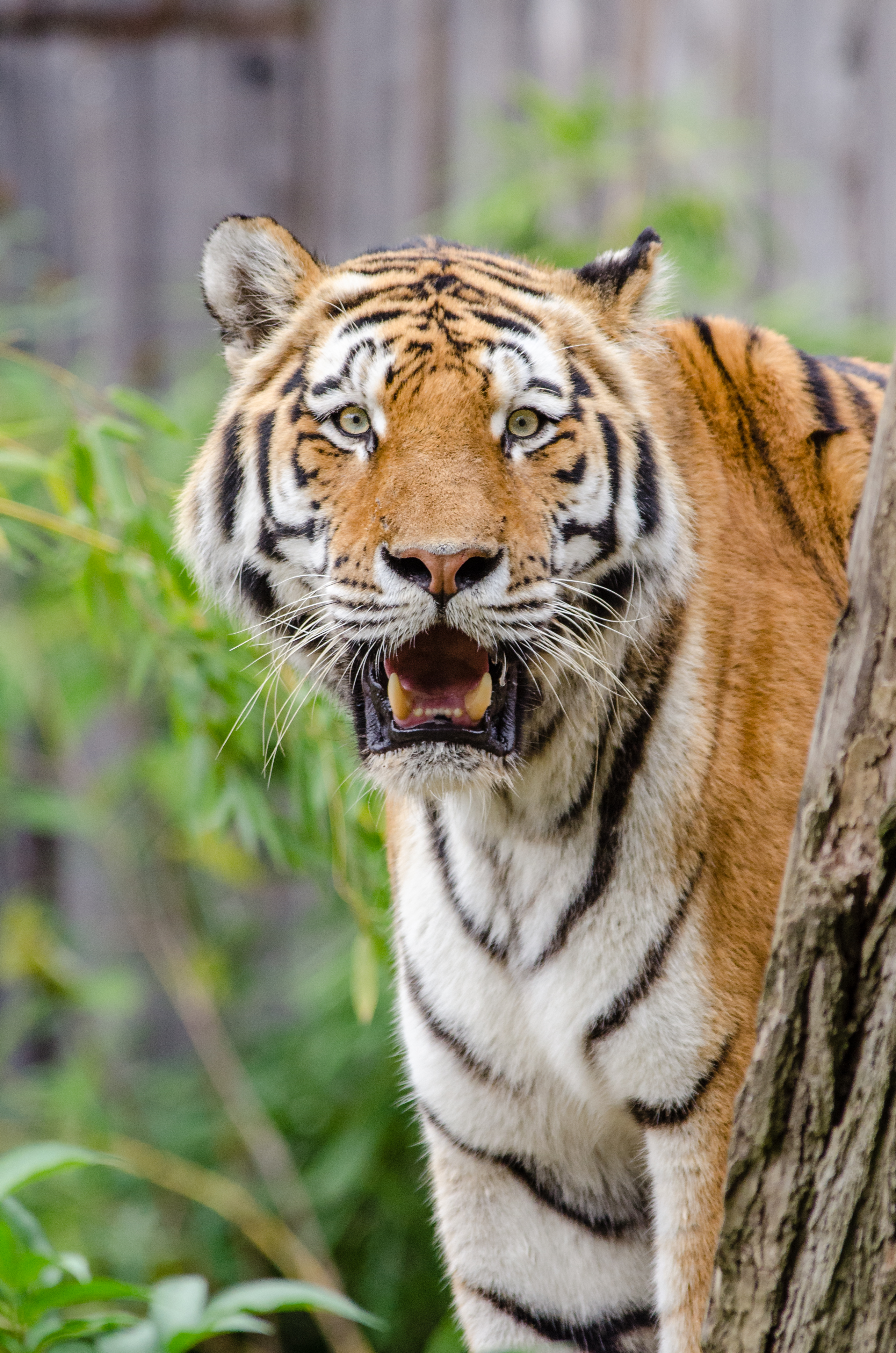
لاحظ مدى ضخامة الببر السيبيري

يقدر وزن ذكر الببر السيبيري البري المعاصر 176.4 كيلوغرام (389 رطل) في المتوسط، وتزن الأنثى البرية 117.9 كيلوغرام (260 رطل).[13]

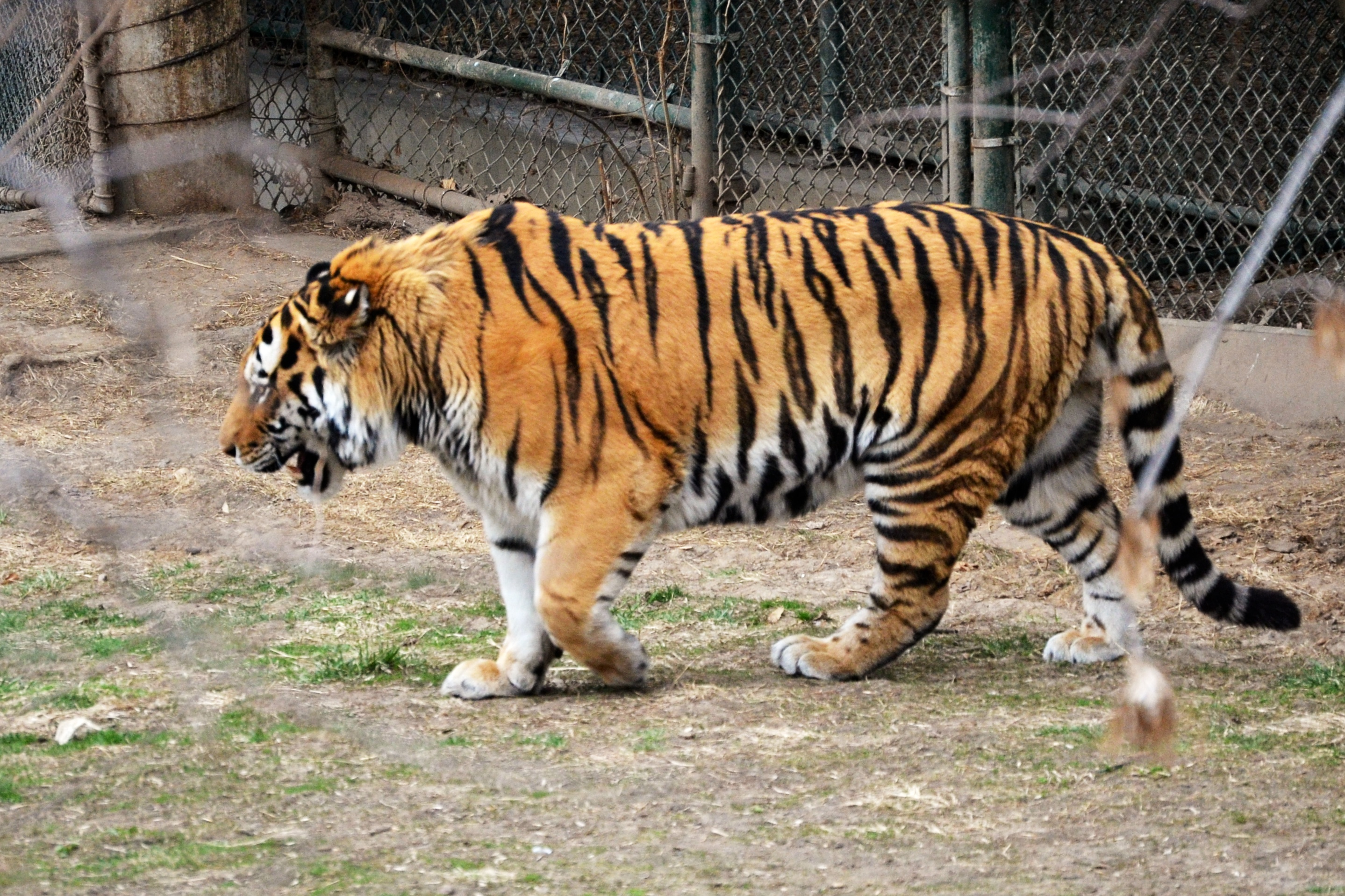
ببر آمور

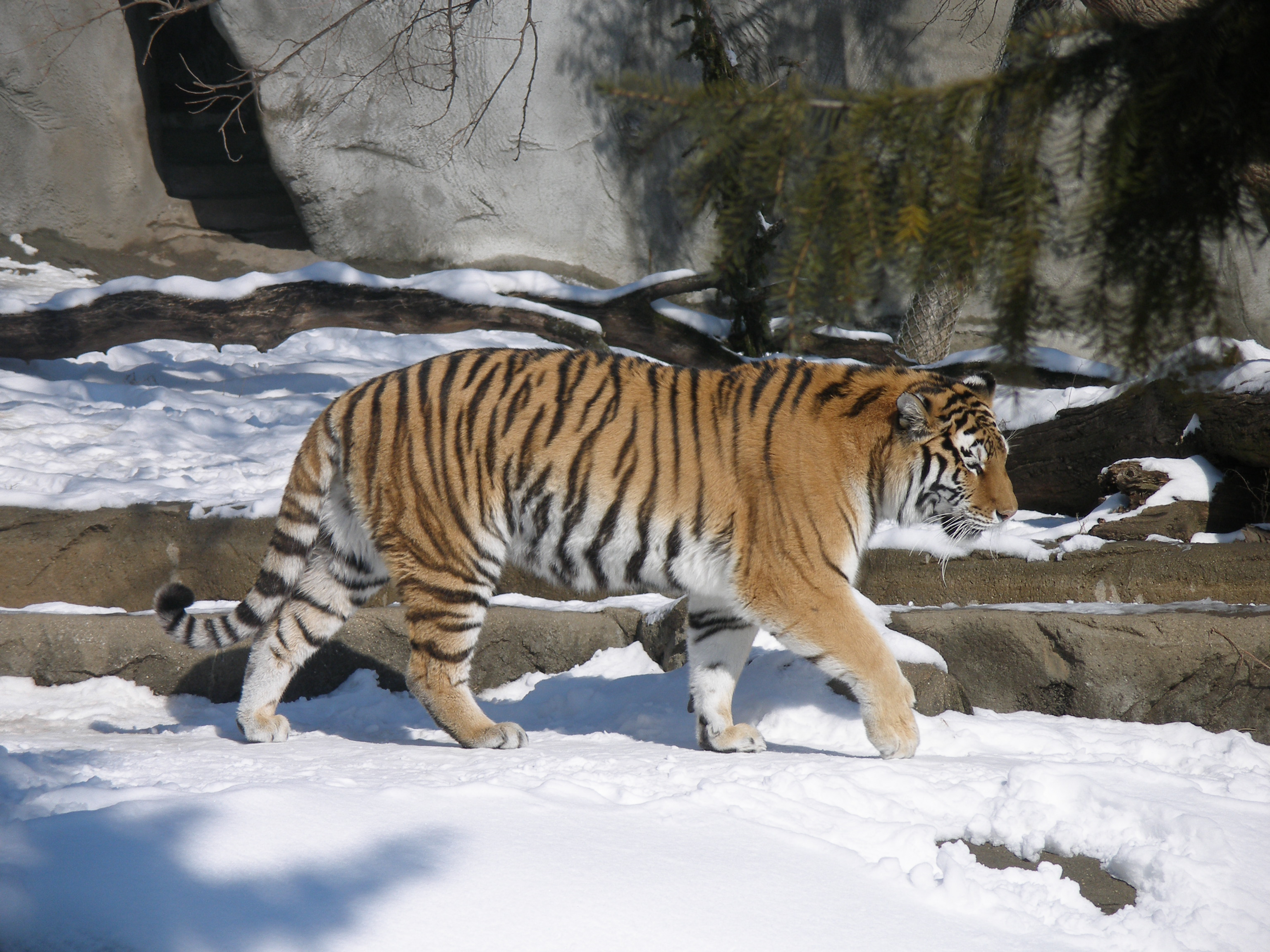
ببر سيبيري في حديقة حيوانات ديترويت

في سنة 2005، نشر مجموعة من علماء الحيوان الروس، الأمريكيين والهنود تحليلًا للبيانات التاريخية والمعاصرة عن أوزان جسد الببور البرية والأسيرة، الإناث والذكور على حد سواء في جميع النويعات. تشمل البيانات المستخدمة أوزان الببور التي كان عمرها أكثر من 35 شهراً وقيست بحضور مؤلفين. تشير مقارنتها بالبيانات التاريخية إلى إنه حتى النصف الأول من القرن العشرين كانت الببور السيبيرية الذكور والإناث على حد سواء أثقل في المتوسط مقارنة بما كان عليه الحال في عام 1970. كانت الببور السيبيرية التاريخية أكبر من الببور البنغالية، في حين إن الببور السيبيرية المعاصرة أخف في المتوسط من الببور البنغالية. يمكن تفسير انخفاض وزن الجسم للببور السيبيرية اليوم بأسباب متزامنة، وهي انخفاض توفر الفرائس بسبب الصيد غير القانوني وإن الأفراد عادةً ما يكونون مرضى أو مصابين ويتم أسرهم في حالة الصراع مع الناس.

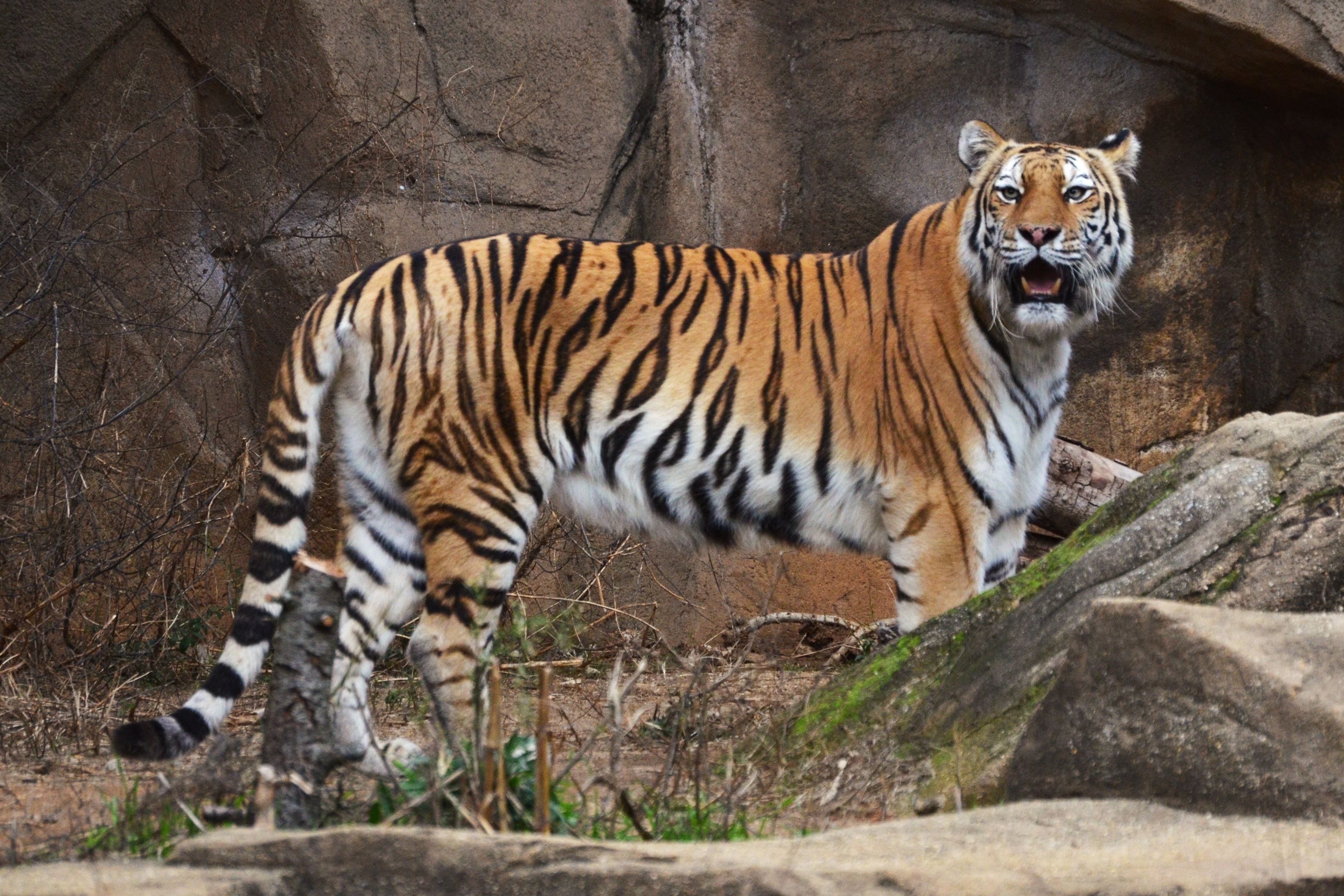
جسم الببر السيبيري

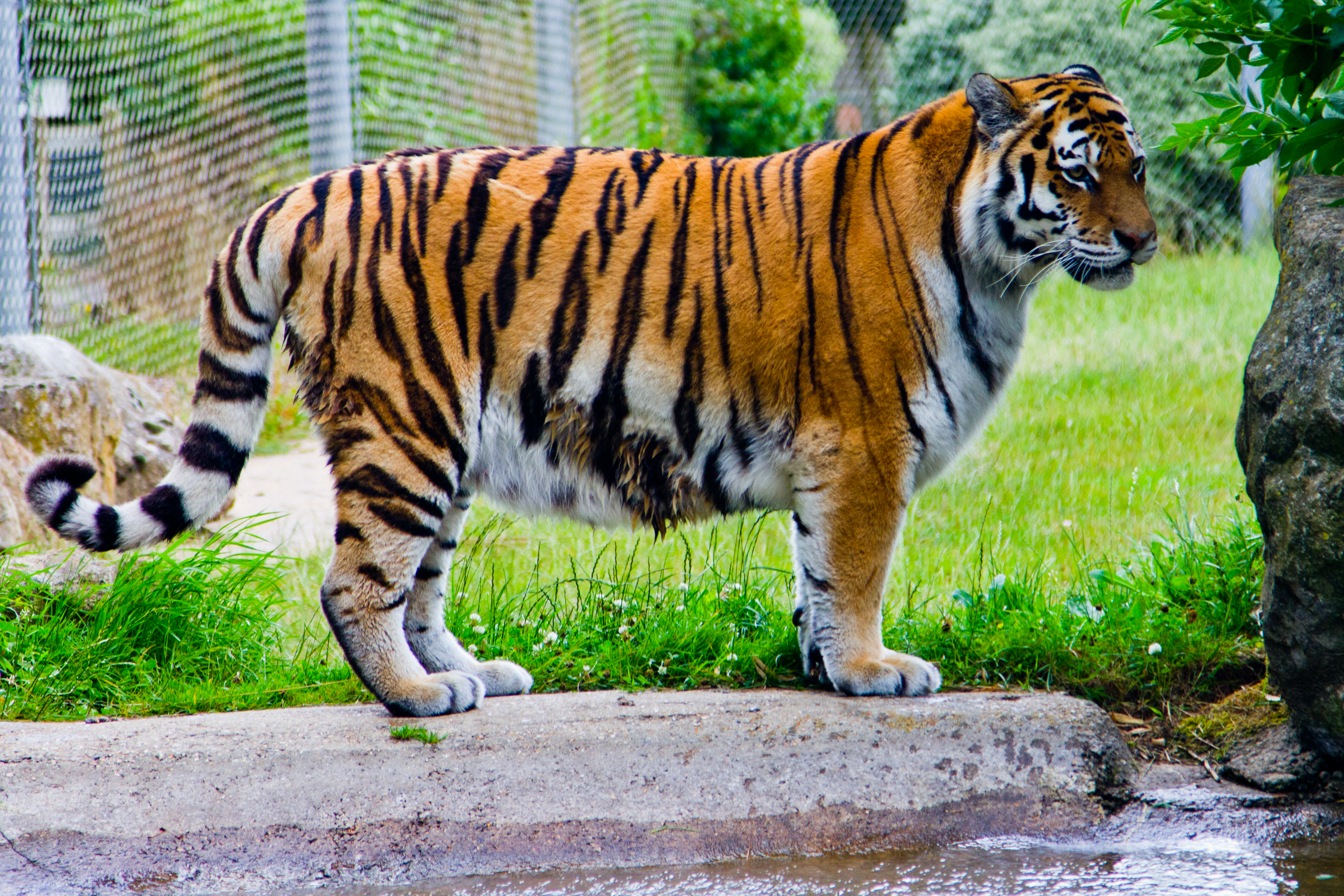
ببر سيبيري أو ببر آمور

تتراوح القياسات التي أجراها علماء مشروع الببر السيبيري في سيخوت ألين من 178 إلى 208 سنتيمتر (70 إلى 82 بوصة) في طول الرأس والجسم مقاسة في خط مستقيم، بمتوسط 195 سنتيمتر (77 بوصة) للذكور؛ وللإناث تتراوح من 167 إلى 182 سنتيمتراً (66 إلى 72 بوصة) بمتوسّط 174 سنتيمتر (69 بوصة). يبلغ قياس متوسّط الذيل 99 سنتيمتر (39 بوصة) في الذكور و91 سنتيمتر (36 بوصة) في الإناث. أطول ذكر مقاس يبلغ 309 سنتيمتر (122 بوصة) في الطول الإجمالي بما في ذلك الذيل 101 سنتيمتر (40 بوصة) ومحيط صدره 127 سنتيمتر (50 بوصة)، واسمه «موريس». أطول أنثى مقاسة بَلغ طولها 270 سنتيمتر (110 بوصة) في الطول الإجمالي بما في ذلك الذيل 88 سنتيمتر (35 بوصة) ومحيط صدرها 108 سنتيمتر (43 بوصة)، واسمها «ماريا إيفانا». تُظهِر هذه القياسات إن الببور السيبيرية اليوم أطول من الببور البنغالية والأسود الأفريقية.
بلغ وزن ذكر قُبض عليه من قبل أعضاء مشروع الببر السيبيري 206 كيلوغرام (454 رطل)، وبلغ وزن أكبر ذكر ممسوك عبر الراديو 212 كيلوغرام (467 رطل).

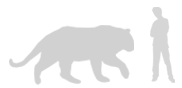
حجم الببر السيبيري بالقياس إلى رجل بطول 180 سم

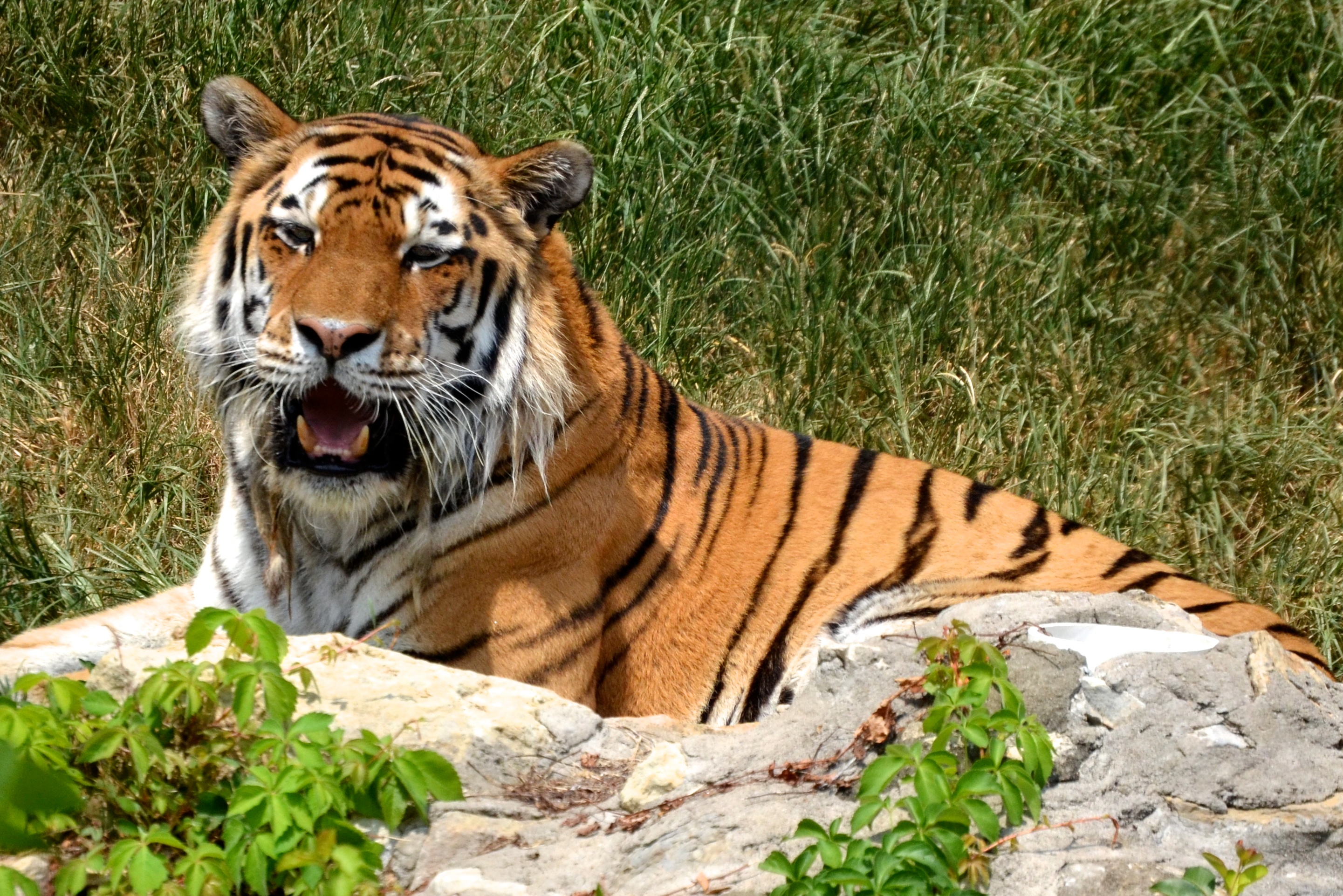
ببر سيبيري جالس

غالباً الببر السيبيري يعتبر أكبر ببر.
ذُكر إن ذكراً برياً قُتل في منشوريا بجانب نهر سونجاري في سنة 1943، يقال إنه بلغ ارتفاعه 350 سنتيمتر (140 بوصة) «مع المنحيات الزائدة»، ويبلغ طول الذيل حوالي 1 متر (3 أقدام و3 بوصات). يزن حوالي 300 كيلوغرام (660 رطل). تُشير مصادر مشكوك فيها إلى أوزان ما بين 318 و384 كيلوغرام (701 و847 رطل) وحتى 408 كيلوغرام (899 رطل).

### الجمجمة

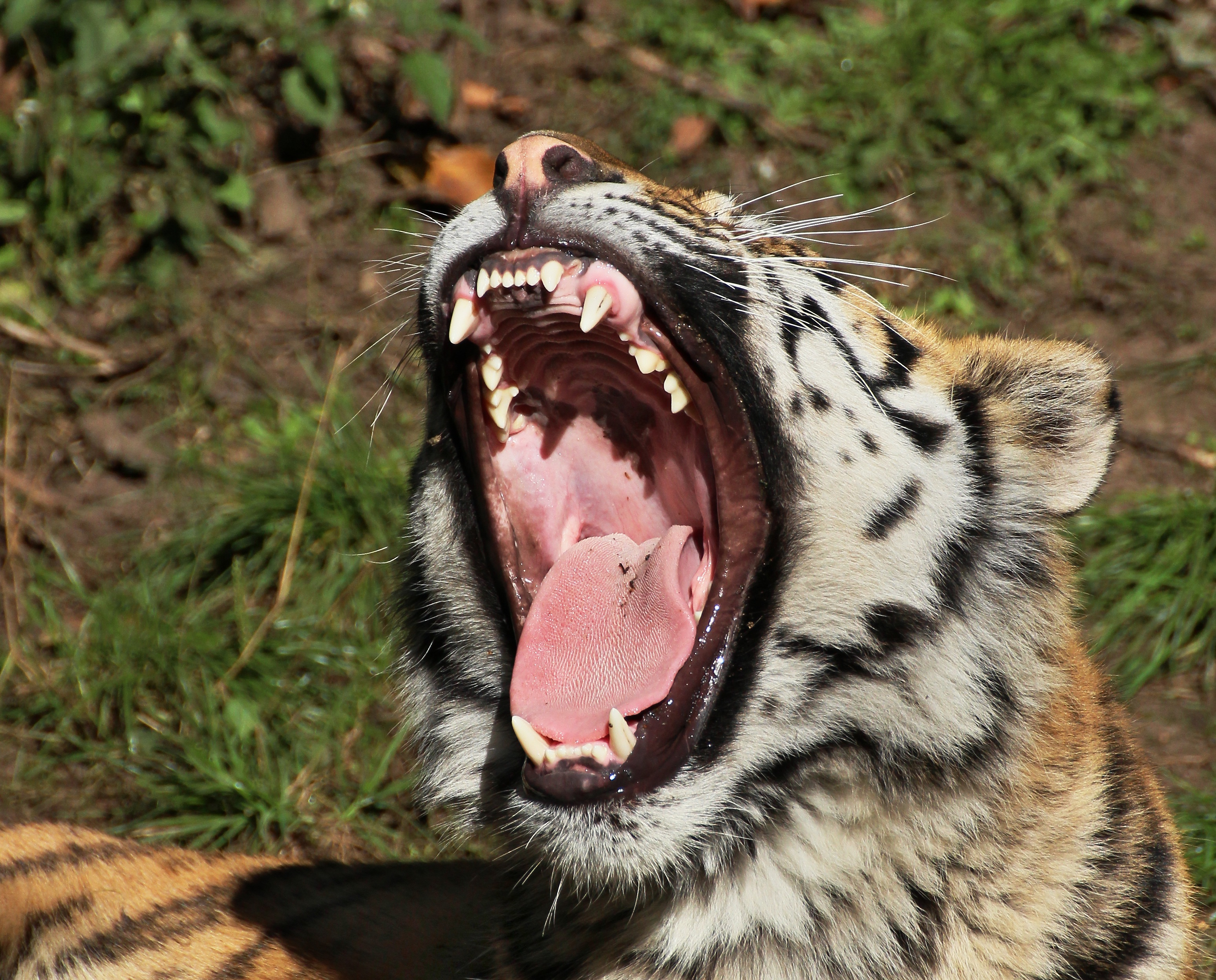
ببر سيبيري فاتح فكيه

تتميز جُمجُمة الببر السيبيري بِحجمها الضخم. المنطقة المُحيطة بالوجه شديدة المتانة، وهي واسعة بشكلٍ واضح عند منطقة الأنياب. بروزات الجمجمة، خاصة في العرف السهمي والعرف القذالي، مرتفعة جداً وقوية لدى الذكور الطاعنة في السن، وغالباً ما تكون أكثر ضخامة مما لوحظ عادة في أكبر جماجم الببور البنغالية. يتراوح تباين الحجم في جماجم الببور السيبيرية من 331 إلى 383 مليمتر (13.0 إلى 15.1 بوصة) في تسعة أفراد تم قياسهم. تكون جمجمة الأنثى أصغر دائماً ولا يتم بناؤها بشكل كبير ومتين مثلها مثل الذكور. يصل ارتفاع العرف السهمي في الجزء الأوسط إلى 27 مليمتر (1.1 بوصة)، وفي الجزء الخلفي يصل إلى 46 مليمتر (1.8 بوصة).
تتراوح جماجم الإناث من 279.7 إلى 310.2 مليمتر (11.01 إلى 12.21 بوصة). يبلغ طول جماجم ذكور الببور القزوينية من تركستان 297.0 إلى 365.8 مليمتر (11.69 إلى 14.40 بوصة) كحد أقصى، بينما يتراوح طول جماجم الإناث من 195.7 إلى 255.5 مليمتر (7.70 إلى 10.06 بوصة). ببر قُتل على نهر سومبار في كوبت داغ في يناير 1954 كانت له أكبر جمجمة بطول 385 مليمتر (15.2 بوصة)، وهو أكثر بكثير من الحد الأقصى المعروف لهذه الفئة من الجمهرة ويفوق قليلاً من معظم الببور السيبيرية. ومع ذلك، كان الطول القاعدي اللقمي 305 مليمتر (12.0 بوصة)، أصغر من الببور السيبيرية، مع الحد الأقصى للطول القاعدي اللقمي المسجل 342 مليمتر (13.5 بوصة). بلغ طول أكبر جمجمة لببر سيبيري من شمال شرق الصين 406 مليمتر (16.0 بوصة)، أي حوالي 20-30 مليمتر (0.79-1.18 بوصة) أكثر من أطوال الجماجم القصوى للببور من منطقة آمور وشمالي الهند، ماعدا جمجمة لببر هندي شمالي من جوار ناغينا، والتي بلغ طولها 413 مليمتر (16.25 بوصة) «فوق العظم».

### الفراء والمعطف

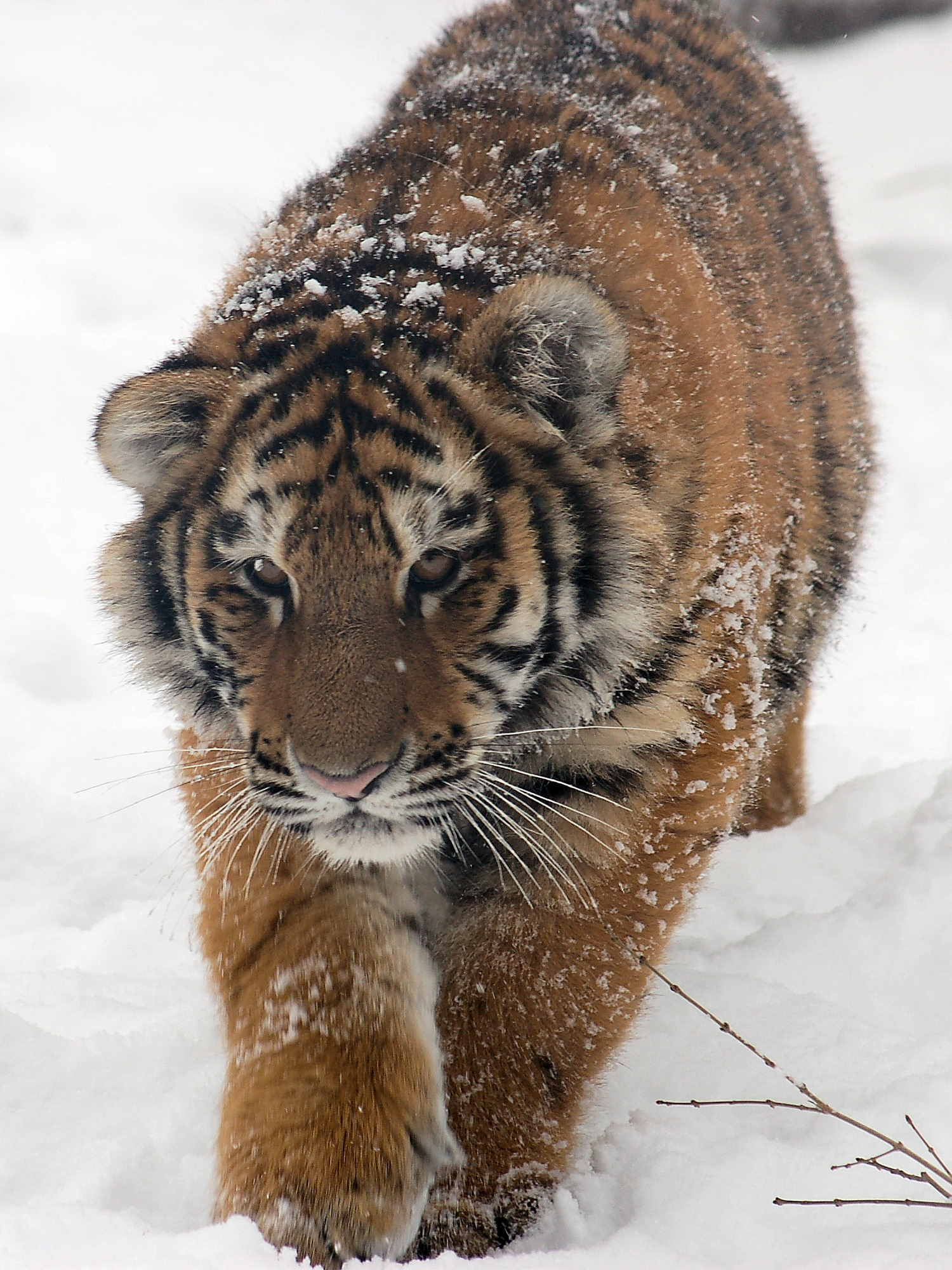
شبل في حديقة حيوانات بيتسبرغ

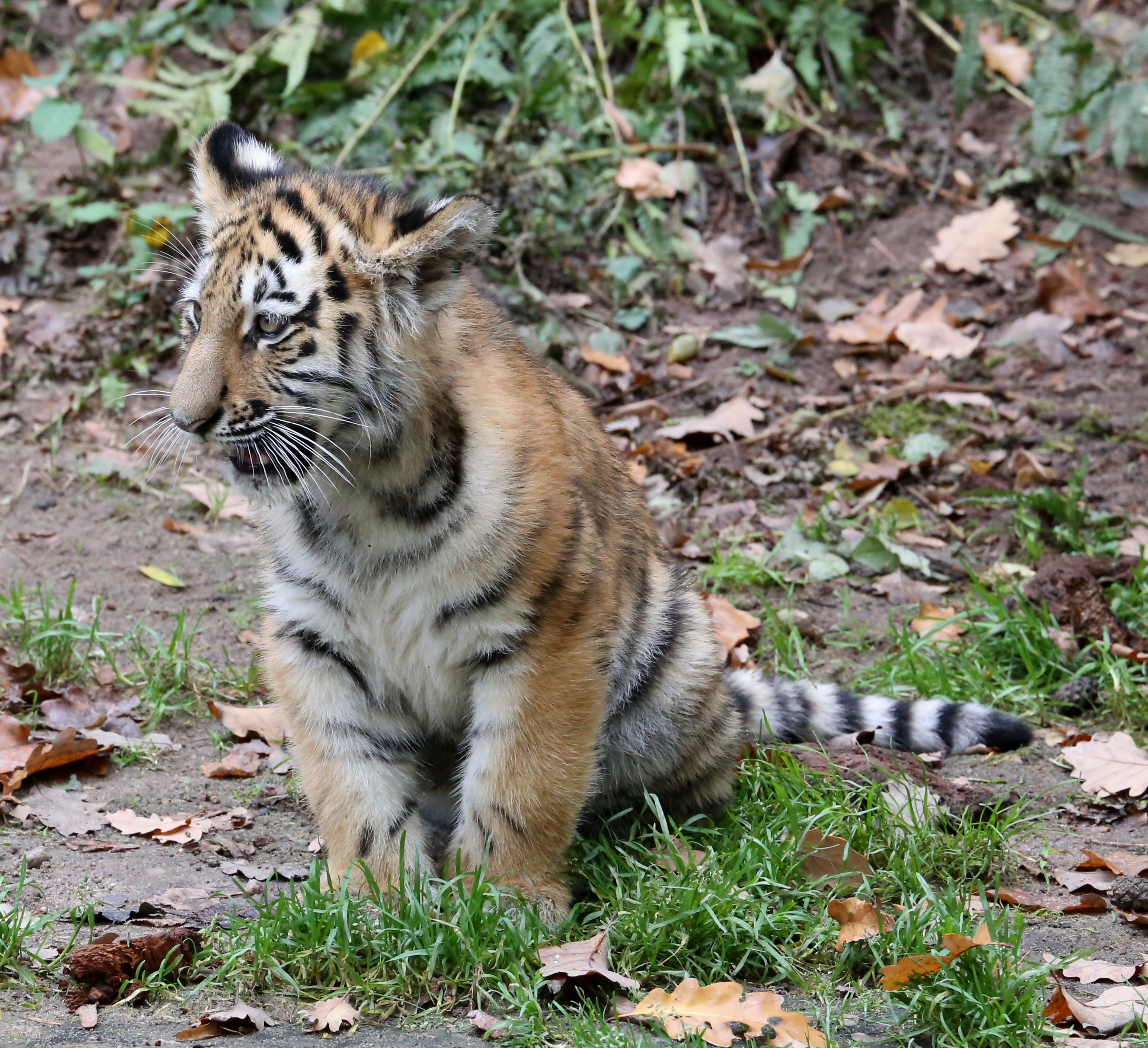
شبل ببر سيبيري في حديقة حيوانات في مدينة نورنبرغ الألمانية

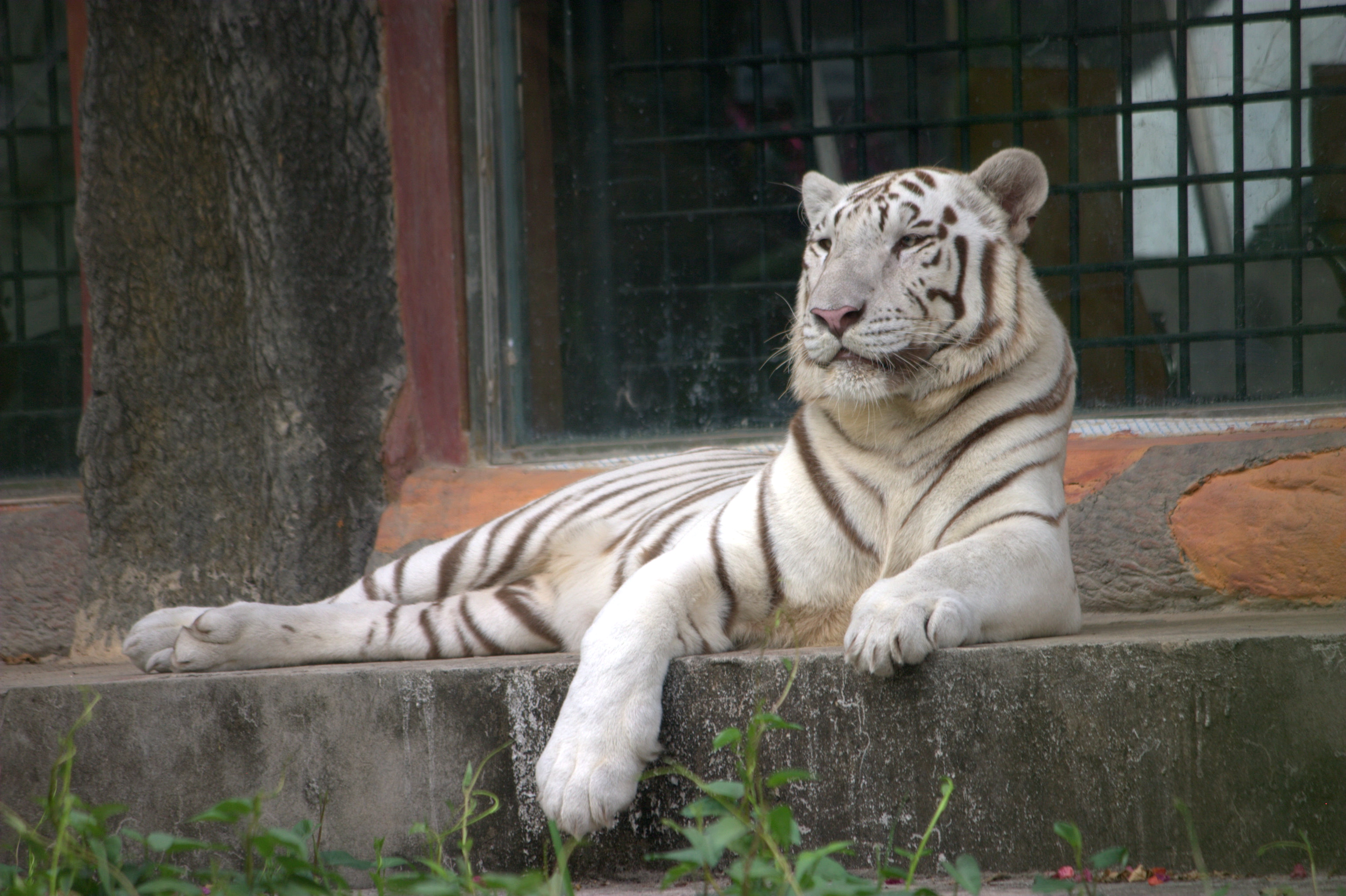
ببر سيبيري أبيض

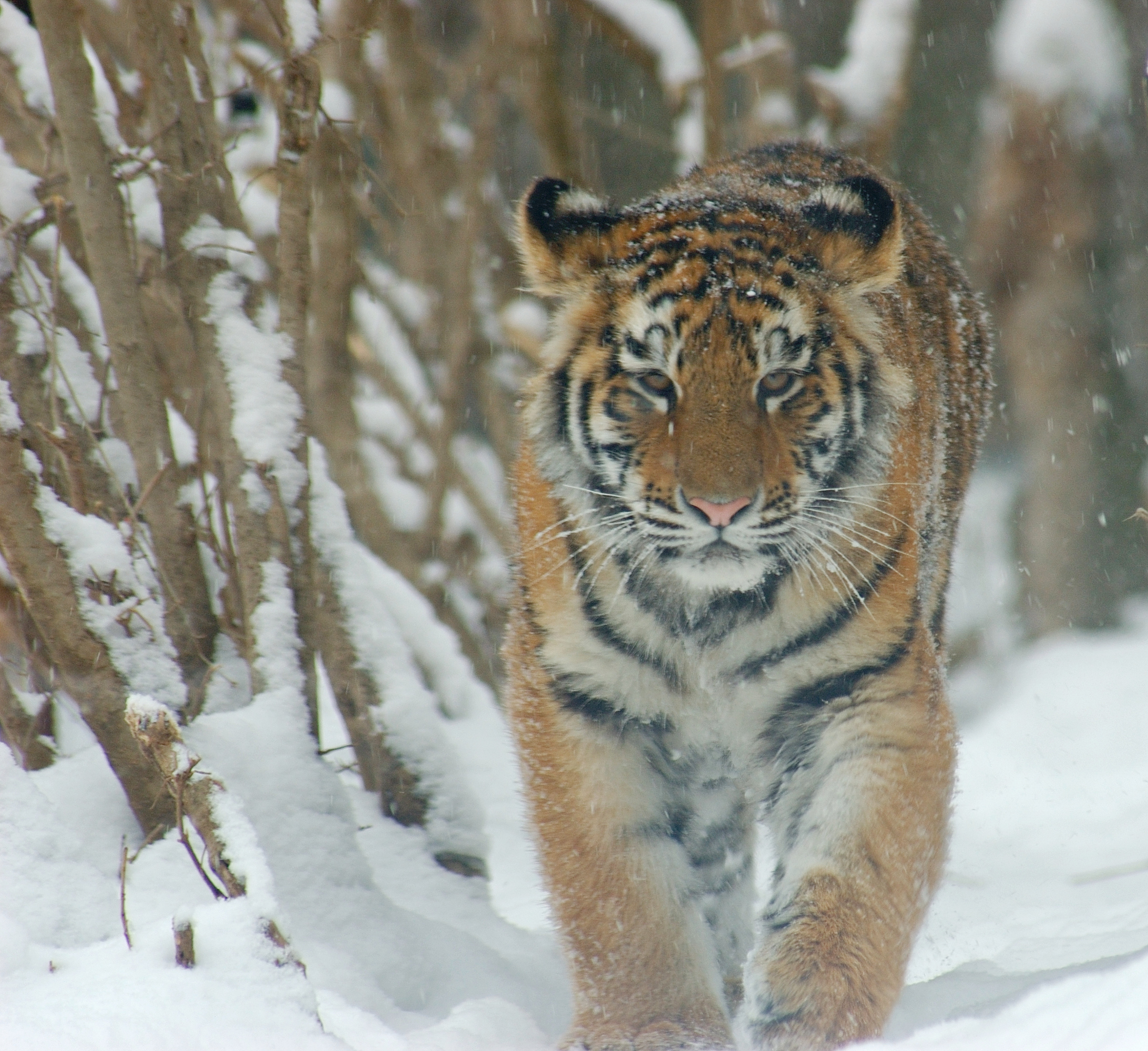
شبل ببر سيبيري في الشتاء

غالباً ما يكون لون الجلد لفراء الببور السيبيرية باهتاً جداً، خصوصاً في المعطف الشتوي. ومع ذلك، قد يكون الاختلاف ضمن الجمهرات كبيرة. يوجد التباين الفردي أيضاً في الشكل والطول، وجزئياً في لون الخطوط الداكنة، التي توصف بإنها بنية داكنة عوضاً عن سوداء.

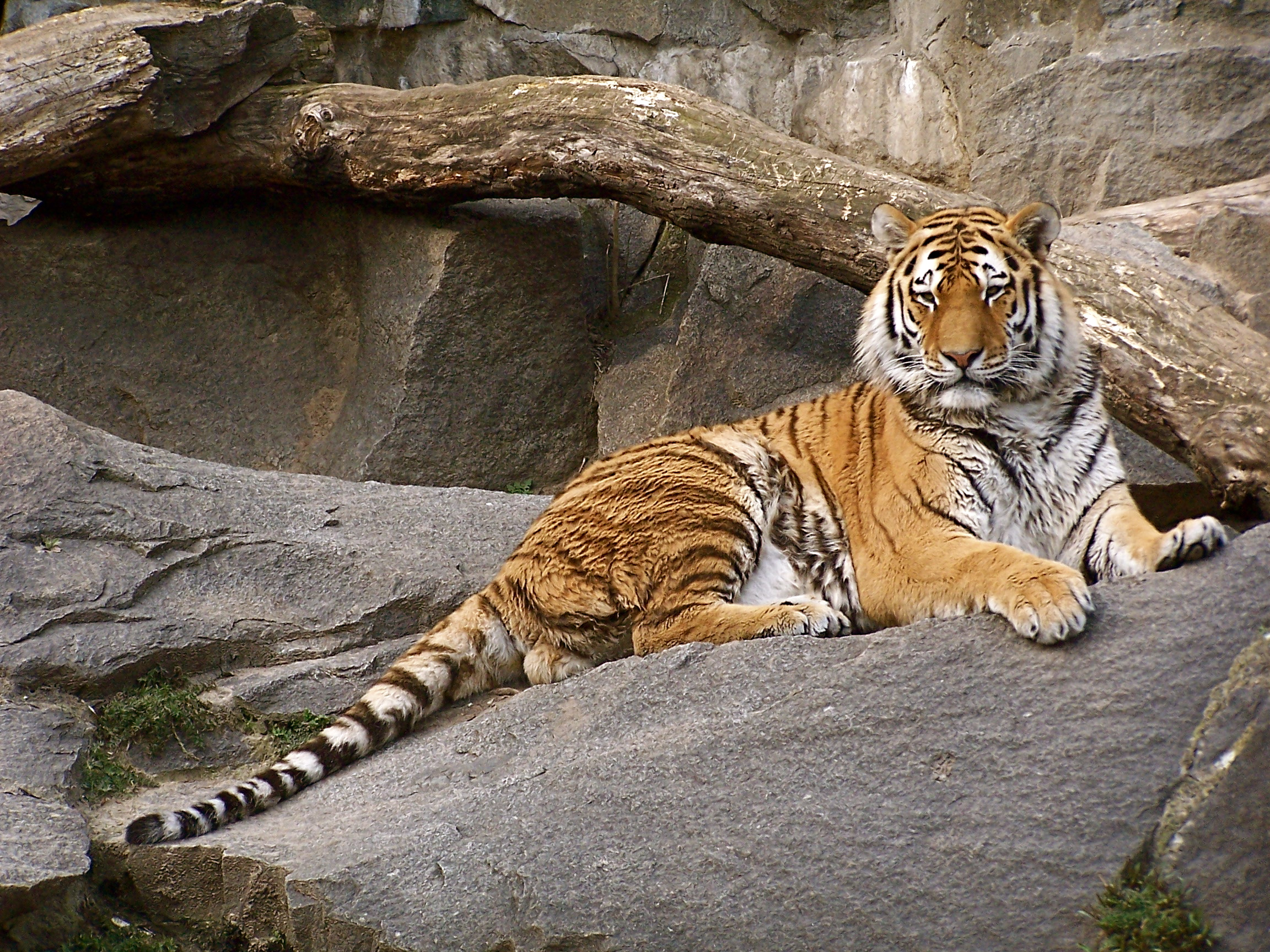
ببر سيبيري في تيربارك برلين

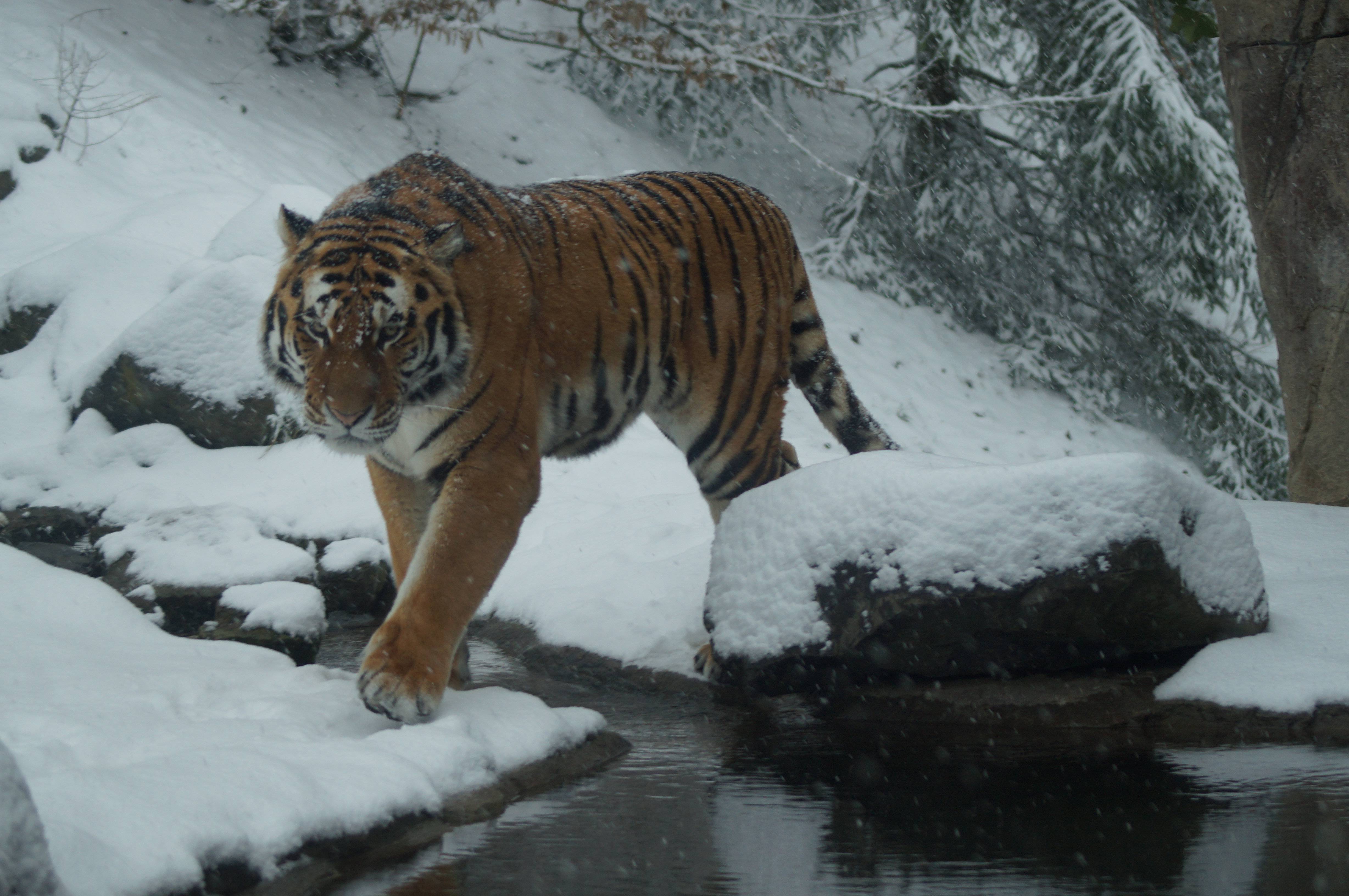
ببر سيبيري يمشي على الثلج

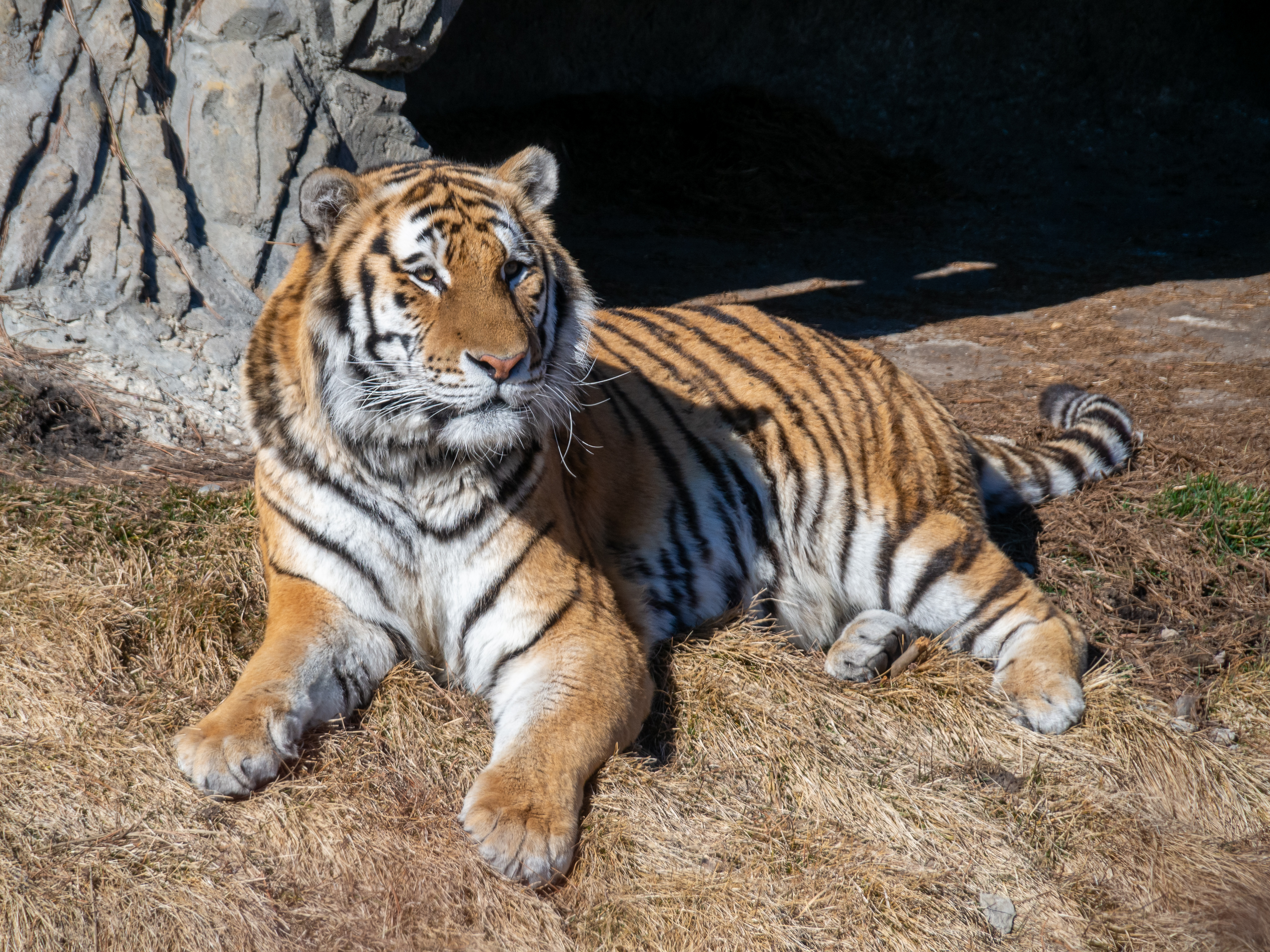
ببر جالس

إن فرو الببر السيبيري كثيف إلى حد ما، خشن ومتفرق مقارنة بغيره من أنواع السنوريات التي تعيش في الاتحاد السوفيتي السابق. بالمقارنة مع الجمهرات الغربية الذين إنقرضوا، تتباين المعاطف الصيفية والشتوية لببور السيبيرية بوضوح مع النويعات الأخرى. بشكل عام، كان فراء الجمهرات الغربية أكثر إشراقاً وتناسقاً من جمهرات الشرق الأقصى. المعطف الصيفي خشن، بينما المعطف الشتوي أكثر كثافة، أطول، ألين وأنعم. غالباً ما يظهر الفرو الشتوي أشعثاً جداً على الساق ويكون أطول بشكل ملحوظ على الرأس، ويغطي الأذنين تقريباً. الببور السيبيرية والقزوينية كان لها الفراء الأكثر سماكة بين الببور.

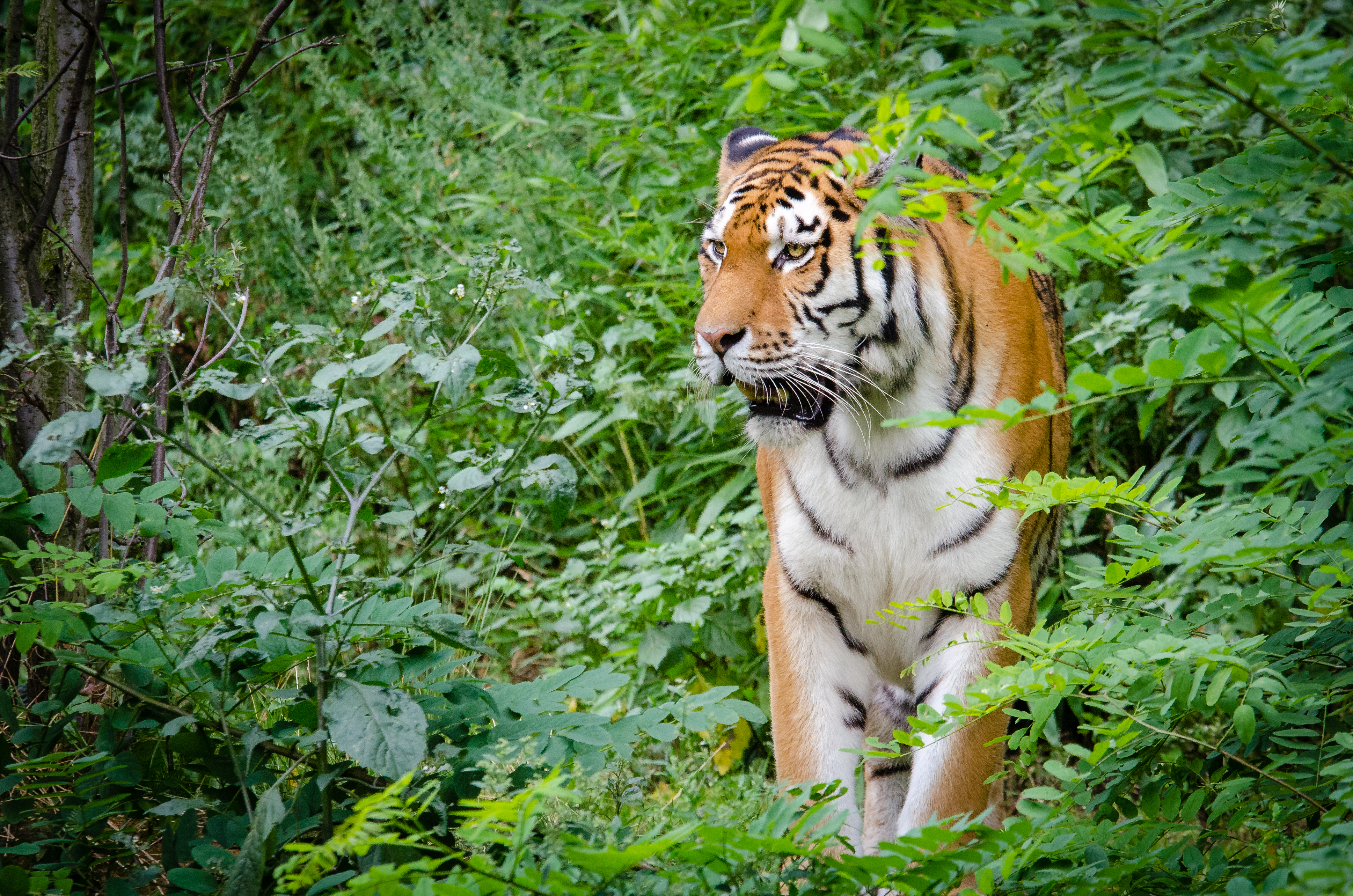
فرو الببر السيبيري يساعده على التمويه في الأعشاب

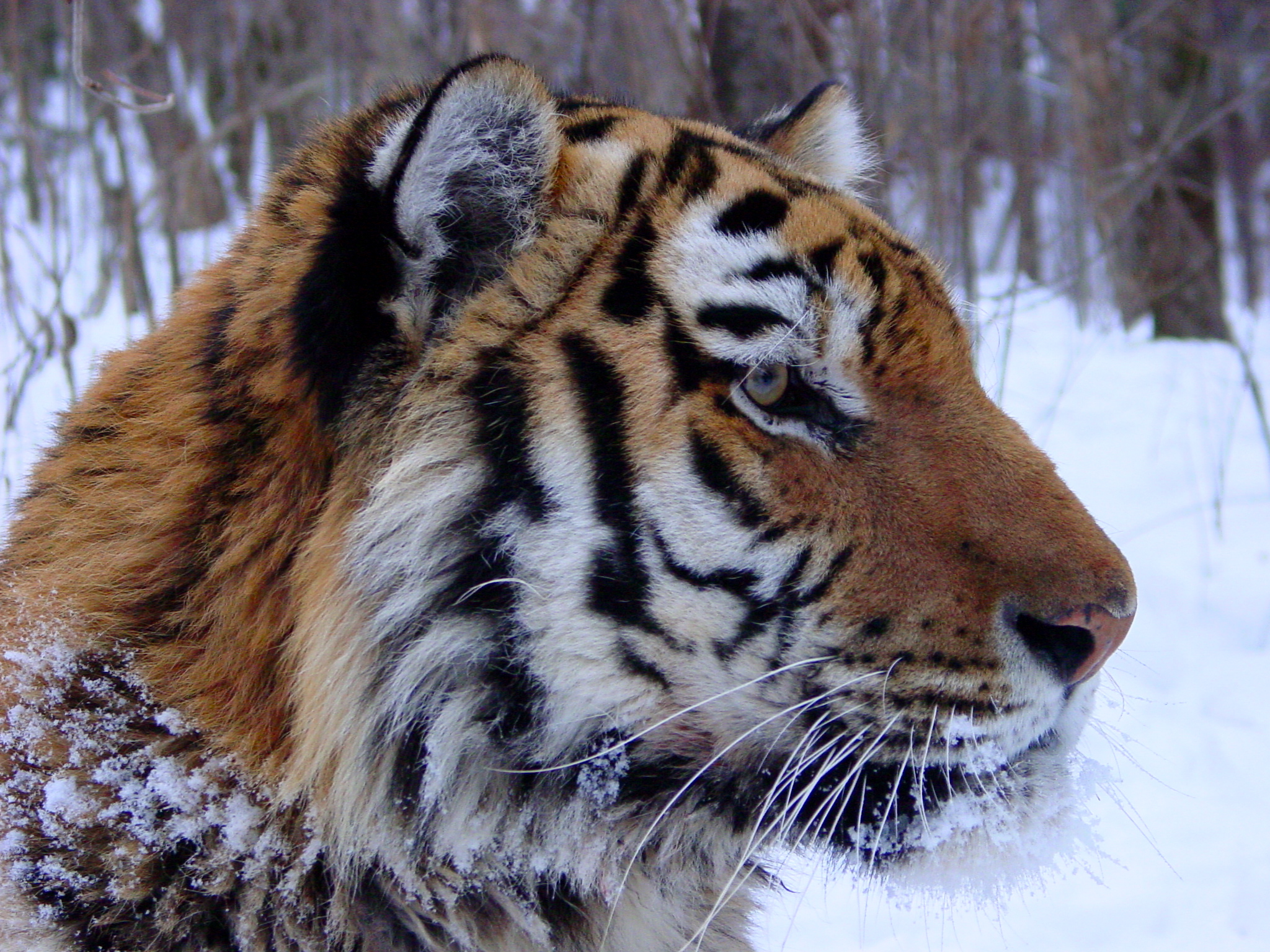
ببر سيبيري في الشتاء المثلج

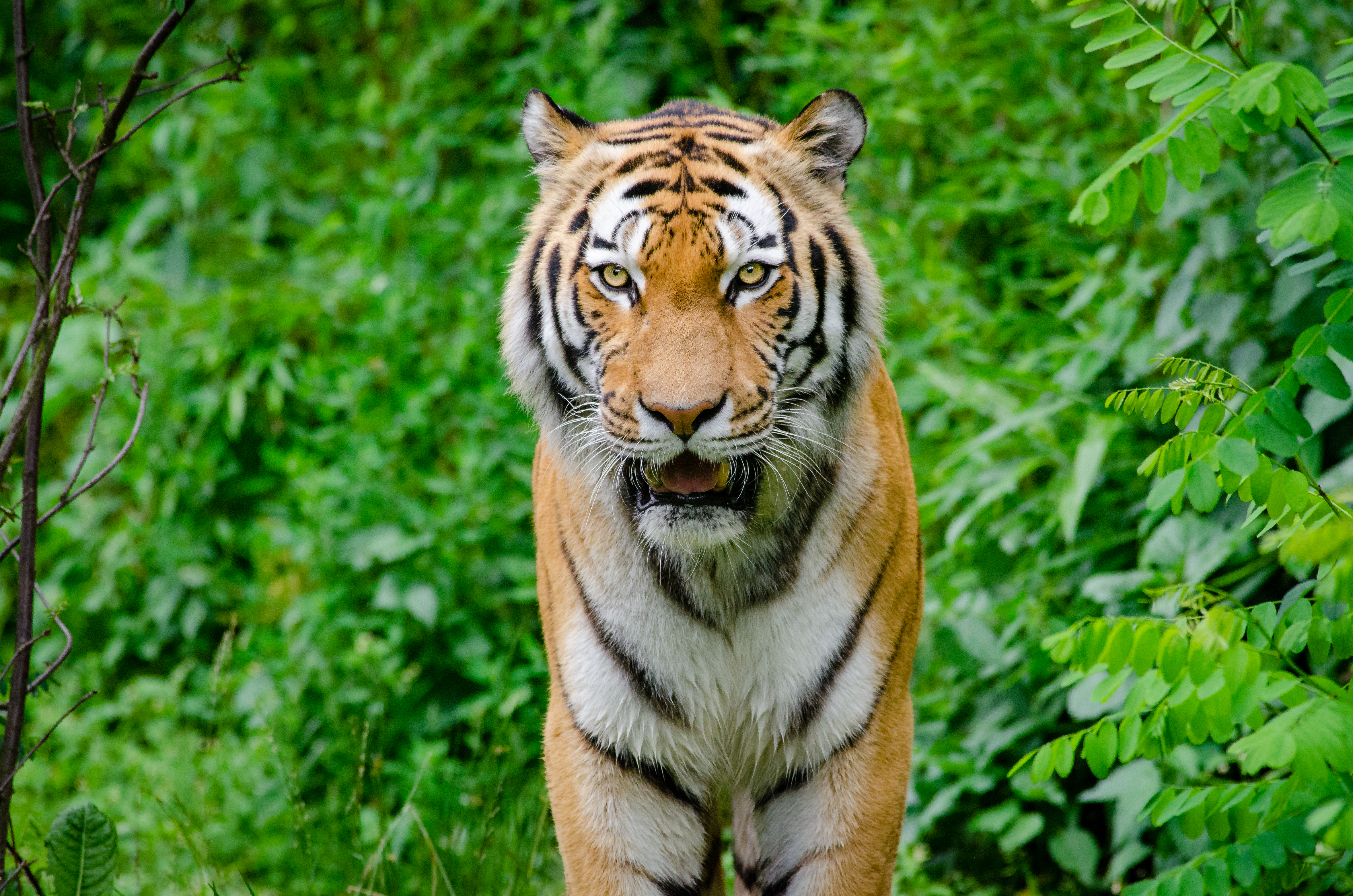
ببر سيبيري في حديقة حيوانات ألمانية

الشوارب والشعر على مؤخرة الرأس وأعلى العنق ممدودتان أيضاً إلى حد ما. عموماً يكون لون خلفية المعطف الشتوي أقل إشراقاً وصدئاً مقارنةً بالمعطف الصيفي. بسبب الطول الأكبر للفراء الشتوي، تظهر الخطوط على نطاق أوسع مع نهايات أقل تحديداً. يتراوح طول الفراء الصيفي على الظهر من 15 إلى 17 مليمتر (0.59 إلى 0.67 بوصة) وطول من 30 إلى 50 مليمتر (من 1.2 إلى 2.0 بوصة) على طول أعلى الرقبة، من 25 إلى 35 مليمتر (من 0.98 إلى 1.38 بوصة) على البطن، و14-16 مليمتر (0.55-0.63 بوصة) على الذيل. يتراوح طول الفراء الشتوي على الظهر بين 40 و50 مليمتر (1.6-2.0 بوصة) و70–110 مليمتر (2.8-4.3 بوصة) في الجزء العلوي من الرقبة و70-95 مليمتر (2.8–3.7 بوصة) على الحنجرة، 60-100 مليمتر (2.4–3.9 بوصة) على الصدر و65-105 مليمتر (2.6-4.1 بوصة) على البطن. الشوارب هي بطول 90-115 مليمتر (3.5-4.5 بوصة).

## الانتشار والموائل
كان الببر السيبيري في السابق يسكن معظم شبه الجزيرة الكورية ومنشوريا وأجزاء أخرى من شمال شرقي الصين، والجزء الشرقي من سيبيريا والشرق الأقصى الروسي، وربما في أقصى غرب منغوليا ومنطقة بحيرة بايكال، حيث الببر القزويني أيضاً سُجِلَ تواجدهُ هناك.
خلال العصر البليستوسيني المتأخر والعصر الهولوسيني، كان من المحتمل أن يكون متصلة بجمهرة ببر جنوب الصين من خلال ممرات في حوض النهر الأصفر، قبل أن يقطع البشر إنسياب المورثات.

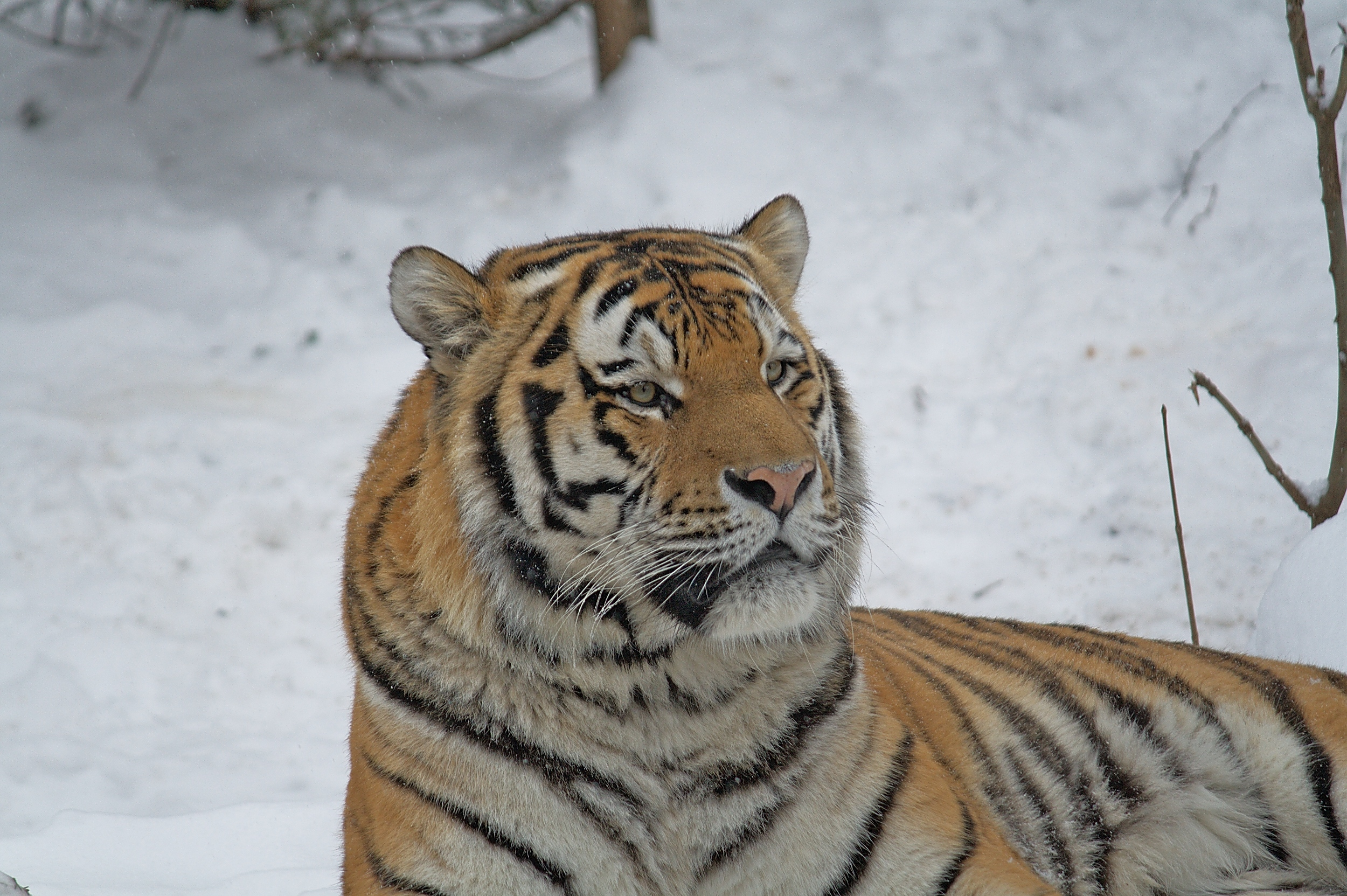
الببر السيبيري هو حيوان كوريا الجنوبية الوطني

اليوم، يمتد نطاقها من الجنوب إلى الشمال بطول 1,000 كيلومتر تقريباً (620 ميل) في بريمورسكي كراي وفي جنوب خاباروفسك كراي شرقاً وجنوب نهر آمور. وتوجد أيضاً داخل سلسلة خنجان العظمى، التي تعبر إلى روسيا من الصين في أماكن متعددة في جنوب غرب بريموري. تمثل هذه المنطقة منطقة اندماج غابات شرق آسيا المعتدلة عريضة الأوراق والمختلطة والتايغا، مما أدى إلى فسيفساء من أنواع الغابات التي تختلف في الارتفاع والتضاريس. الموائل الرئيسية للببور السيبيرية هي غابات الصنوبر الكوري ذات التركيبة والبنية المعقدة.
وتُمَثَل مجموعة الحيوانات في المنطقة بمزيج من أشكال الحياة الآسيوية والشمالية. وتُمَثَل مجموعة الحافريات بسبعة أنواع، مع الأيل المنشوري واليحمور السيبيري والخنزير البري الأكثر شيوعاً في جميع أنحاء جبال سيخوت ألين ولكنها نادرة في غابات التنوب والشوح عالية الارتفاع. أيل السيكا يقتصر على النصف الجنوبي من جبال سيخوت ألين. يرتبط أيل سيبيريا المسكي وموظ آمور بالغابات الصنوبرية وهي قريبة من الحدود الجنوبية لتوزيعها في جبال سيخوت ألين الوسطى.
في سنة 2005، قُدر عدد ببور آمور في الصين بحوالي 18 إلى 22، و331 إلى 393 في الشرق الأقصى الروسي، والتي تضم جمهرة بالغة قادرة على التناسل تبلغ حوالي 250، وأقل من 100 من المحتمل أن يكونوا قريبين من البلوغ، ومن المرجح أكثر من 20 أن يكون عمرها أقل من 3 سنوات. وجدت أكثر من 90% من الجمهرة في منطقة سيخوت ألين الجبلية. يوجد عدد غير معروف من الببور في المناطق المحمية حول جبل بايكتو، على الحدود بين الصين وكوريا الشمالية، بناءً على الآثار والمشاهدات.
في أغسطس سنة 2012، تم تسجيل ببر سيبيري مع أربعة أشبال للمرة الأولى في محمية هونتشون الطبيعية شمال شرقي الصين الواقعة بالقرب من الحدود الدولية مع روسيا وكوريا الشمالية. كشفت مسوحات الكاميرا الفخية التي أجريت في فصلي ربيع 2013 و2014 ما بين 27 و34 ببور على طول الحدود الصينية الروسية.
في أبريل سنة 2014، قام طاقم العاملين في الصندوق العالمي للطبيعة بالتقاط شريط فيديو لببرة مع الأشبال في بر الصين الرئيسي.
إنتشرت جمهرة الببر في جبال تشانغباي نحو الغرب بين عامي 2003 و2016.
كشفت مسوحات الكاميرات الفخية بين سنتي 2013 و2018 عن حوالي 55 ببراً سيبيرياً في مناطق شمال شرق الصين الحرجية: جبال لاويه وسلسلة جبال جانغوانغكي وجبال واندا وجبال شنغان الصغرى. اُستخدم البراز والبول والشعر لتحديد هوية 30 ببراً وراثياً في هذه المنطقة. ومع ذلك، يعتقد أن جبال لاويه فقط هو الذي يدعم تناسل الجمهرة.

## البيئة والسلوك

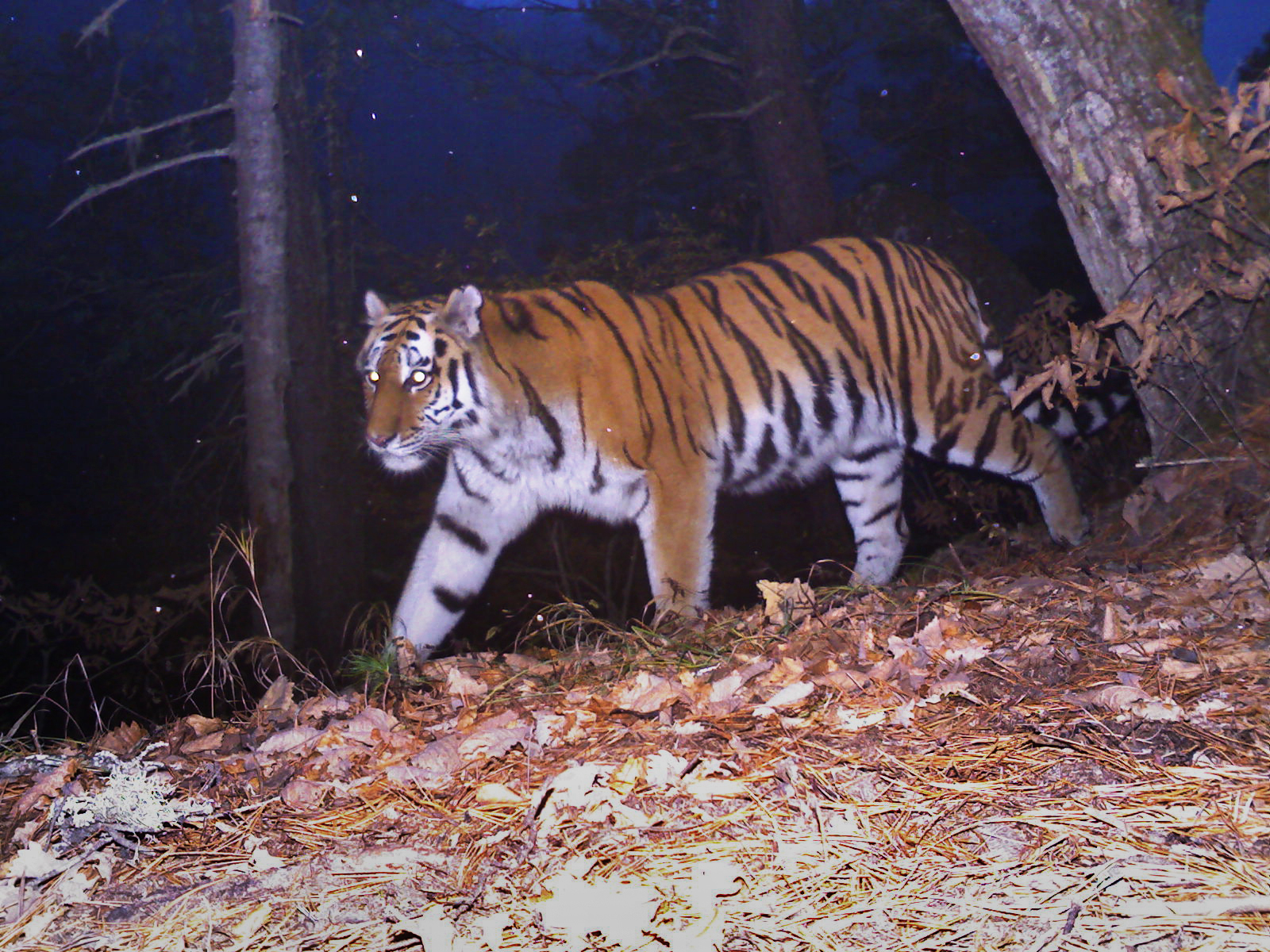
ببر سيبيري صَورتهُ كاميرا فخية

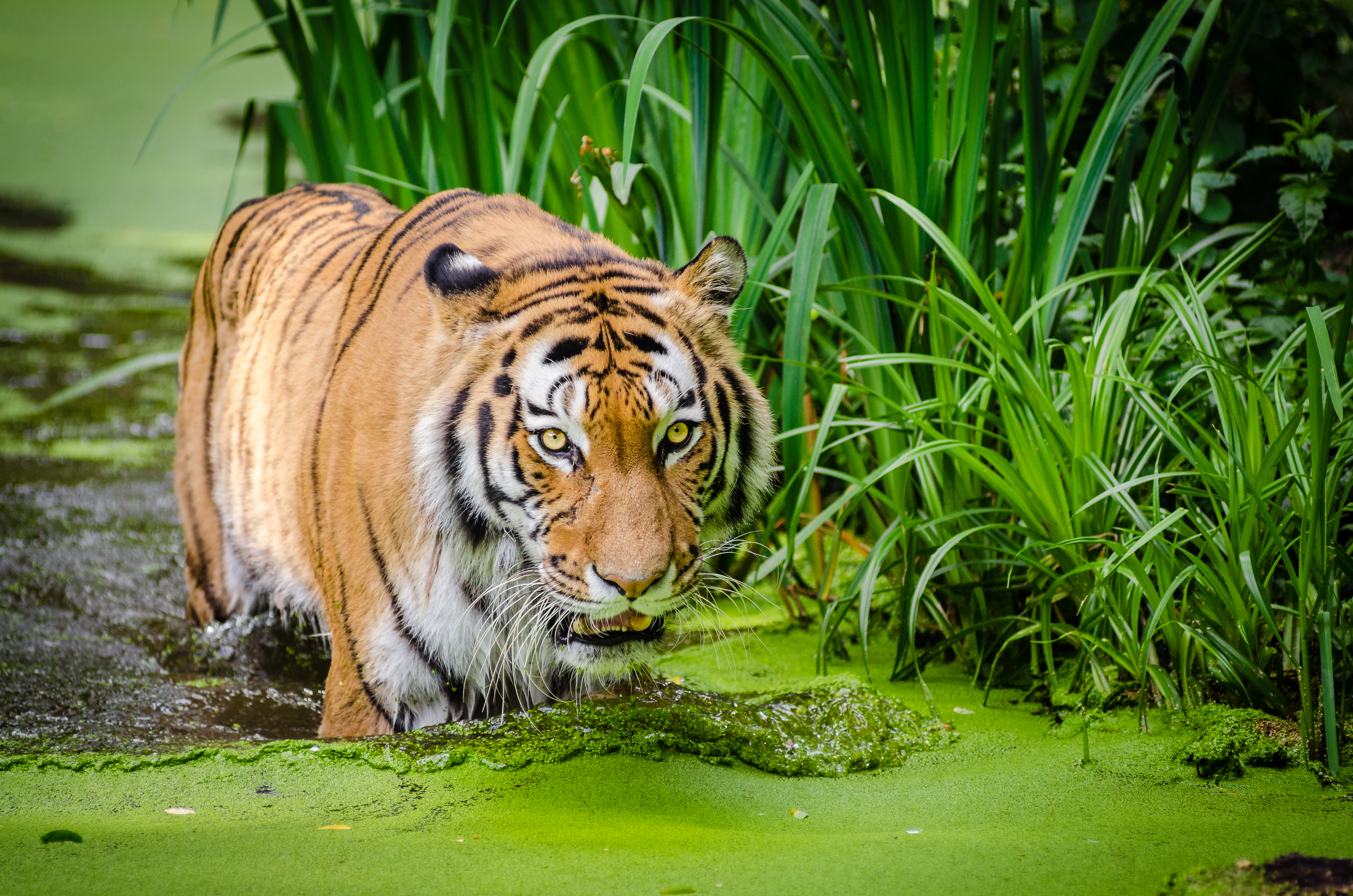
ببر سيبيري في المياه

من المعروف أن الببور السيبيرية ترتحل لمسافة تصل إلى 1000 كيلومتر (620 ميل) فوق بلد غير منقطع بيئياً. في سنتي 1992 و1993، قُدِّرَ أقصى حد لكثافة جُمهرة ببور سيخوت ألين الإجمالية بنحو 0.62 ببر في 100 كيلومتر مربع (39 ميل مربع). بلغ الحد الأقصى لعدد جمهرة البالغين المقدّرة سنة 1993 0.3 ببر في 100 كيلومتر مربع (39 ميل مربع)، بمعدل جنس يبلغ 2.4 أنثى لكل ذكر. كانت تقديرات الكثافة هذه أقل بكثير مما أبلغ عنه بالمقارنة مع النويعات الأخرى في ذلك الوقت.
في سنة 2004، اُكتشفت تغيرات مفاجئة في حيازة الأراضي، وكثافة الجُمهرة، والإنتاج الإنجابي في المنطقة المركزية لمشروع محمية سيخوت ألين الطبيعية للببور السيبيرية، مما يشير إلى أنه عندما تُحمى الببور حماية جيدة من الوفيات التي يسببها الإنسان لفترات طويلة، فإن الإناث البالغات تزداد كثافة جمهراتها زيادة ملحوظة. عندما تبقى عدد أكبر من الإناث البالغة على قيد الحياة، تشارك الأمهات نطاق مسكنها ما إن تبلغ بناتها سن البلوغ. في سنة 2007، قدرت كثافة جُمهرة الببور بنحو 0.8±0.4 ببر في 100 كيلومتر مربع (39 ميل مربع) في الجزء الجنوبي من محمية سيخوت ألين الطبيعية، و0.6±0.3 ببور في 100 كيلومتر مربع (39 ميل مربع) في الجزء الأوسط من المنطقة المحمية.
تشترك الببور السيبيرية في موائل مع نمور آمور (P. pardus orientalis)، ولكن في جبال تشانغباي سجلت في كثير من الأحيان على ارتفاعات منخفضة أكثر من النمور.

### الصيد والحمية

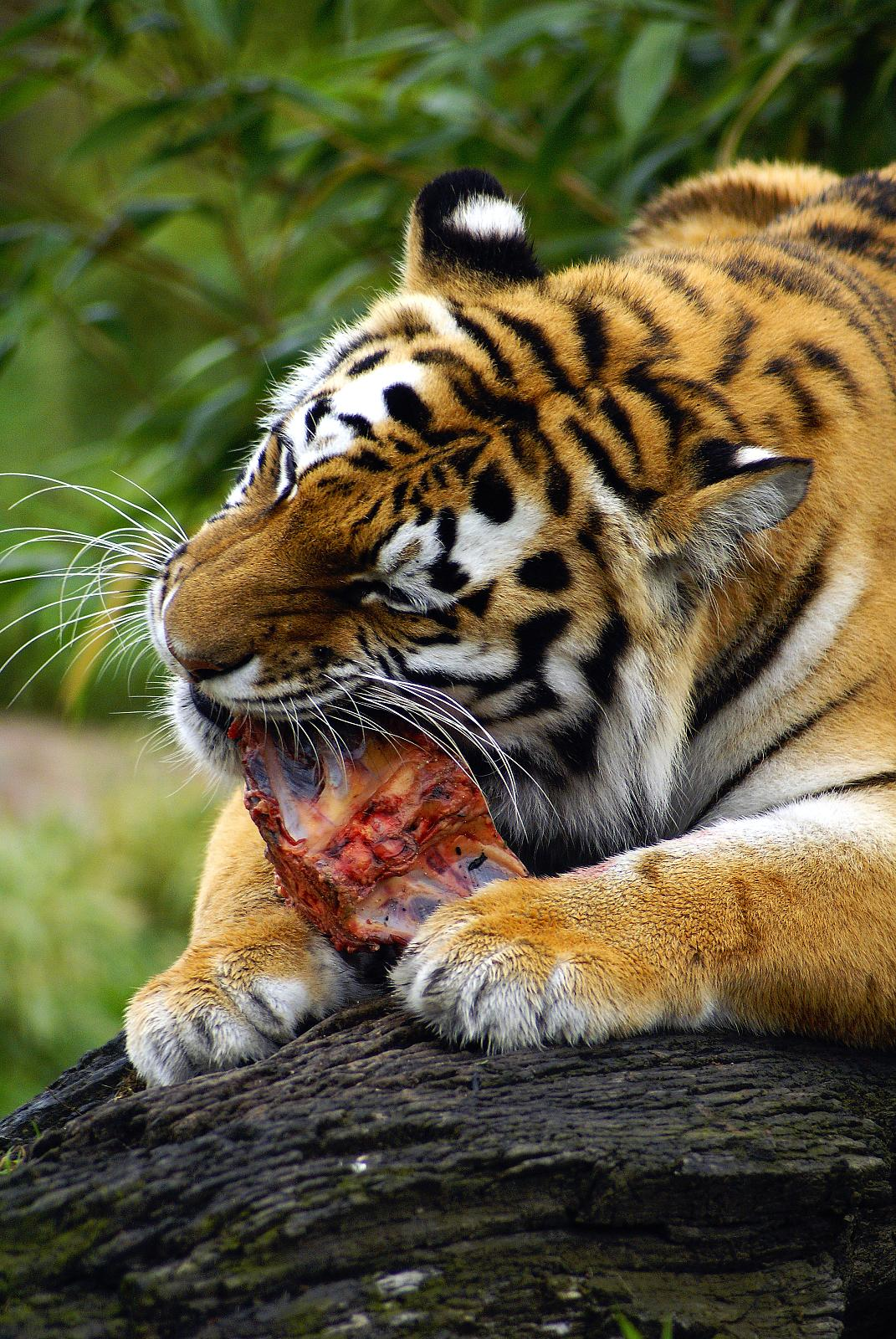
ببر سيبيري يقتات

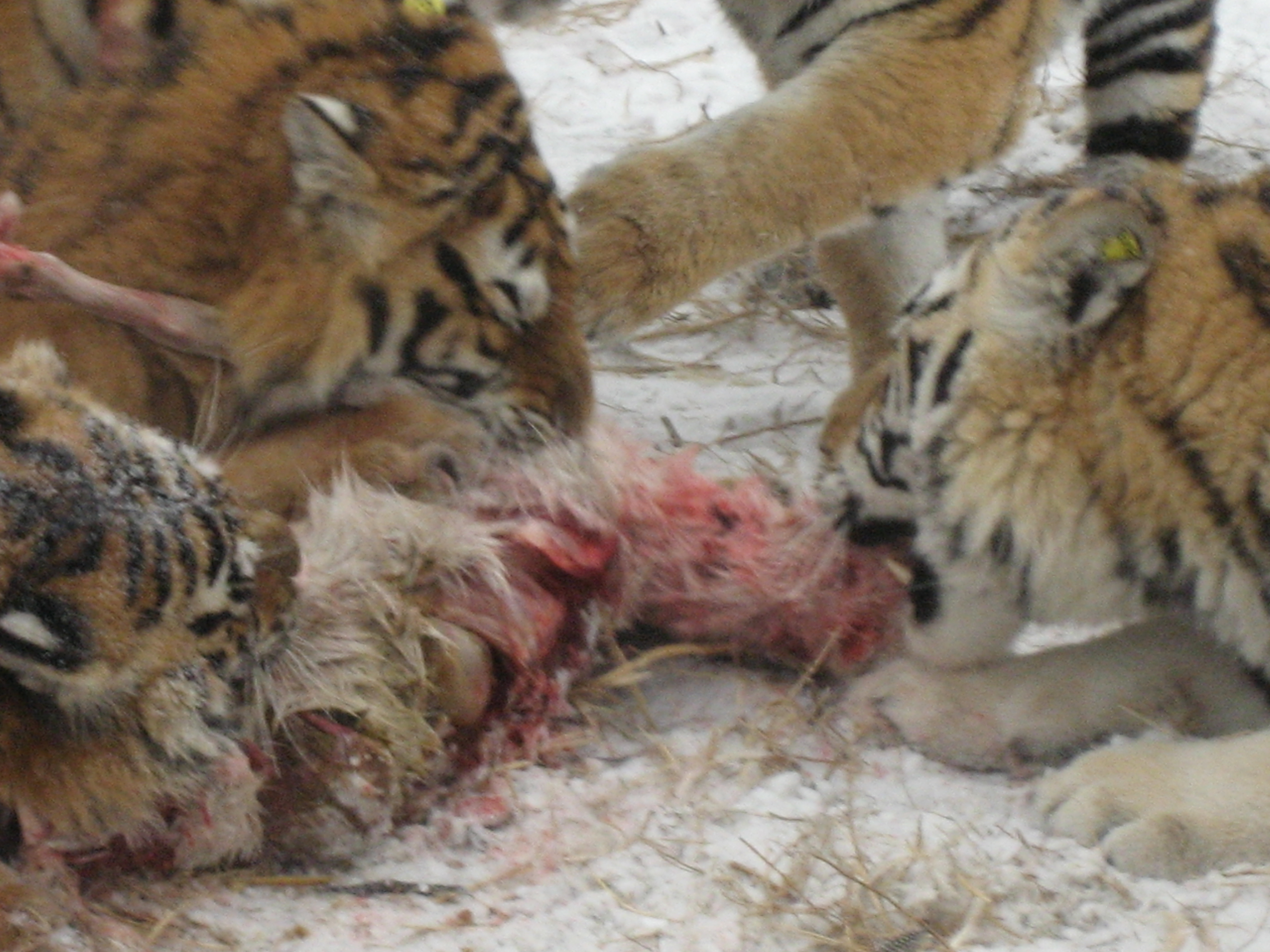
ببور سيبيرية تقتات

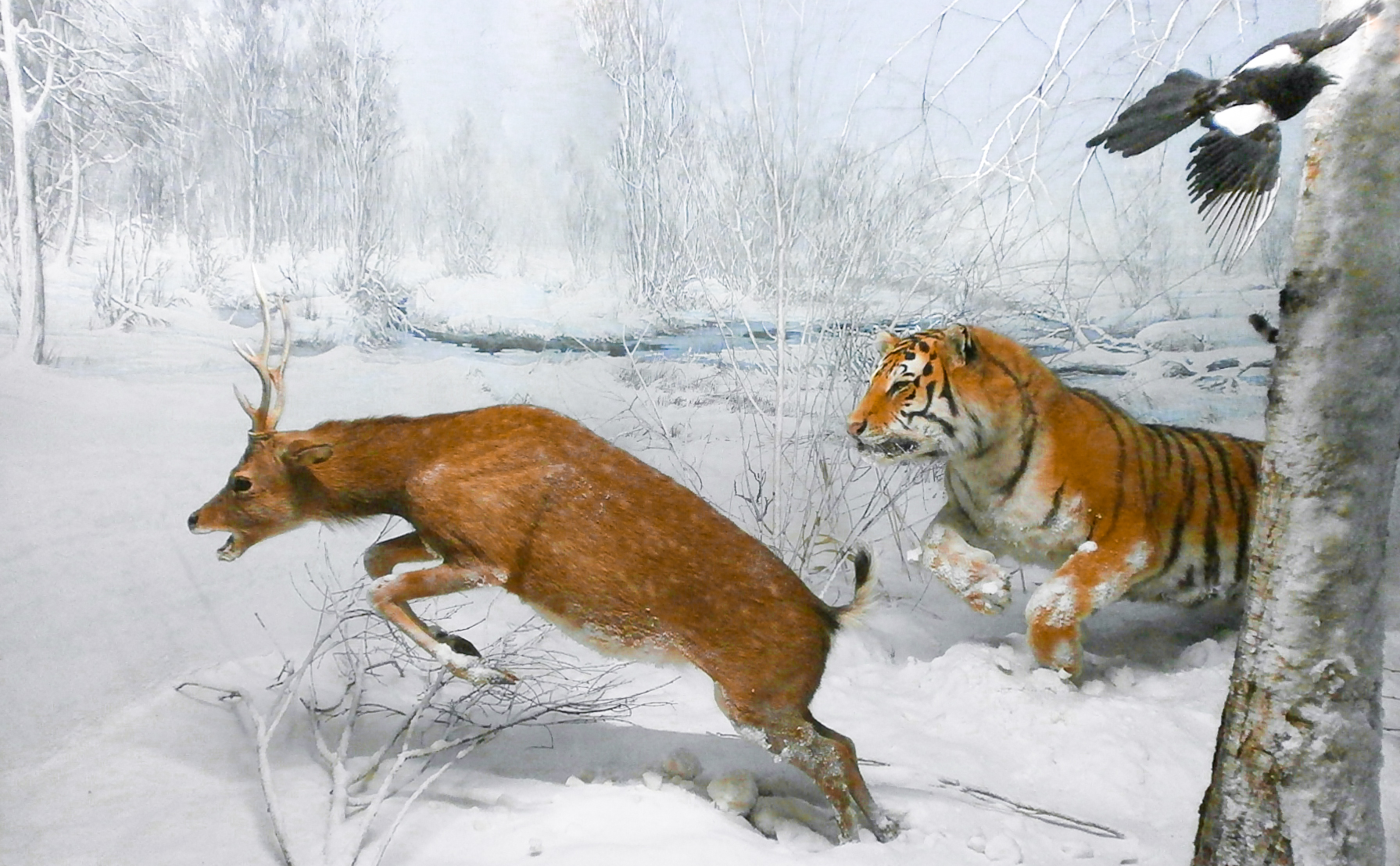
ديوراما في المتحف المدني للتاريخ الطبيعي في ميلانو يعرض ببراً يطارد أيل سيكا

تشمل أنواع فرائس الببر: الحافريات مثل: الأيل المنشوري (Cervus canadensis xanthopygus) وأيل سيبيريا المسكي (Moschus moschiferus) والغورال طويل الذيل (Naemorhedus caudatus) والموظ (Alces alces) واليحمور السيبيري (Capreolus pygargus) وأيل سيكا (Cervus nippon)، والخنزير البري (Sus scrofa)، وحتى في بعض الأحيان الدب الأسود الآسيوي (Ursus thibetanus) والدب البني (Ursus arctos) صغيرا الحجم. كما تُمسِك الببور السيبيرية بفرائساً أصغر مثل: القواع والأرانب والبيكا وحتى السلمون. جُمع براز على طول الحدود الدولية بين روسيا والصين بين نوفمبر سنة 2014 وأبريل سنة 2015؛ احتوت 115 عينة من براز تسعة ببور في المقام الأول على بقايا الخنزير البري وأيل السيكا واليحمور.

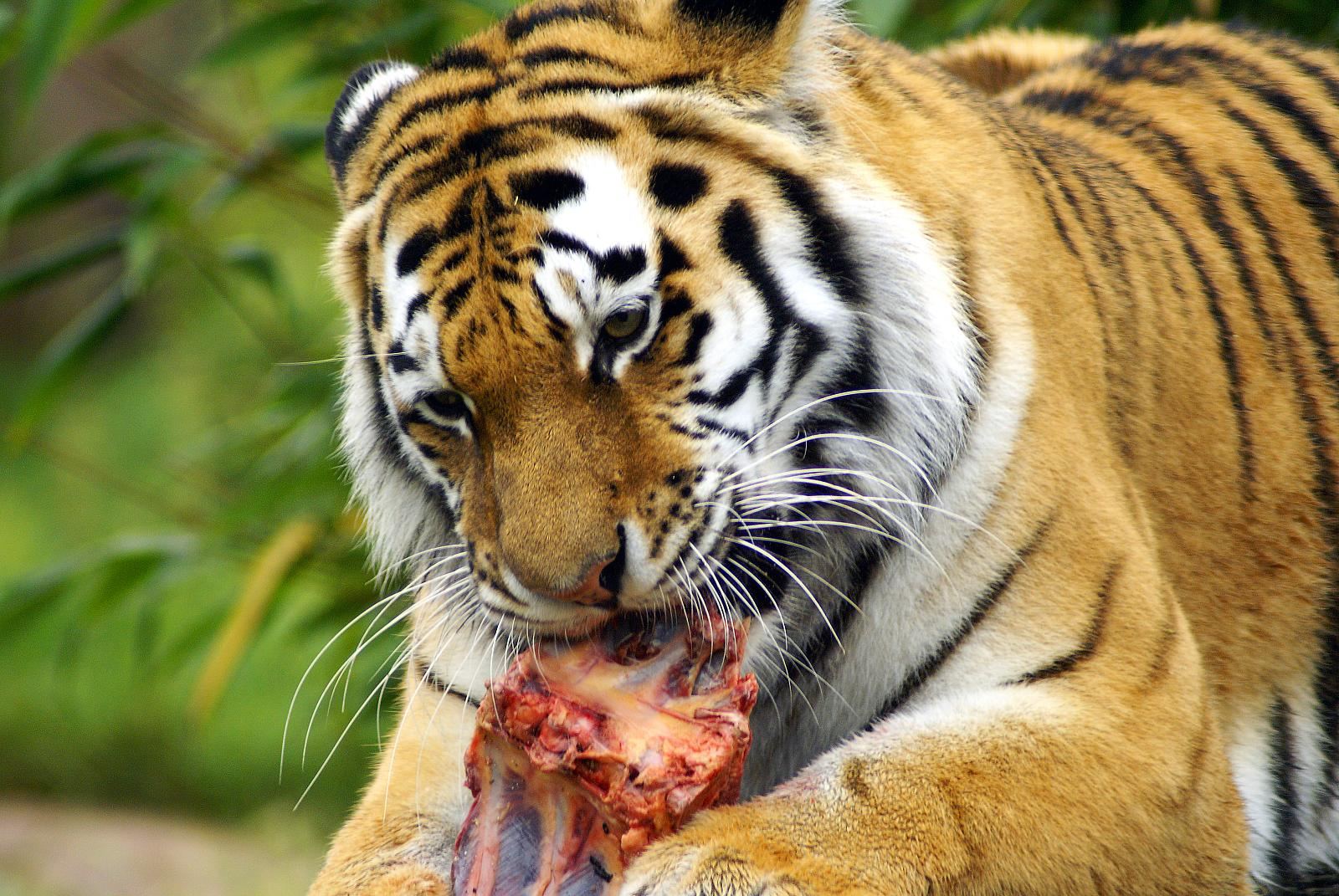
ببر سيبيري يقتات على اللحم

بين يناير سنة 1992 ونوفمبر سنة 1994، أُلتقطت صور 11 ببراً، مزودة بأطواق راديو وروقبت منذ أكثر من 15 شهراً في المنحدرات الشرقية لسلسلة جبال سيخوت ألين. تشير نتائج هذه الدراسة إلى إن توزيعها يرتبط ارتباطاً وثيقاً بتوزيع الأيل المنشوري، بينما لم يكن توزيع الخنزير البري مؤشراً قوياً لتوزيع الببر. على الرغم من إنهم يفترسون على حد سواء اليحمور السيبيري وأيل السيكا، كان تداخل هذه الحافريات مع الببور منخفض. وكان توزيع الموظ يرتبط بشكل متوسط مع توزيع الببر. كان توزيع الموائل المفضلة لأنواع الفرائس الرئيسية تنبؤاً دقيقاً لتوزيع الببر.
تشير نتائج دراسة مدتها ثلاث سنوات على الببور السيبيرية إلى إن متوسط الفترة الفاصلة بين قتلهم وإستهلاك الفرائس المقدرة يختلف عبر الفصول: خلال سنوات 2009 إلى 2012، قَتَل ثلاثة ببور بالغين فريسة كل 7.4 أيام في الصيف وإستهلكوا يومياً ما معدله 7.89 كيلوغرام (17.4 رطل)؛ في فصل الشتاء، قَتلوا المزيد من الفرائس ذات الأجسام الكبيرة، وكانوا يَقتلون كل 5.7 أيام ويستهلكون في اليوم ما معدله 10.3 كيلوغرام (23 رطل).

### العلاقة مع الأنواع المفترسة

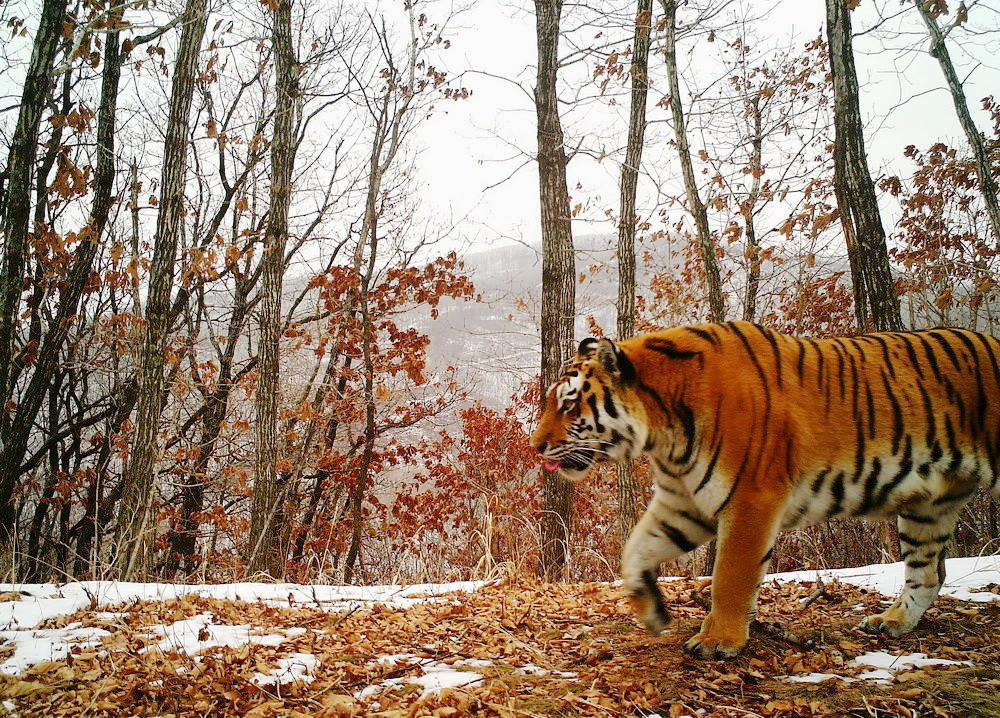
ببر سيبيري. صُوِّرَ من كاميرا فخية

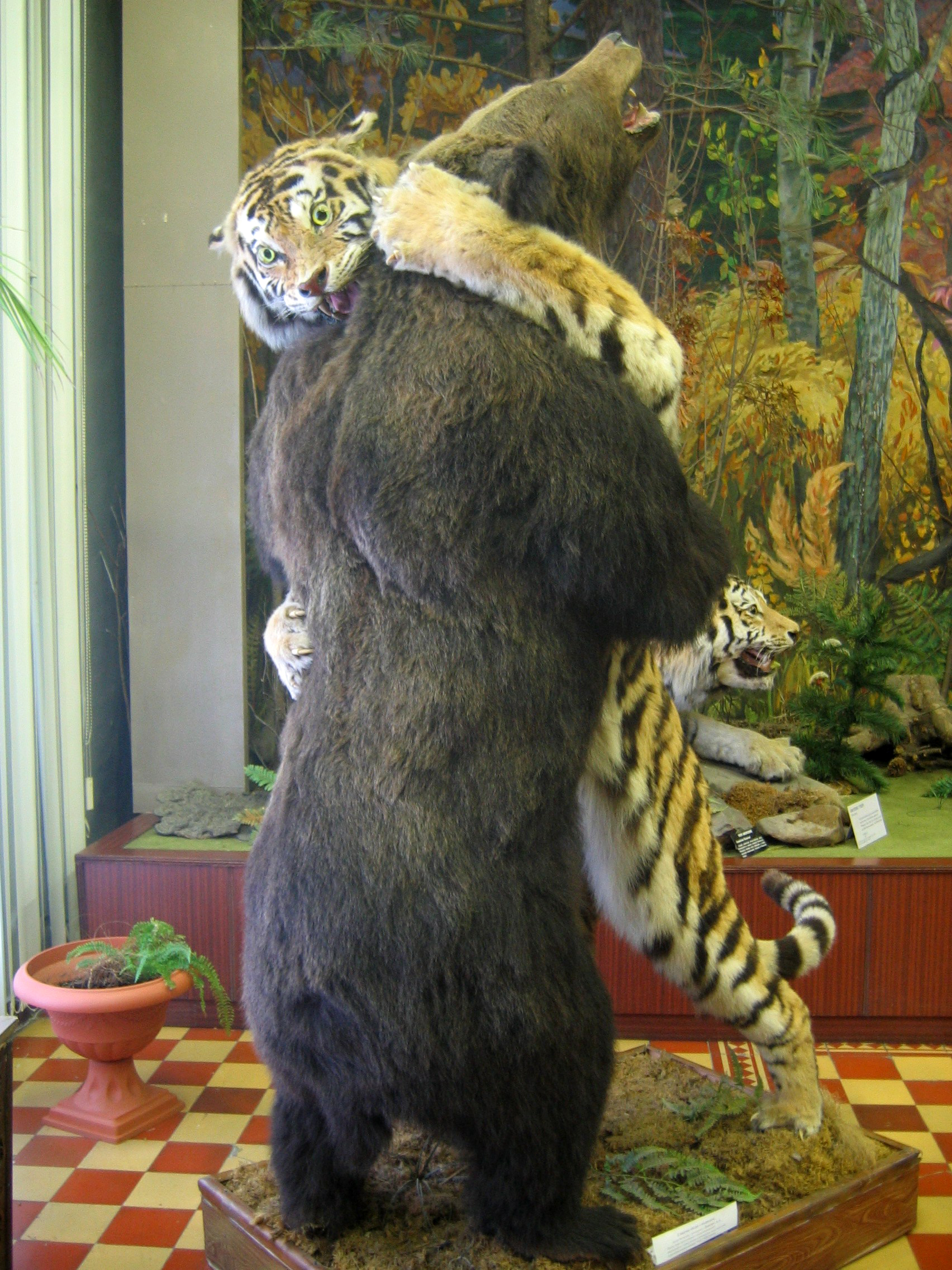
معرض تحنيط صغير يصور ببراً يقاتل دباً بنياً في متحف فلاديفوستوك

في أعقاب انخفاض جمهرة الحافريات من سنة 1944 إلى عام 1959، سُجلت أكثر من 32 حالة لببور آمور تهاجم كل من دببة إيمر البنية (Ursus arctos lasiotus) وأوسوري السوداء (U. thibetanus ussuricus) في الشرق الأقصى الروسي، وعُثر على شعر الدببة في العديد من عينات مخلفات الببر. تهاجم الببور الدببة السوداء في كثير من الأحيان أقل من الدببة البنية، حيث إن هذه الأخيرة تعيش في موائل أكثر انفتاحاً ولا يمكنها تسلق الأشجار. في نفس الفترة الزمنية، تم الإبلاغ عن أربع حالات لدببة بنية تقتل إناث الببور والأشبال الصغار، سواء في النزاعات على الفريسة أو في الدفاع عن النفس. يمكن للببور أن تصطدم مع دببة أكبر منها، وذلك باستخدام خطة الكمين والقفز على الدب من وضعية علوية، والإمساك بها من الذقن بالأرجل الأمامية وبالحنجرة مع الأخرى، ثم قتلها بعضة في العمود الفقري. تتغذى الببور بشكل رئيسي على رواسب الدهون في الدببة، مثل الظهر والهام والمغبن.
عندما تفترس ببور آمور الدببة البنية، فإنها عادة ما تستهدف الدببة الصغيرة والقريبة من البلوغ، بالإضافة إلى الإناث الصغيرة. لم يُكشف عن ظراوة الببور على أوكار الدببة البنية خلال دراسة أجريت بين سنتي 1993 و2002. تشكل دببة أوسوري البنية، بالإضافة إلى الدببة السوداء الأصغر حجماً، 2.1% من النظام الغذائي السنوي للببر السيبيري، منها 1.4% من الدببة البنية.
يبدو إن تأثير وجود الببور على سلوك الدب البني يختلف. في فصل الشتاء من سنوات 1970-1973، سجل يوداكوف ونيكولاييف حالتين للدببة لم تظهر أي خوف من الببور وحالة أخرى لدب بني غير مساره عند عبور طريق الببر. لاحظ باحثون آخرون إن الدببة تتبع آثار الببور حتى تقتات على ما قتلته الببور، ومن المحتمل أن يكون ذلك حتى تصطاد الببور. على الرغم من خطر الافتراس، فإن بعض الدببة البنية تستفيد فعلياً من وجود الببور من خلال الاستيلاء على ما يقتله الببر إن الدببة قد لا تكون قادرة على الصيد بنجاح من تلقاء نفسها. تُفَضِل الدببة البنية عموماً منافسة إناث الببور الأصغر كثيراً. خلال أبحاث القياس عن بعد في منطقة سيخوت ألين المحمية، لوحظت 44 مواجهة مباشرة بين الدببة والببور، والتي قُتلت فيها الدببة عموماً في 22 حالة، والببور في 12 حالة. هناك تقارير عن الدببة البنية تستهدف على وجه التحديد نمور وببور آمور لتجريدها من فرائسها. في محمية سيخوت ألين الطبيعية، سُرِقَ 35% من ما تقتله الببور من قبل الدببة، حيث غادرت الببور بالكامل أو تركت جزءاً من الذبيحة للدب. تظهر بعض الدراسات إن الدببة تتعقب الببور بشكل متكرر لانتزاع ما يقتلونهم، مع نتائج قاتلة عرضية للببر. يصف تقرير صدر عام 1973 اثنتي عشرة حالة معروفة لدببة بنية قتلت ببور، بما في ذلك الذكور البالغة. في جميع الحالات أُكلت الببور بعد ذلك من قبل الدببة.
العلاقة بين ببر آمور ودب الهيمالايا لم تُدرس على وجه التحديد. هناك العديد من المنشورات حول هذه الأنواع بشكل أساسي، حيث تُجمع البيانات الاستقصائية حول هذه المسألة من قبل مؤلفين مختلفين في مناطق مختارة لا تعطي صورة كاملة عن الطبيعة.
تعمل الببور على تقليل أعداد الذئب (Canis lupus)، إما إلى درجة الانقراض المحلي أو إلى أعداد قليلة تجعلها عنصراً غير مهم وظيفياً للنظام البيئي. تبدو الذئاب قادرة على تجنب الإستبعاد التنافسي من الببور فقط عندما يقلل الضغط البشري من أعداد الببر. في المناطق التي تتقاسم فيها الذئاب والببور المكان، عادة ما يظهر النوعان قدراً كبيراً من التداخل الغذائي، مما يؤدي إلى منافسة شديدة. تم توثيق تفاعلات الذئب والببر بشكل جيد في سيخوت ألين، حيث لم يتم رؤية سوى عدد قليل جداً من الذئاب حتى بداية القرن العشرين. ربما إرتفعت أعداد الذئاب في المنطقة بعد القضاء على الببور إلى حد كبير خلال الإستعمار الروسي في أواخر القرن التاسع عشر وأوائل القرن العشرين. ويؤكد هذا من قبل السكان الأصليين في المنطقة الذين إدعوا إنهم لا يتذكرون الذئاب التي تقطن في سيخوت ألين حتى الثلاثينات، عندما إنخفضت أعداد الببر. اليوم، تعتبر الذئاب نادرة في موطن الببر، وتوجد في جيوب متناثرة، وعادة ينظر إليها وهي تتجول بمفردها أو في مجموعات صغيرة. تشير التقارير المباشرة عن التفاعلات بين النوعين إلى إن الببور تطارد الذئاب أحياناً لقتلهم، في حين إن الذئاب ستقوم بتقميم ما يقتله الببر. من غير المعروف أن تفترس الببور الذئاب، على الرغم من وجود أربعة تقارير لببور تقتل الذئاب دون أن تأكلها. يقال أيضاً إن الببور التي أُطلقت مؤخراً تصطاد الذئاب.
اُستخدم هذا الإستبعاد التنافسي للذئاب بواسطة الببور من قبل دعاة الحفاظ على البيئة الروس لإقناع الصيادين في الشرق الأقصى بالتسامح مع القطط الكبيرة، لإنها تحد من جمهرات الحافريات أقل من الذئاب، كما إنها فعالة في التحكم في أعداد الذئاب.
الببور السيبيرية تتنافس أيضاً مع الوشق الأوراسي (Lynx lynx) وتقتلها وتأكلها بين حين وآخر. عُثر على بقايا وشق أوراسي في محتويات معدة ببور سيبيرية في روسيا. في مارس سنة 2014، كان الوشق الميت الذي عثر عليه في محمية باستاك الطبيعية يحمل دليلاً على افتراسه من قبل ببر سيبيري. يبدو إن الببر نصب كميناً وطارد وقتل الوشق، لكنه إلتهمه جزئياً فقط. تمثل هذه الحادثة واحدة من أولى حالات الموثقة لببر يفترس الوشق، ويشير إلى إن الببر ربما كان أكثر عزماً على القضاء على منافساً له أكثر من إصطياده لفريسة.

### التناسل ودورة الحياة

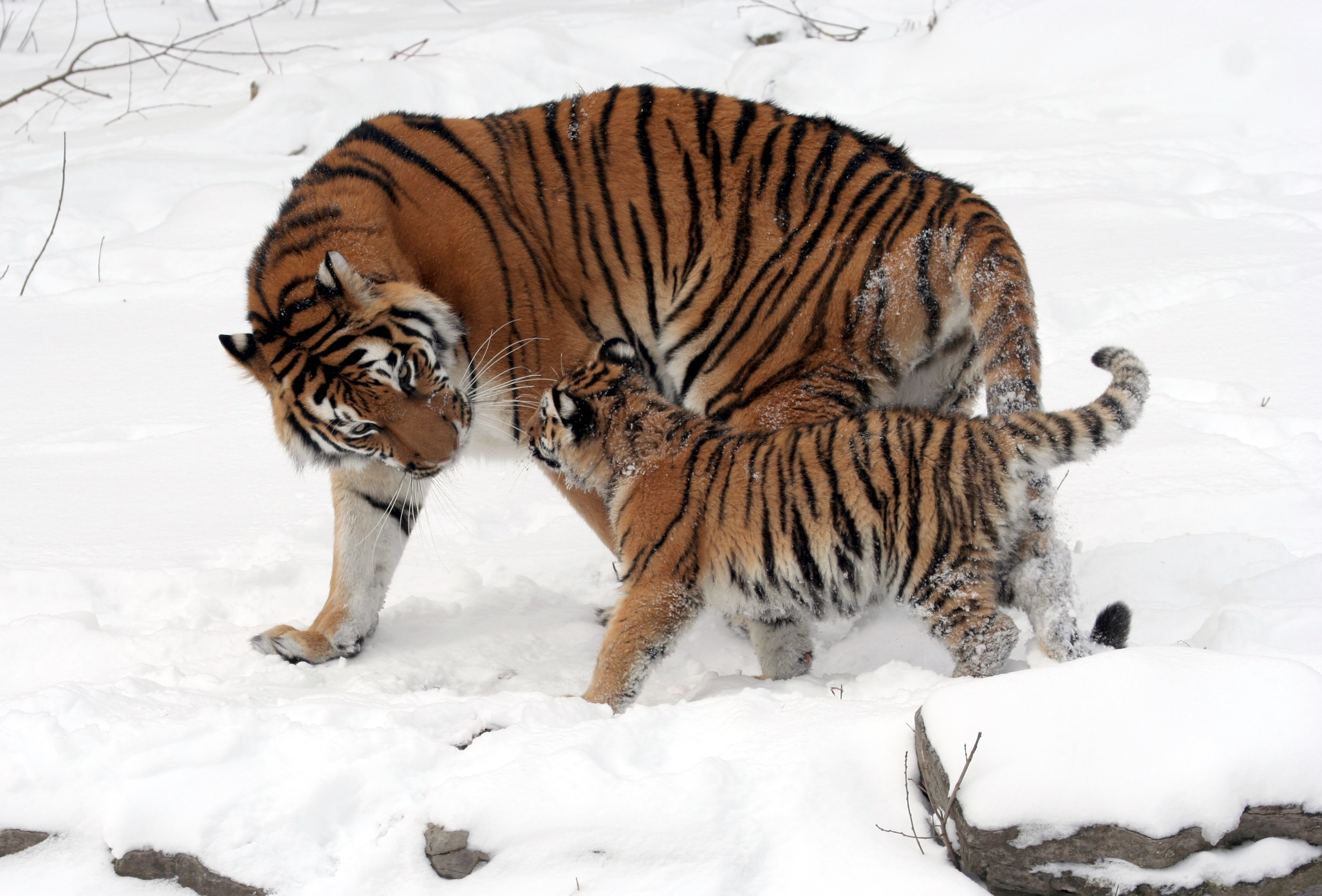
خيثمة مع شبل في حديقة حيوانات بوفالو

الببور السيبيرية تتزاوج في أي وقت من السنة. تشير الأنثى إلى تقبّلها بترك رواسب البول وعلامات الخدش على الأشجار. سوف تُمضي 5 أو 6 أيام مع الذكر، حيث تكون مُتقبلة لمدة ثلاثة أيام. يستمر الحمل من 3 أشهر إلى 3 أشهر وربع. عدد البطن هو عادة اثنين أو أربعة أشبال ولكن يمكن أن يكون هناك ما يصل إلى ستة. تُولد الأشبال عميان في عرين مستور ويتركون وحدهم عندما تتركهم الأنثى للبحث عن الغذاء. تنقسم الأشبال بالتساوي بين الجنسين عند الولادة. ومع ذلك، بحلول سن البلوغ عادة ما يكون هناك اثنين إلى أربع إناث لكل ذكر. تبقى الأشبال الإناث مع أمهاتها لفترة أطول، وبعد ذلك يقمن بإنشاء مناطق قريبة من نطاقاتهن الأصلية. من ناحية أخرى، يسافر الذكور غير المصحوبين ويتراوح عمرهم في وقت مبكر عن حياتهم، مما يجعلهم أكثر عرضة للصيادين غير الشرعيين والببور الأخرى.
سُجلت أسرة ببر سيبيري تشمل ذكر بالغ وأنثى وثلاثة أشبال في سنة 2015.

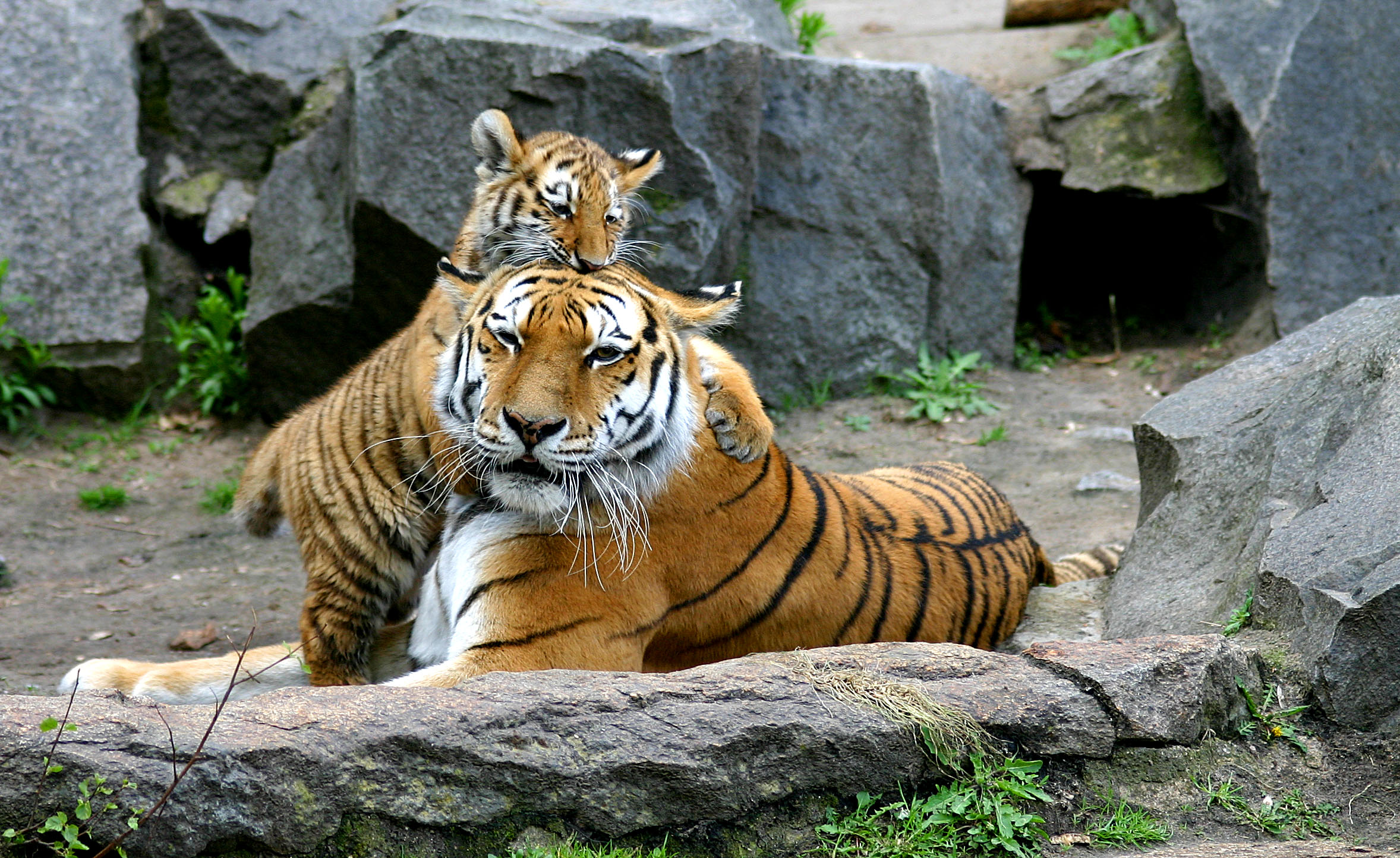
أنثى وصغير في تيربارك برلين

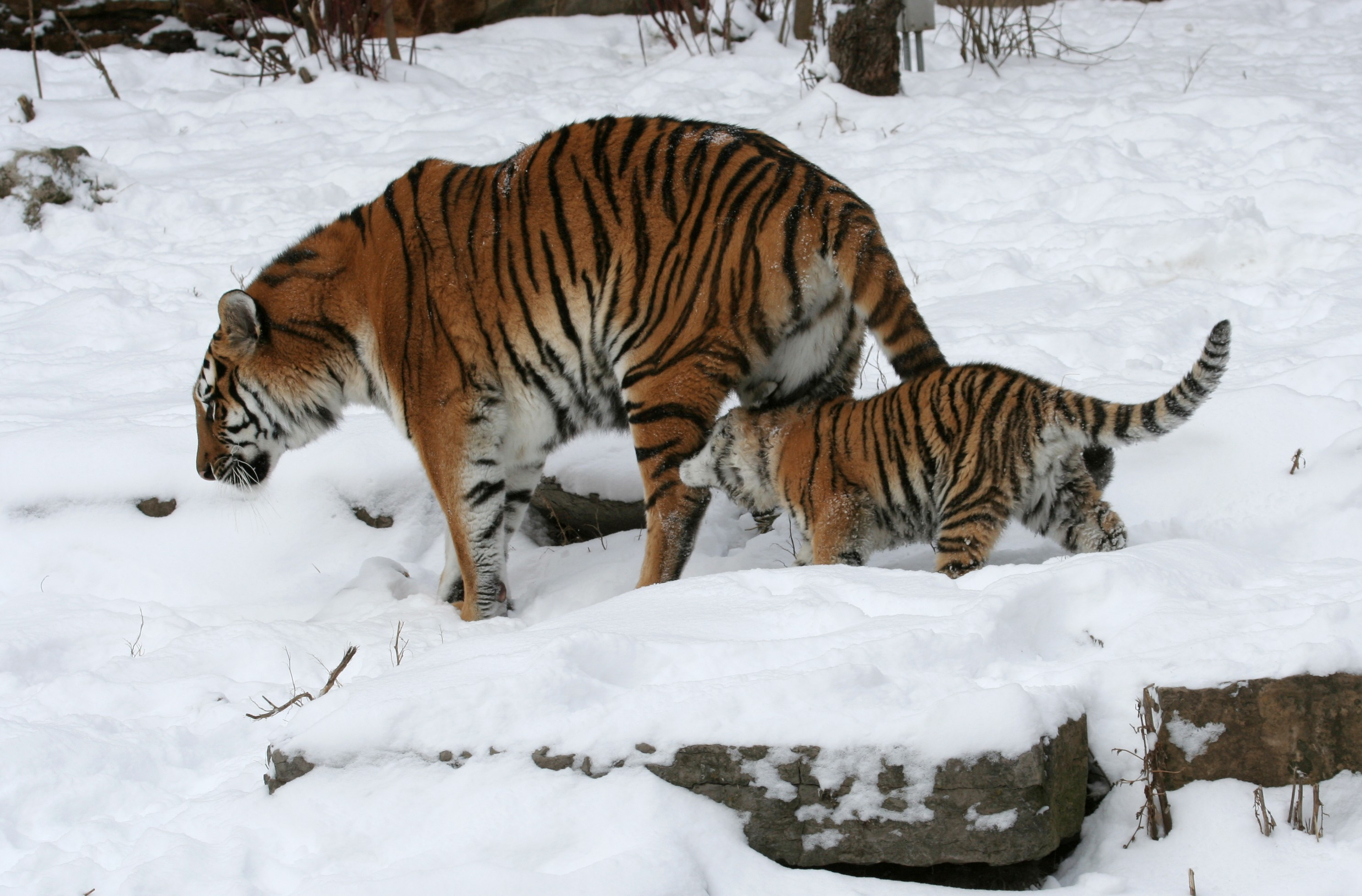
أنثى مع شبل

في عمر 35 شهر، تعتبر الببور قريبة من البلوغ. يبلغ الذكور مرحلة النضج الجنسي في سن 48 إلى 60 شهراً.

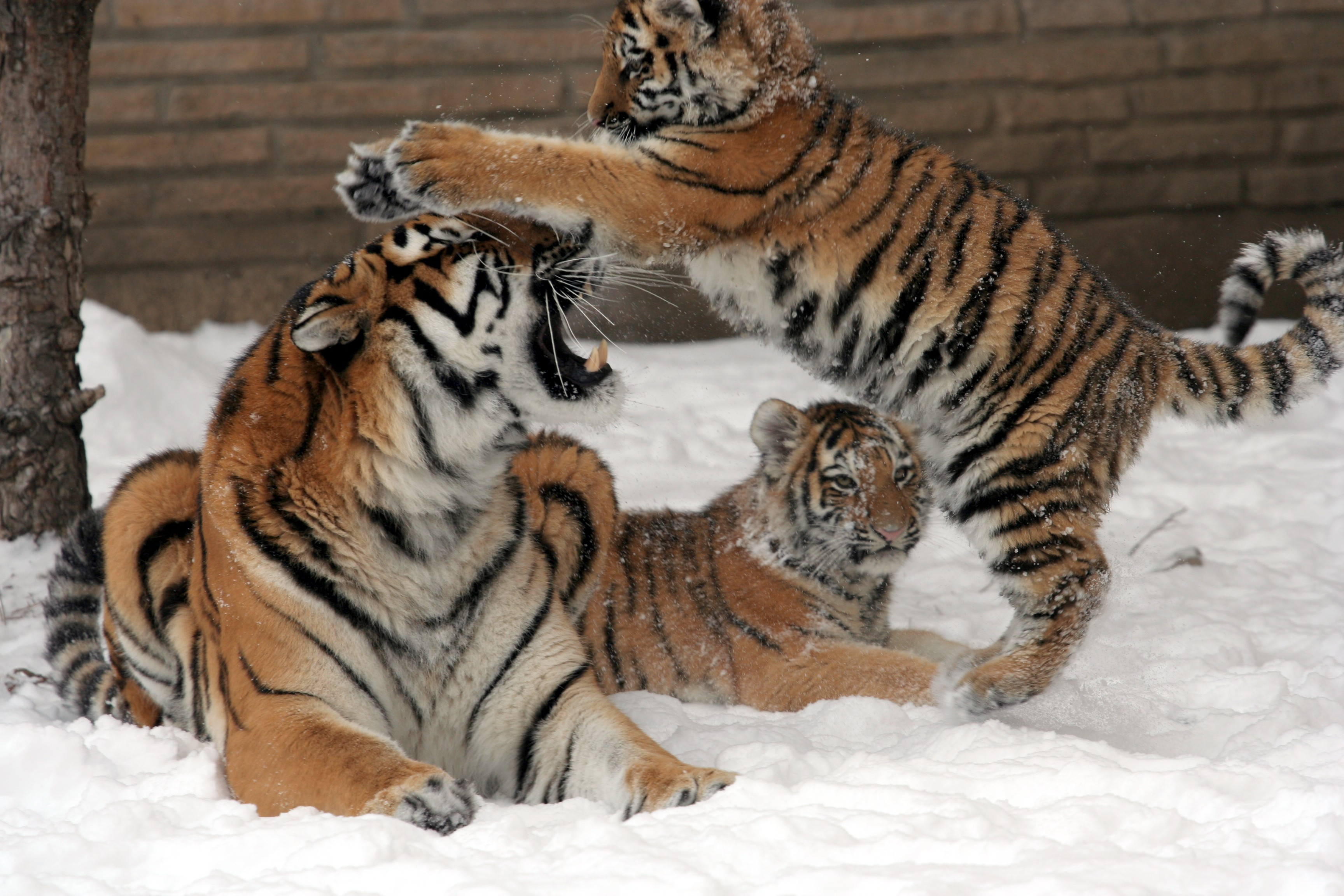
تربي الخيثمة أشبالها بمفردها

يتراوح متوسط عمر الببور السيبيرية بين 16 و18 سنة. تصل الأفراد البرية إلى العيش بين 10-15 سنة، بينما في الأسر قد تعيش الأفراد إلى ما يصل إلى 25 سنة.

## المخاطر
كشفت نتائج التحليل الجيني لـ95 عينة من الببور السيبيرية البرية من روسيا إن التنوع الجيني منخفض، حيث ساهم ما بين 27 إلى 35 فرداً فقط في جيناتهم. ومما يزيد المشكلة تفاقماً إن أكثر من 90٪ من الجمهرة توجد في منطقة سيخوت ألين الجبلية. نادراً ما تنتقل الببور عبر ممر التنمية، الذي يفصل بين هذه الجمهرة الفرعية والجمهرة الفرعية الأصغر بكثير في جنوب غرب مقاطعة بريموري الجنوبية.
تميز شتاء 2006-2007 بغزارة الصيد غير القانوني. يُعتبر الصيد الغير قانوني للببور وأنواع فرائسها البرية هو السبب وراء الانخفاض، على الرغم من إن الثلوج الكثيفة في شتاء عام 2009 قد تكون متحيزة للبيانات. في محمية هوانغ ني هي الوطنية في شمالي الصين، أقام الصيادون أول المصائد الفخية، لكن لا يوجد عدد كاف من الأفراد للقيام بدوريات في هذه المنطقة التي تبلغ مساحتها 75 كيلومتر مربع (29 ميل مربع) على مدار العام. في محمية هونتشون الطبيعية الوطنية، فإن الصيد الغير قانوني لأنواع الحافريات يعيق عودة جمهرات الببور.

### في الماضي
بعد تفكك الاتحاد السوفيتي، سهلت إزالة الغابات غير القانونية ورشوة حراس المتنزه الصيد الجائر للببور السيبيرية. تمكن الصيادون المحليون من الوصول إلى سوق صيني مربح سابقاً، وهذا يعرض جمهرة الببور في المنطقة لخطر الانقراض مرة أخرى. في حين أدى التحسن في الاقتصاد المحلي إلى زيادة الموارد المستثمرة في جهود الحفظ، فقد أدت الزيادة في النشاط الاقتصادي إلى زيادة معدل التنمية وإزالة الغابات. العقبة الرئيسية في الحفاظ على الببر هي الأرض الضخمة التي يتطلبها أفراد الببور؛ ما يصل إلى 450 كيلومتر مربع (170 ميل مربع) مطلوبة من قبل أنثى واحدة وأكثر للذكر الواحد.
كان الببر السيبيري شائعاً في شبه الجزيرة الكورية. وتم القضاء عليه خلال فترة الإحتلال الياباني لكوريا بين عامي 1910 و1945.

## الانحفاظ
ورد ذِكر الببور في الملحق الاول من معاهدة التجارة العالمية لأصناف الحيوان والنبات البري المهدد بالإنقراض، الذي يحظر التجارة الدولية فيها. كما حظرت جميع الدول التي بها ببور والبلدان ذات الأسواق الاستهلاكية تجارة الببور المحلية أيضاً. خلال المؤتمر الرابع عشر لأعضاء معاهدة التجارة العالمية لأصناف الحيوان والنبات البري المهدد بالانقراض، الذي إنعقد سنة 2007، طُلب إتخاذ تدابير إنفاذ أقوى، فضلاً عن وضع حد للببور المُرباة.
في عام 1992، تم تأسيس مشروع الببر السيبيري، بهدف تقديم صورة شاملة لبيئة ببر آمور ووظيفة الببور في الشرق الأقصى الروسي من خلال الدراسات العلمية. عن طريق التقاط الصور للببور وتجهيزها بأطواق الراديو، تتم دراسة هيكلها الاجتماعي وأنماط استخدام الأراضي والعادات الغذائية والتناسل وأنماط الوفيات وعلاقتها بقاطني النظام البيئي الآخرين، بما في ذلك البشر. نأمل أن تساهم مجموعات البيانات هذه في تقليل تهديدات الصيد الغير قانوني بسبب الصيد التقليدي. لقد كان مشروع الببر السيبيري مثمراً في زيادة القدرة المحلية على معالجة نزاع  الإنسان مع الببر مع فريق الإستجابة للببر، وهو جزء من رعاية الببر التابع للحكومة الروسية، والذي يستجيب لجميع النزاعات بين البشر والببور؛ من خلال الإستمرار في تعزيز قاعدة البيانات الكبيرة حول بيئة الببر والحفاظ عليها بهدف وضع خطة شاملة لحماية الببر السيبيري؛ وتدريب الجيل القادم من علماء حفظ الأحياء الروسية.

في أغسطس سنة 2010، اتفقت الصين وروسيا على تعزيز الحفظ والتعاون في المناطق المحمية في منطقة عبر الحدود لببور آمور. قامت الصين بسلسلة من حملات التوعية العامة بما في ذلك الاحتفال باليوم العالمي الأول للببور في يوليو من سنة 2010، والمنتدى الدولي حول حفظ الببر وثقافة الببر ومهرجان ببر هونتشون الثقافي للصين سنة 2010 في أغسطس من سنة 2010.

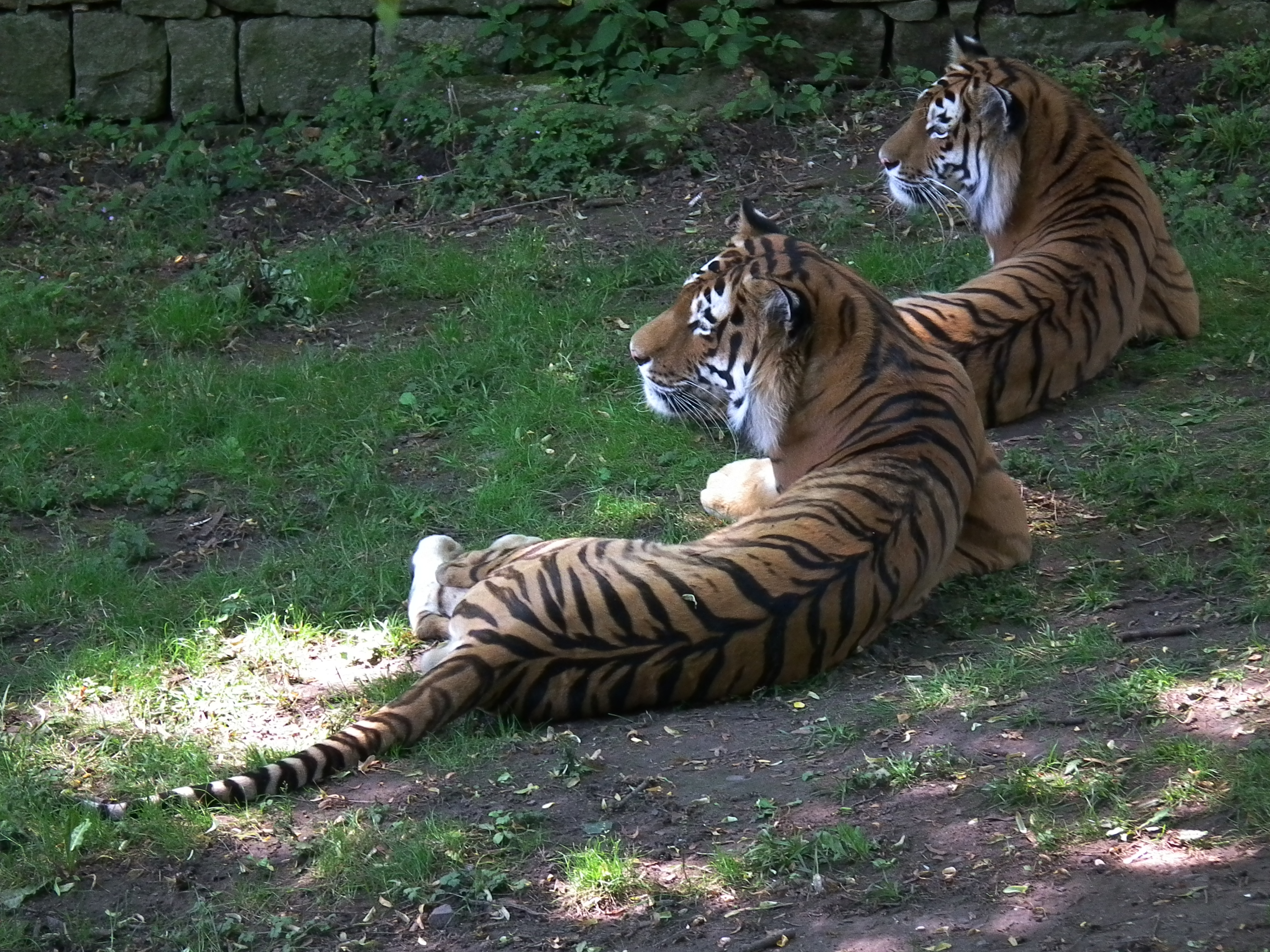
زوجان في حديقة حيوانات ألمانية

### إعادة التوطين
مستوحاة من النتائج التي تفيد إن ببر آمور هو أقرب قريب للببر القزويني، كان هناك نقاش حول ما إذا كان ببر آمور يمكن أن يكون النويعة المناسبة لإعادة توطينها في مكان آمن في آسيا الوسطى. تم اقتراح دلتا آمو داريا كموقع محتمل لمثل هذا المشروع. بدأت دراسة الجدوى للتحقق مما إذا كانت المنطقة مناسبة وما إذا كانت هذه المبادرة ستحصل على دعم من صناع القرار المعنيين. سيتطلب جمهرة الببر القابلة للحياة من حوالي 100 حيوان ما لا يقل عن 5000 كيلومتر مربع (1930 ميل مربع) من مساحات كبيرة من الموائل المتجاورة مع جمهرات فرائس وافرة. مثل هذه الموائل غير متوفرة حالياً في الدلتا وبالتالي لا يمكن توفيرها في المدى القصير. وبالتالي فإن المنطقة المقترحة غير مناسبة لإعادة التوطين، على الأقل في مرحلة التطوير هذه.

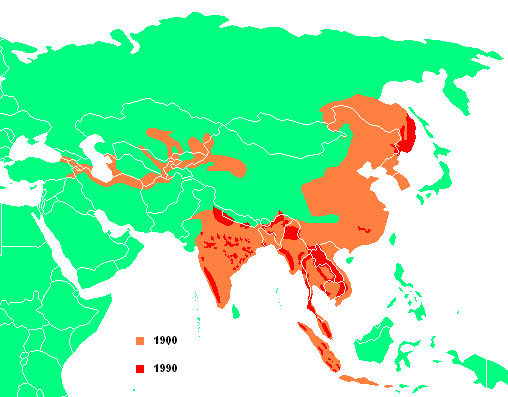
مقارنة انتشار جميع نويعات الببور (سنة 1900 مقابل سنة 1990)

هناك موقع مقدم محتمل ثاني في كازاخستان هو دلتا نهر إيلي على الحافة الجنوبية لبحيرة بالكاش. تقع الدلتا بين صحراء سارجيسيك و اتيراو وصحراء توكوم وتشكل أرضاً رطبة كبيرة تبلغ مساحتها حوالي 8000 كيلومتر مربع (3,100 ميل مربع). حتى عام 1948، كانت الدلتا ملاذاً للببر قزويني المنقرض. وقد تم اقتراح إعادة توطين الببر السيبيري إلى الدلتا. جمهرات كبيرة من الخنازير البرية تقطن في مستنقعات الدلتا. إعادة توطين الأيل البخاري، الذي كان ذات مرة فريسة مهمة، قيد النظر. وبالتالي تعتبر دلتا إيلي موقعاً مناسباً لإعادة التوطين.
في عام 2010، قامت روسيا بتبادل بَبْرَين سيبيريين أسيرين من أجل النمور الفارسية مع الحكومة الإيرانية، حيث وافقت مجموعات الحفاظ على البيئة في كلا البلدين على إعادة توطين هذه الحيوانات في البرية خلال السنوات الخمس المقبلة. هذه المسألة مثيرة للجدل لإن 30٪ فقط من هذه الإطلاقات كانت ناجحة. بالإضافة إلى ذلك، فإن الببر السيبيري ليس مطابقاً وراثياً للببر القزويني. الإختلاف الآخر هو المناخ، مع درجات حرارة أعلى في إيران بالمقارنة مع سيبيريا. قد يؤدي إعادة توطين أنواع غريبة إلى موائل جديدة إلى إلحاق ضرر غير معروف وغير قابل للإصلاح. في كانون الثاني عام 2010، توفي أحد الببور المتبادلة في حديقة حيوان إرام في طهران. ومع ذلك، فإن المشروع له مدافعين عنه، وقد نجحت إيران بإعادة توطين الأخدر الفارسي والمارال.
في عام 2005، تم التخطيط لإعادة التوطين كجزء من مشروع استعادة الحياة البرية في متنزه البليستوسين في حوض نهر كوليما في شمال ياقوتيا، روسيا، شريطة أن تصل جمهرات العواشب إلى حجم يستدعي إعادة توطين آكلات اللحوم الكبيرة.

### في الأَسر

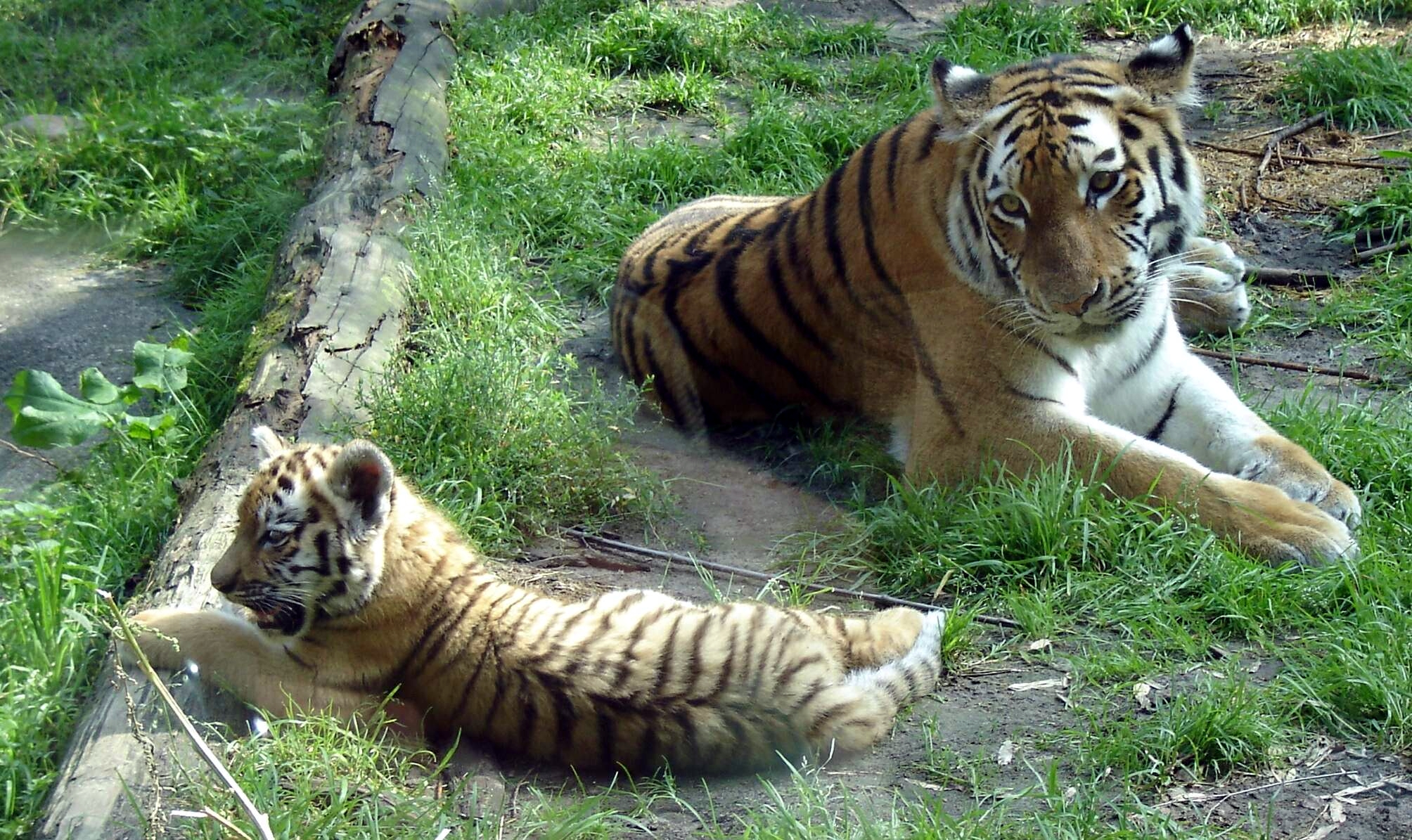
خيثمة مع شبل في الأسر في حديقة حيوانات آمرسفورت

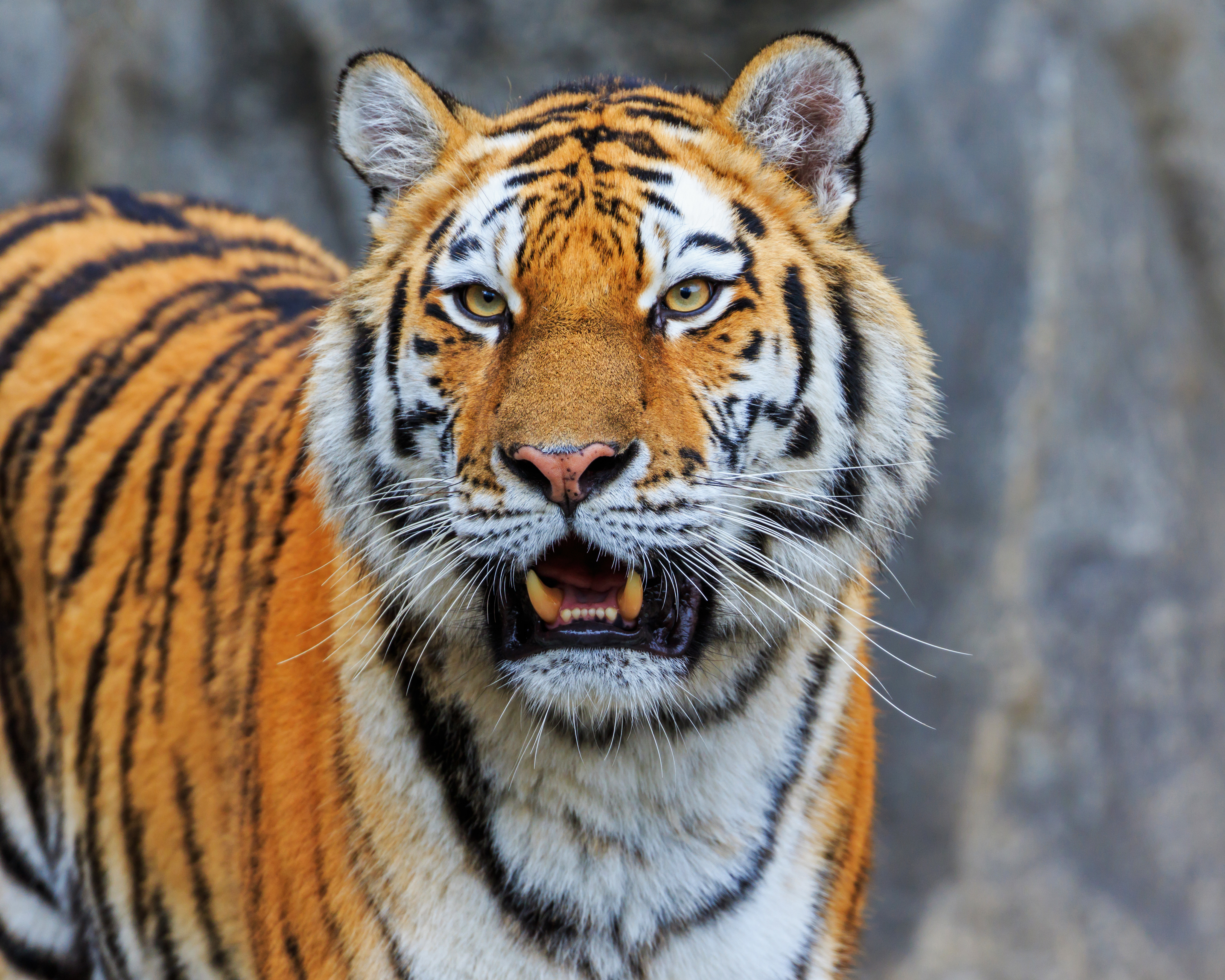
في تيربارك برلين

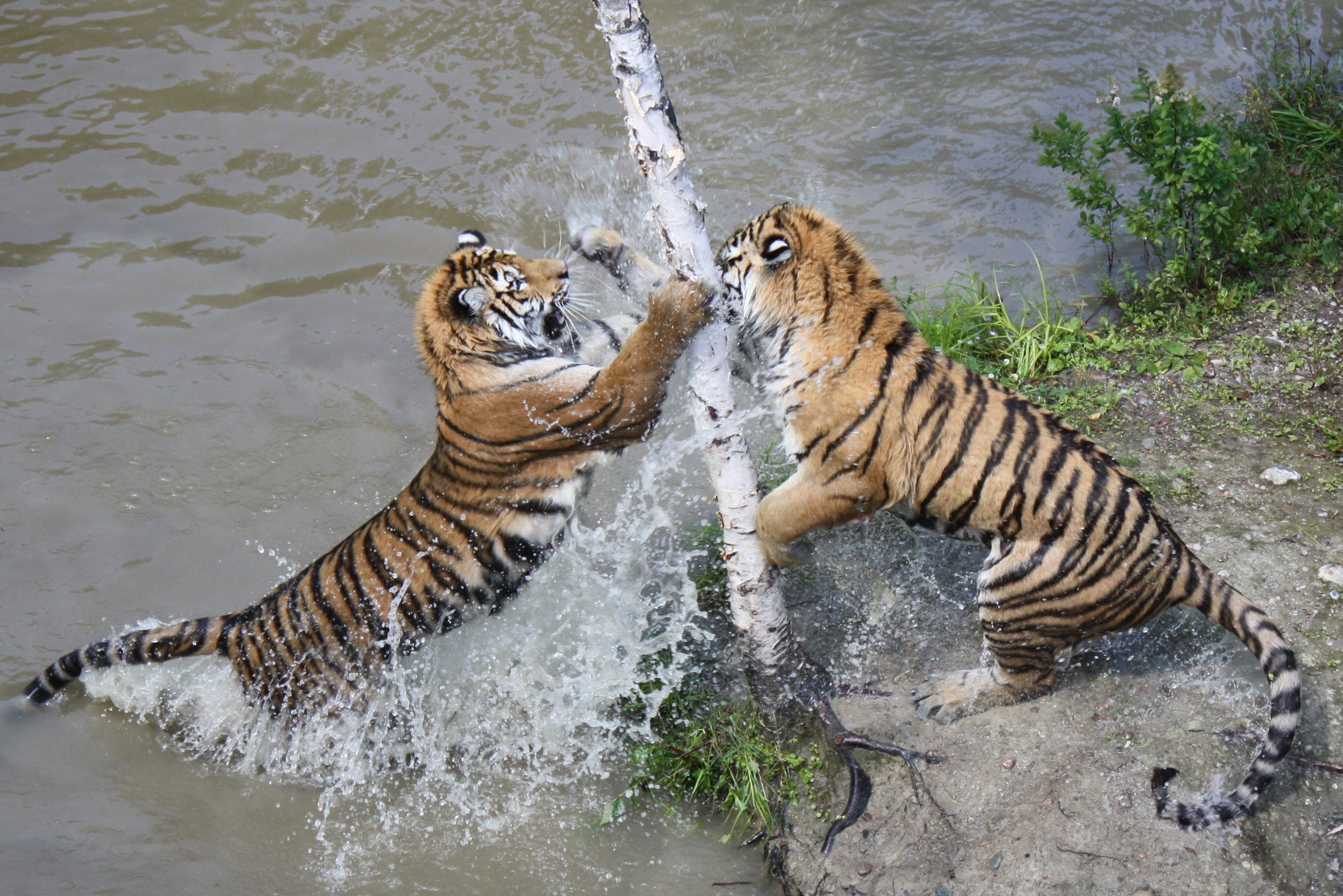
ببران سيبيريان في حديقة حيوانات كندية

في السنوات الأخيرة، تسارعت تربية الببور الأسيرة في الصين إلى الحد الذي يتجاوز فيه الجمهرة الأسيرة لِعِدَة نويعات ببر 4000 حيوان. وتفيد التقارير إن ثلاثة آلاف عينة محتجزة في 10-20 منشأة «مهمة»، بينما تنتشر البقية في حوالي 200 منشأة. هذا يجعل الصين موطناً لثاني أكبر جمهرة ببر أسيرة في العالم، بعد الولايات المتحدة، التي لديها في عام 2005 ما يقدر ب4692 ببر أسير. في إحصاء أجراه اتحاد حفظ السنوريات في الولايات المتحدة، تم توثيق 2,884 من الببور كمقيمين في 468 منشأة أمريكية.

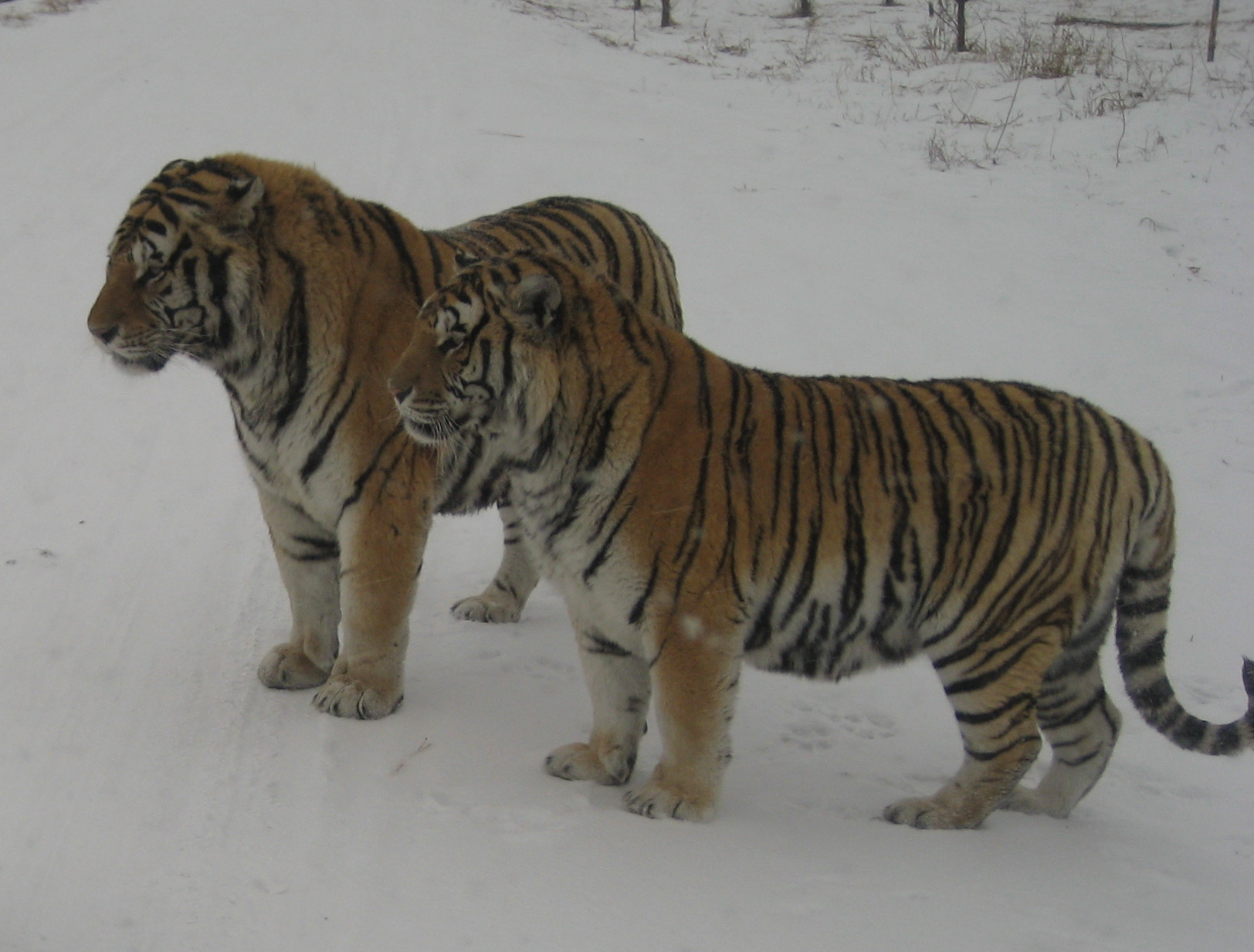
ببران في متنزه هاربين للببور السيبيري

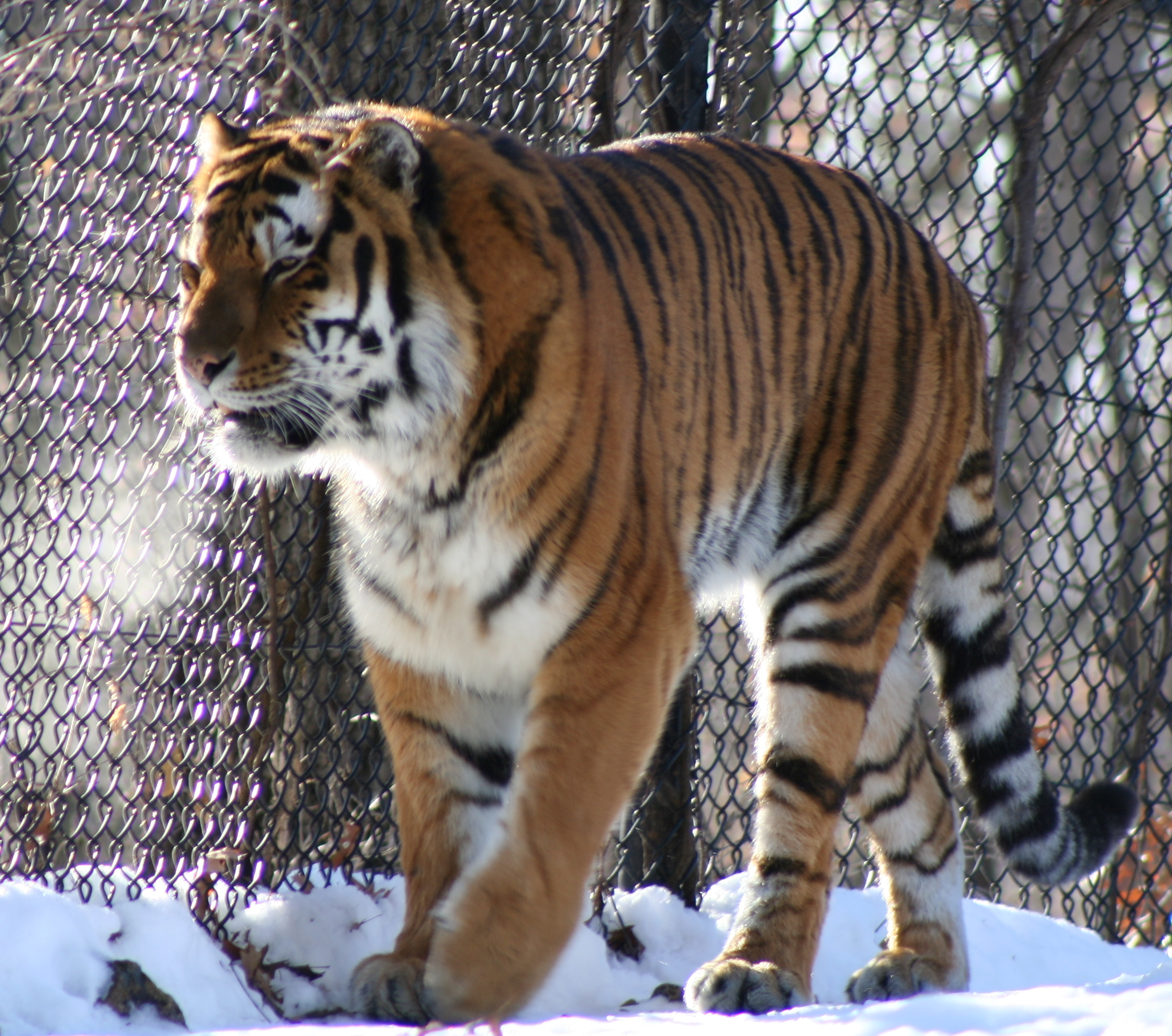
ببر سيبيري في حديقة حيوانات مينيسوتا

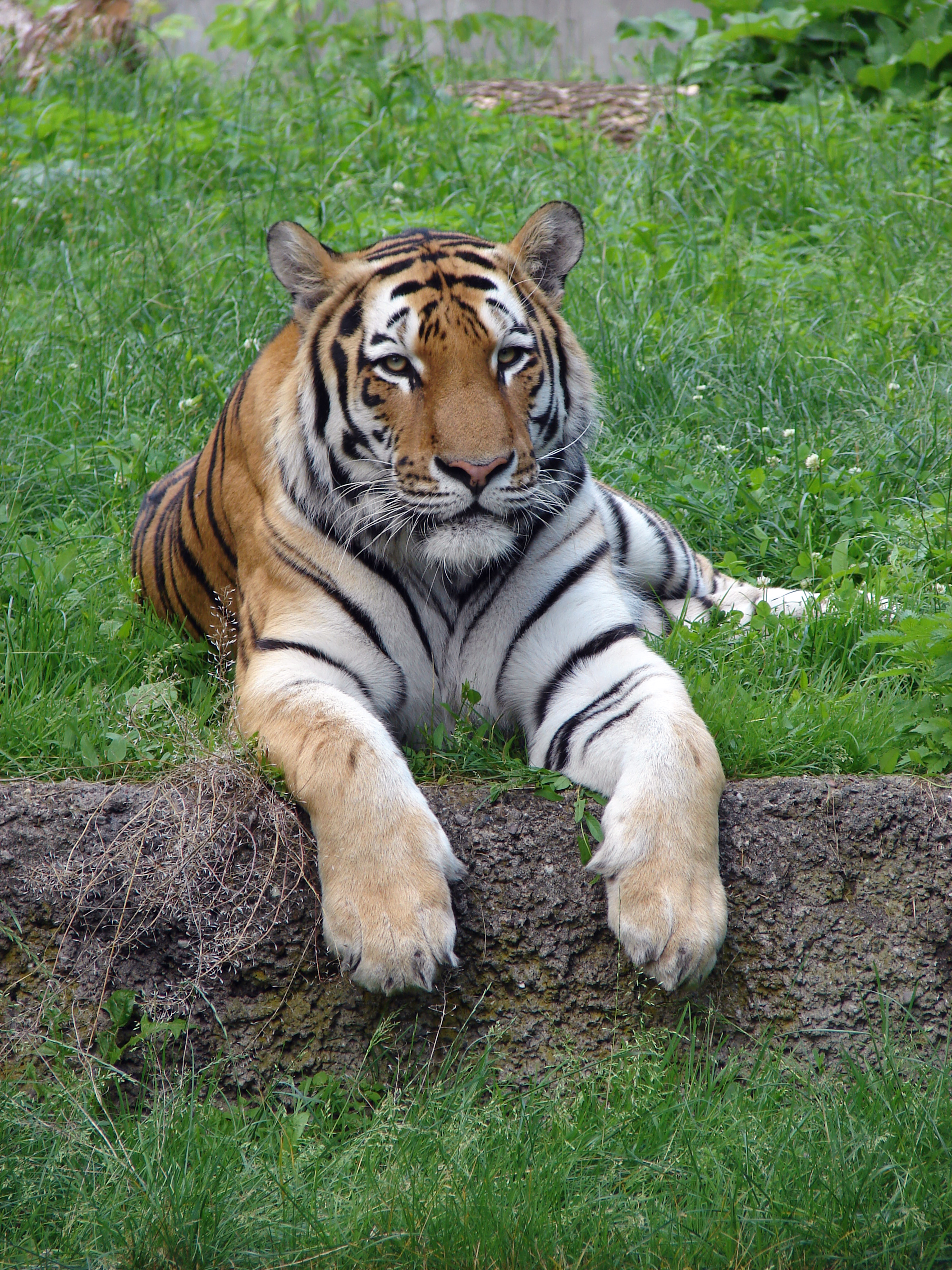
ببر سيبيري في حديقة حيوانات ووْدِجْ في بولندا

في عام 1986، أنشأت الحكومة الصينية أكبر قاعدة لتربية الببر السيبيري في العالم، وهي متنزه هاربن للببور السيبيرية وكان من المفترض أن تبني تجمع الجينات للببر السيبيري لضمان التنوع الجيني للببر. سيقسم المتنزه وجمهرات الببور الموجودة به إلى قسمين، أحدهما الأنواع الواقية للإدارة الوراثية والآخر مثل أنواع الزينة. اُكتِشف إنه عندما تأسس متنزه هاربن للببور السيبيرية لم يكن لديها سوى 8 ببور، ولكن وفقاً لمعدل التكاثر الحالي للببور في المتنزه، فإن العدد العالمي للببور السيبيرية البرية سيحطم 1000 في أواخر عام 2010. من المتوقع أن تحصل كوريا الجنوبية على ثلاثة ببور تعهدت في عام 2009 روسيا بالتبرع بها في عام 2011.

## الهجمات على البشر

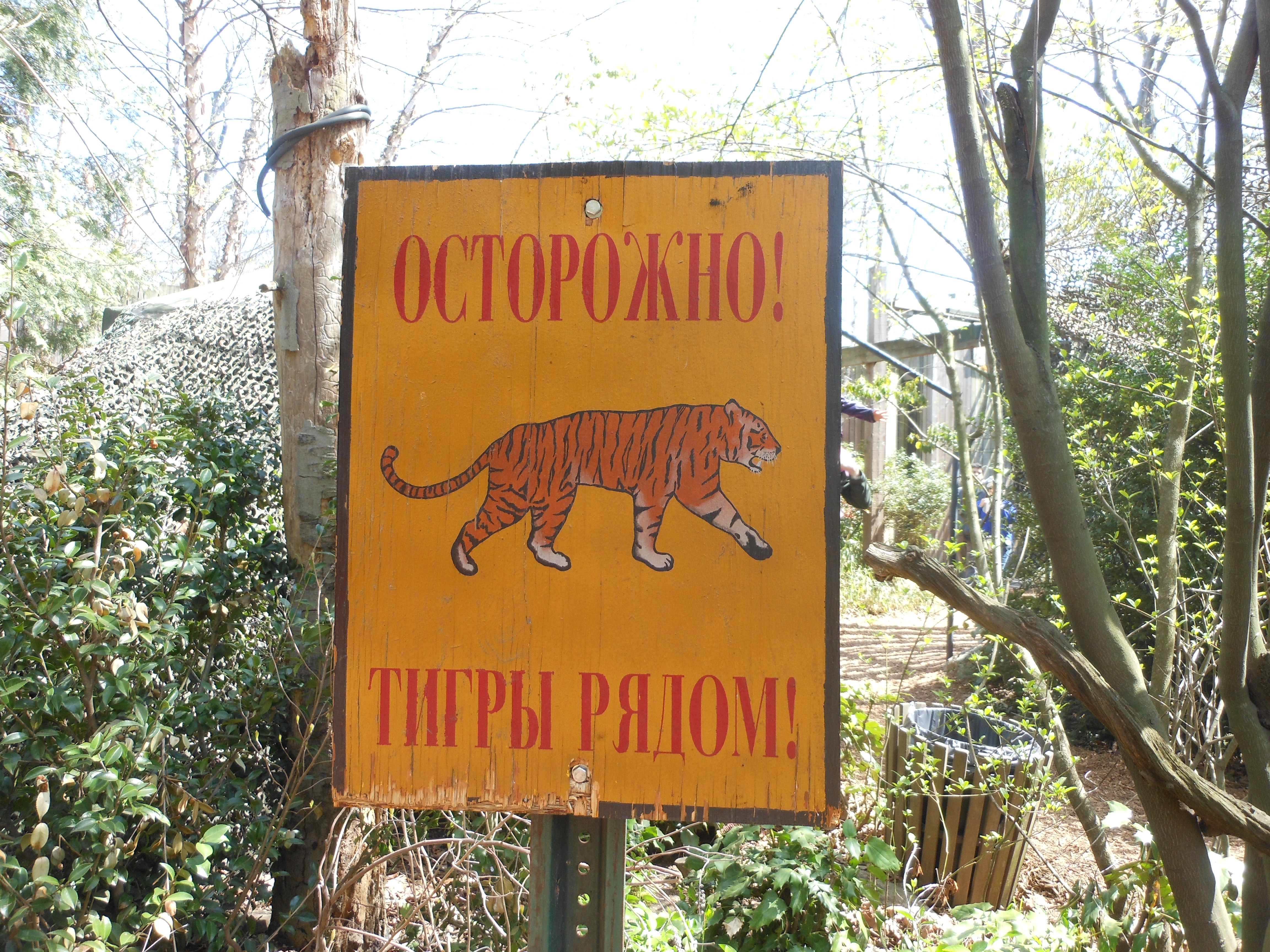
إشارة تُحذر: انتباه! الببور قريبة! (باللغة الروسية: Осторожно! Тигры рядoм!؛ نقحرة: أستَروژنه! تِيغرِي ريادم!).

نادراً جداً ما يصبح الببر السيبيري آكلاً للبشر. سُجلت العديد من حالات الهجمات على البشر في القرن التاسع عشر، والتي حدثت عادة في آسيا الوسطى باستثناء تركمانستان وكازاخستان والشرق الأقصى. نادراً ما كانت تُعتبر الببور خطيرة ما لم تُستفز، على الرغم من إنه في الروافد السفلى من نهر سير داريا، ذُكر إن ببراً قتل امرأة كانت تجمع الحطب وضابطاً عسكرياً غير مسلح بينما كانت يمر عبر غابة القصب. سُجلت هجمات على الرعاة في الروافد السفلى من نهر إيلي. في الشرق الأقصى، خلال منتصف القرن التاسع عشر وأواخره، سُجلت هجمات على الناس. في سنة 1867 على نهر تسيموخا، قتلت الببور 21 رجلاً وجرحت 6 آخرين. في مقاطعة جيلين الصينية، ذُكر إن الببور هاجمت الحطابين والحوذيون (جمع كلمة حُوذيّ وهو سائق العَرَبَة التي تجرّها الخيلُ، أو مُستَحِثُّ الدَوابّ على السير)، ودخلت أحياناً في كابينة وجرت كل من البالغين والأطفال.

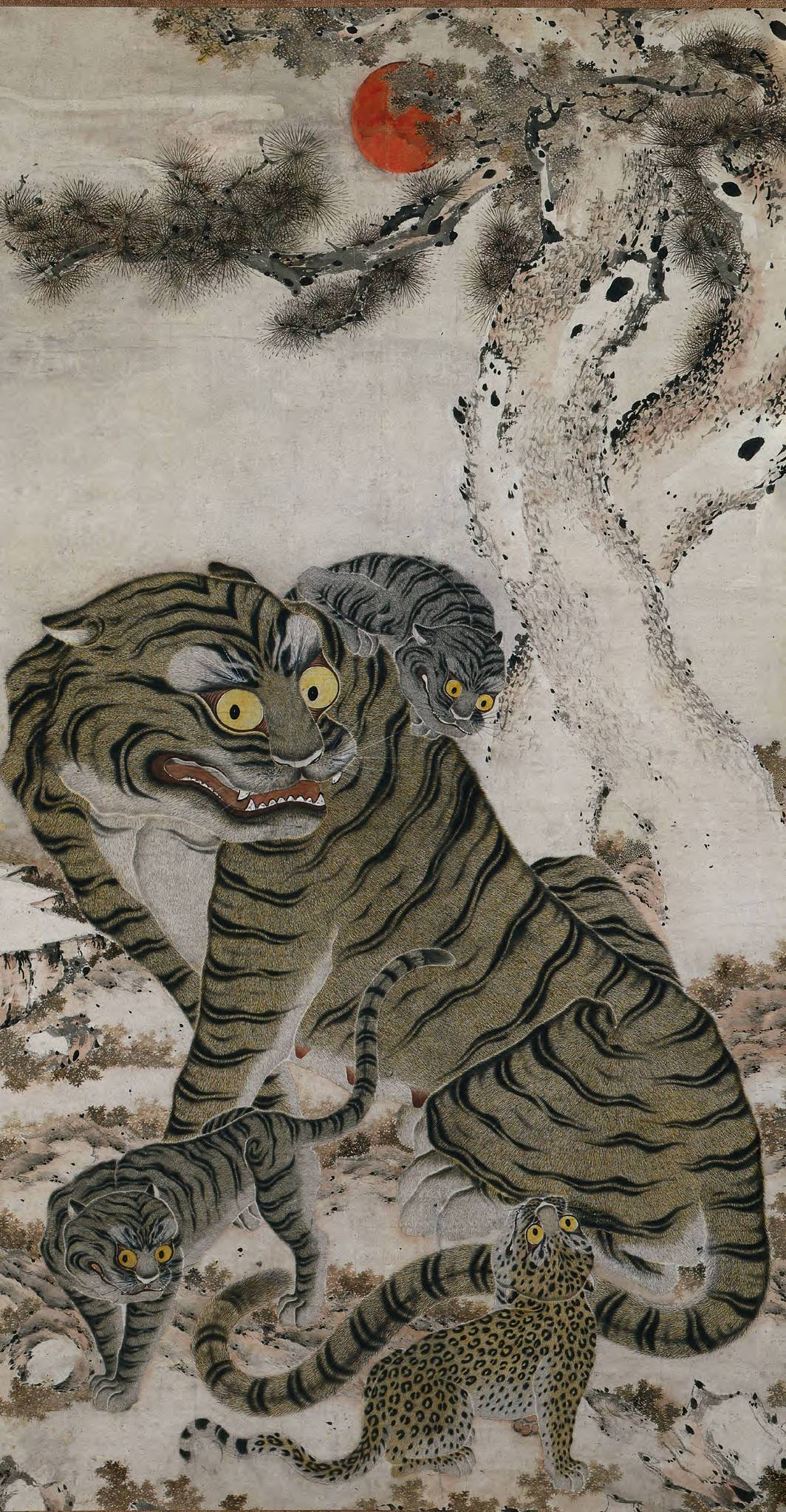
عائلة ببر مرسومة في طومار كوري من أواخر القرن الثامن عشر

وفقاً لمكتب الشرطة الياباني في كوريا، قتل ببر إنساناً واحداً سنة 1928، بينما قتلت النمور ثلاثة، والخنازير برية أربعة والذئاب 48. سُجلت ست حالات في روسيا في القرن العشرين من الهجمات غير المستفزة التي أدت إلى سلوك أكل البشر. ومع ذلك، فإن الهجمات المستفزّة أكثر شيوعاً، وعادة ما تكون نتيجة محاولات فاشلة للقبض عليها. في ديسمبر سنة 1997، هاجم ببر آمور جريح وقتل شخصين وإلتهمهما. وقع كلا الهجومين في وادي نهر بيكين. حققت فرقة التفتيش لمكافحة الصيد غير القانوني التفتيش في كلتا الوفيتين، وتعقبت وقتلت الببر.
في يناير سنة 2002، تعرض رجل لهجوم من قبل ببر على طريق جبلي نائي بالقرب من هونتشون في مقاطعة جيلين بالصين، بالقرب من حدود روسيا وكوريا الشمالية. عانى من كسور مركبة لكنه تمكن من البقاء على قيد الحياة. عندما بحث للحصول على الرعاية الطبية، أثارت قصته الشكوك حيث نادراً ما تهاجم الببور السيبيرية البشر. وكشف تحقيق في موقع الهجوم إن لحم الغزال الخام الذي حمله الرجل تركت دون أن تُمس من قبل الببر. اشتبه المسؤولون في أن يكون الرجل صياد غير شرعي أثار الهجوم. في صباح اليوم التالي، أبلغ السكان المحليون عن مشاهدة الببر على طول نفس الطريق، وقامت محطة تلفزيونية محلية بتغطية في الموقع. عثرت المجموعة على مسارات للببور وتدفق الدماء في الثلج في مكان الهجوم وتابعتهم لمسافة 2500 متر تقريباً، أملاً في إلقاء نظرة على الحيوان. بعد فترة وجيزة، شوهد الببر يمشي أمامهم ببطء. عندما حاول الفريق الاقتراب لرؤية أفضل بالكاميرا، إنقلب الببر فجأة وهاجمهم، مما تسبب في فرار الأربعة من الذعر. بعد حوالي ساعة من ذلك اللقاء، هاجم الببر وقتل امرأة تبلغ من العمر 26 عاماً على نفس الطريق. إستعادت السلطات الجثة بمساعدة جرافة. بحلول ذلك الوقت، تم العثور على الببر مستلقياً على بعد 20 متراً وضعيفاً وبالكاد على قيد الحياة. لقد هدأ بنجاح وأُخِذَ للفحص الطبي العام، والذي كشف إن الببر كان مصاباً بفقر الدم وأصيب بجروح خطيرة بسبب كمين صياد غير شرعي حول عنقه، مع قطع الأسلاك الفولاذية فقرات بعمق، مما أدى إلى قطع كل من القصبة الهوائية والمريء. على الرغم من الجراحة المكثفة التي قام بها فريق من الأطباء البيطريين، إلا إن الببر توفي متأثراً بالتهاب الجرح. كشف التحقيق اللاحق للهجوم الأول إن الضحية الأولى كان صياداً غير شرعي قام بوضع عدة أفخاخ قبضت على كل من الببر والأيل. واُتهم الرجل في وقت لاحق بتهمة الصيد الغير القانوني وإيذاء الأنواع المهددة بالانقراض. وخدم عامين في السجن. بعد إطلاق سراحه من السجن، عمل على تطهير الغابة من الأفخاخ القديمة.
في حادث وقع في حديقة حيوانات سان فرانسيسكو في ديسمبر سنة 2007، هرب ببر وقتل أحد الزوار، وأصاب اثنين آخرين. أُطلق النار على الحيوان من قبل الشرطة. اُنتقدت حديقة الحيوانات على نحواً واسع لإنها حافظت على سياج يبلغ طوله 12.5 قدماً (3.8 متراً) حول حظيرة الببر المسيجة، في حين يبلغ المعيار الدولي 16 قدماً (4.9 متراً). وقد أقامت حديقة الحيوانات فيما بعد حاجزاً أطول تعلوه سياج كهربائي. إعترف أحد الضحايا بتعنيف الحيوان.
تعرض حراس حديقة حيوانات في مقاطعة آنهوي ومدن شانغهاي وشنجن للهجوم والقتل في سنة 2010. في يناير سنة 2011، هاجم ببر وقتل سائق حافلة سياحية في حديقة تربية في مقاطعة هيلونغجيانغ. أفاد مسؤولوا المتنزه إن سائق الحافلة إنتهك إرشادات السلامة من خلال ترك السيارة للتحقق من حالة الحافلة. في أيلول من عام 2013، جرح ببراً أحد حراس حديقة حيوانات حتى الموت في حديقة للحيوانات في غربي ألمانيا بعد أن نسي العامل قفل باب قفص أثناء وقت التغذية. في تموز عام 2020، هاجمت أنثى ببر وقتلت حارس حديقة حيوان يبلغ من العمر 55 عاماً في حديقة حيوانات زيورخ في سويسرا.

## في الثقافة
صاغ جيمس كاوس بريتشرد الاسم الإنجليزي «Siberian tiger» في ثلاثينيات القرن التاسع عشر. اُستخدم اسم «ببر آمور» سنة 1933 للإشارة إلى ببور سيبيرية قُتلت بجانب نهر آمور لِكَي تُعرض في المتحف الأمريكي للتاريخ الطبيعي.

شعار النبالة لفلاديفوستوك

إعتبرت الشعوب التنغستيّة الببر شبه مؤلّه وغالباً ما يشار إليه باسم «الجد» أو «الرجل العجوز». أطلق عليها شعوب الأودج والنني اسم «أمّبا». إعتبر المانشو الببر السيبيري «هو لين» أي الملك. نظراً لأن الببر له علامة على جبتهه تشبه المقطع الصيني التي تعني «الملك» (بالصينية: 王؛ بينيين: Wáng)، أو مماثلة للمقطع التي تعني «الإمبراطور العظيم»، فإن الأودج والشعب الصيني يوقرونها.

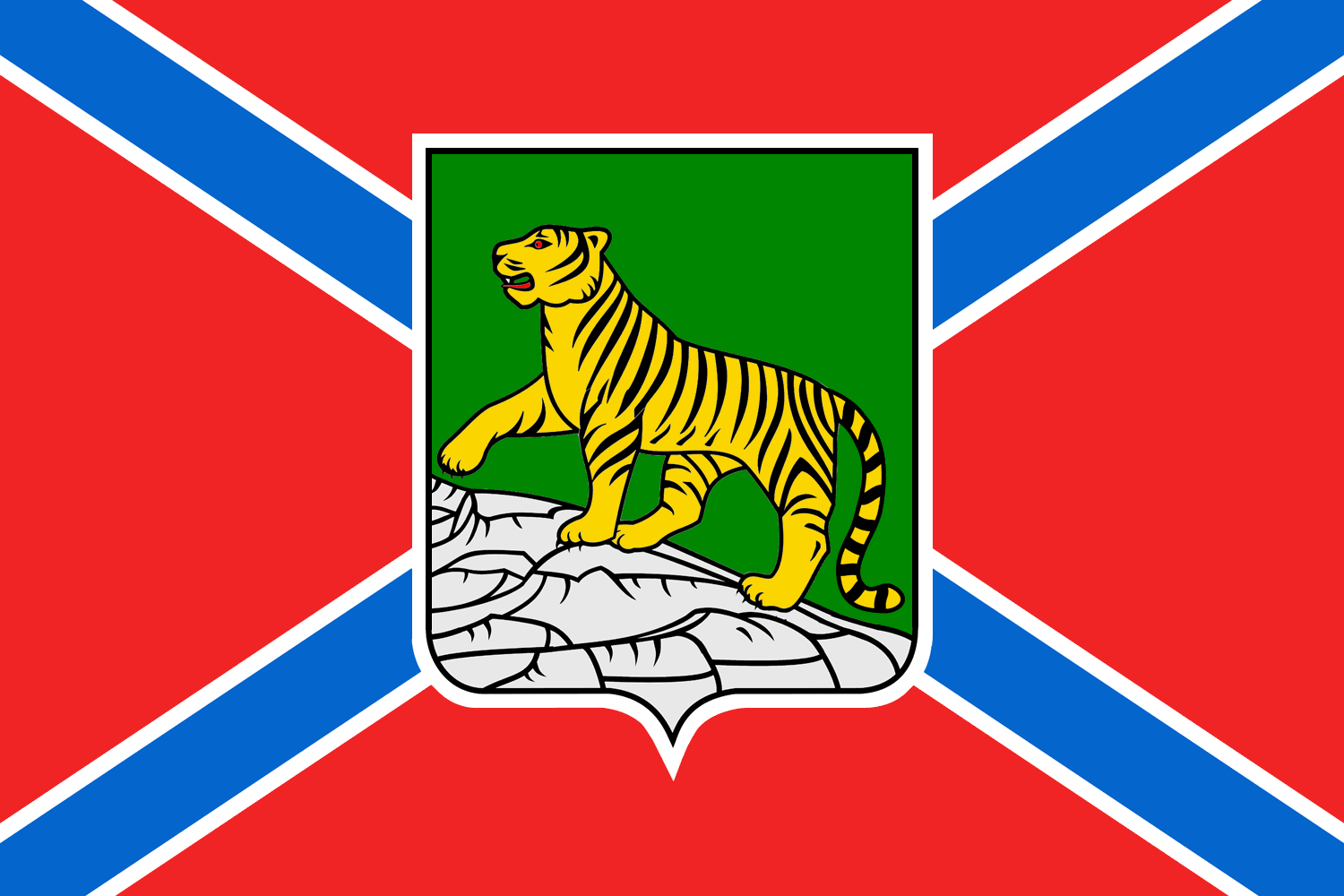
علم فلاديفوستوك

يُستخدم الببر السيبيري في رموز شعارات النبالة في جميع أنحاء المنطقة التي كان يستوطنها.

شعار النبالة لبريمورسكي كراي

كان ببر سيبيري مرسوم هو جالب حظ بطولة العالم للباندي 1981، والتي أقيمت في خاباروفسك في جنوب شرق سيبيريا.[بحاجة لمصدر]

## معرض الصور

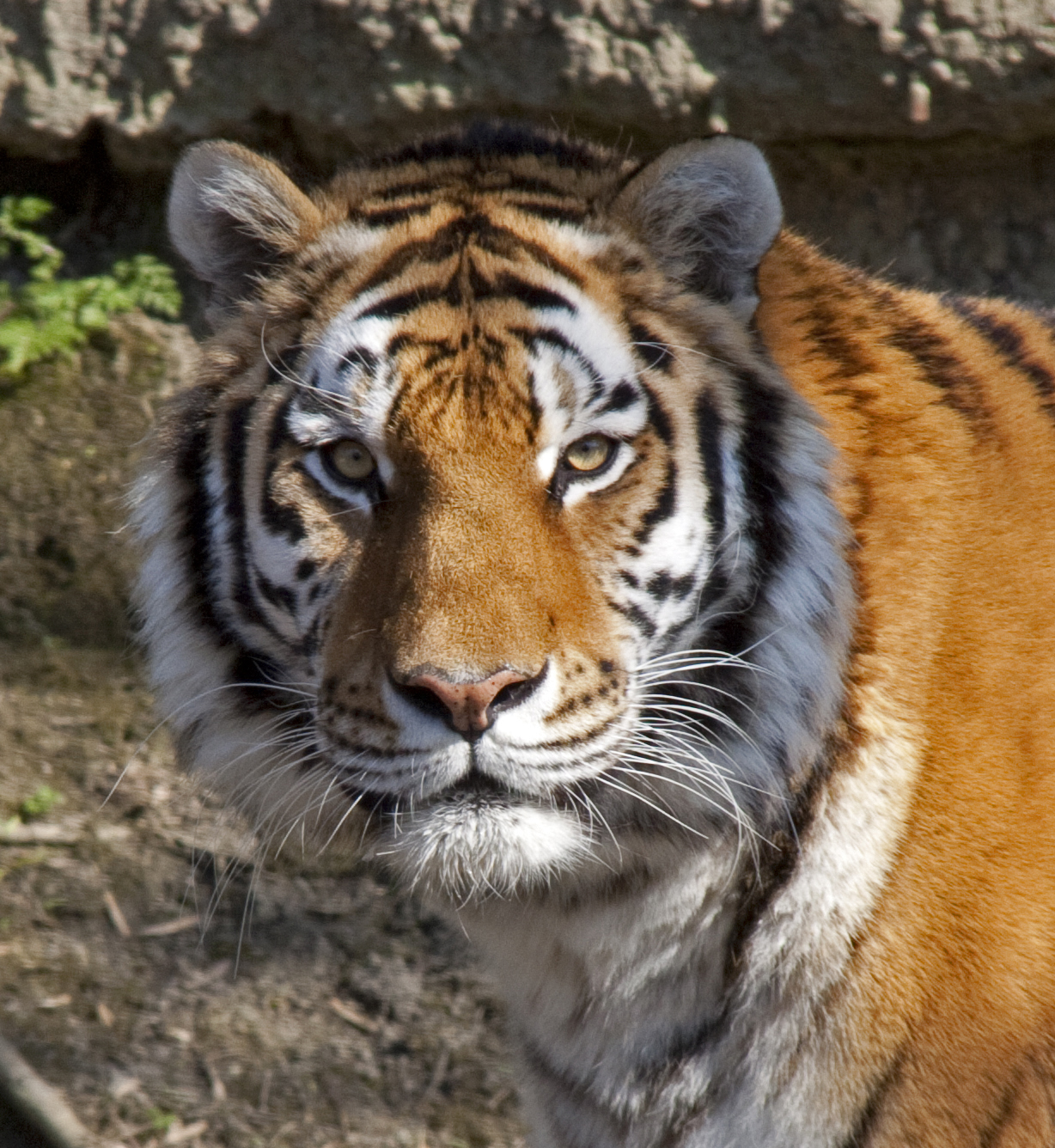
ببر آمور السيبيري
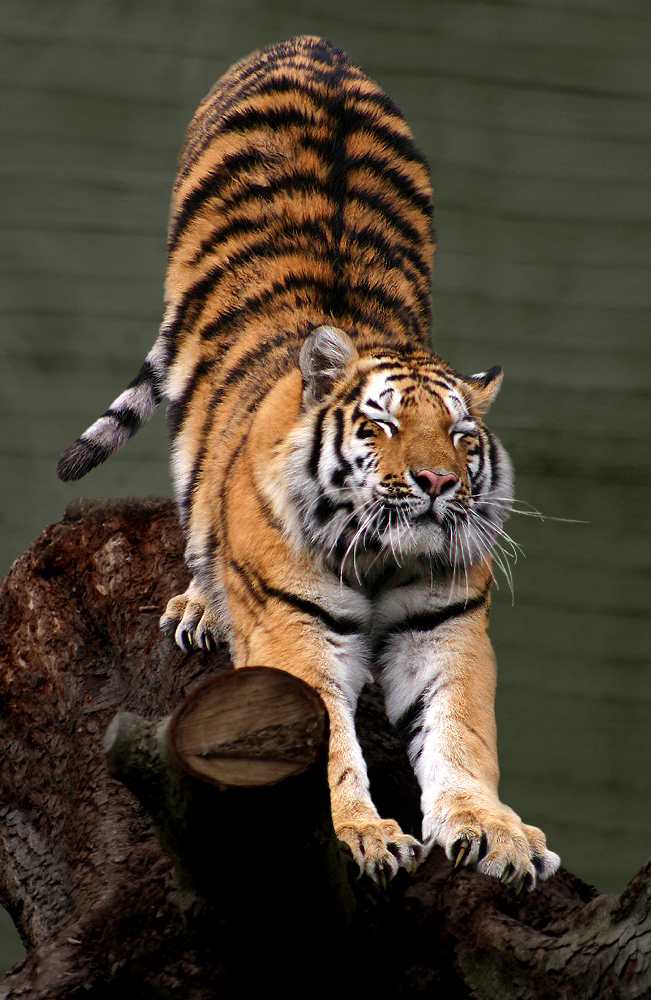
ببر سيبيري في حديقة حيوان آلبورغ[ه] في الدنمارك
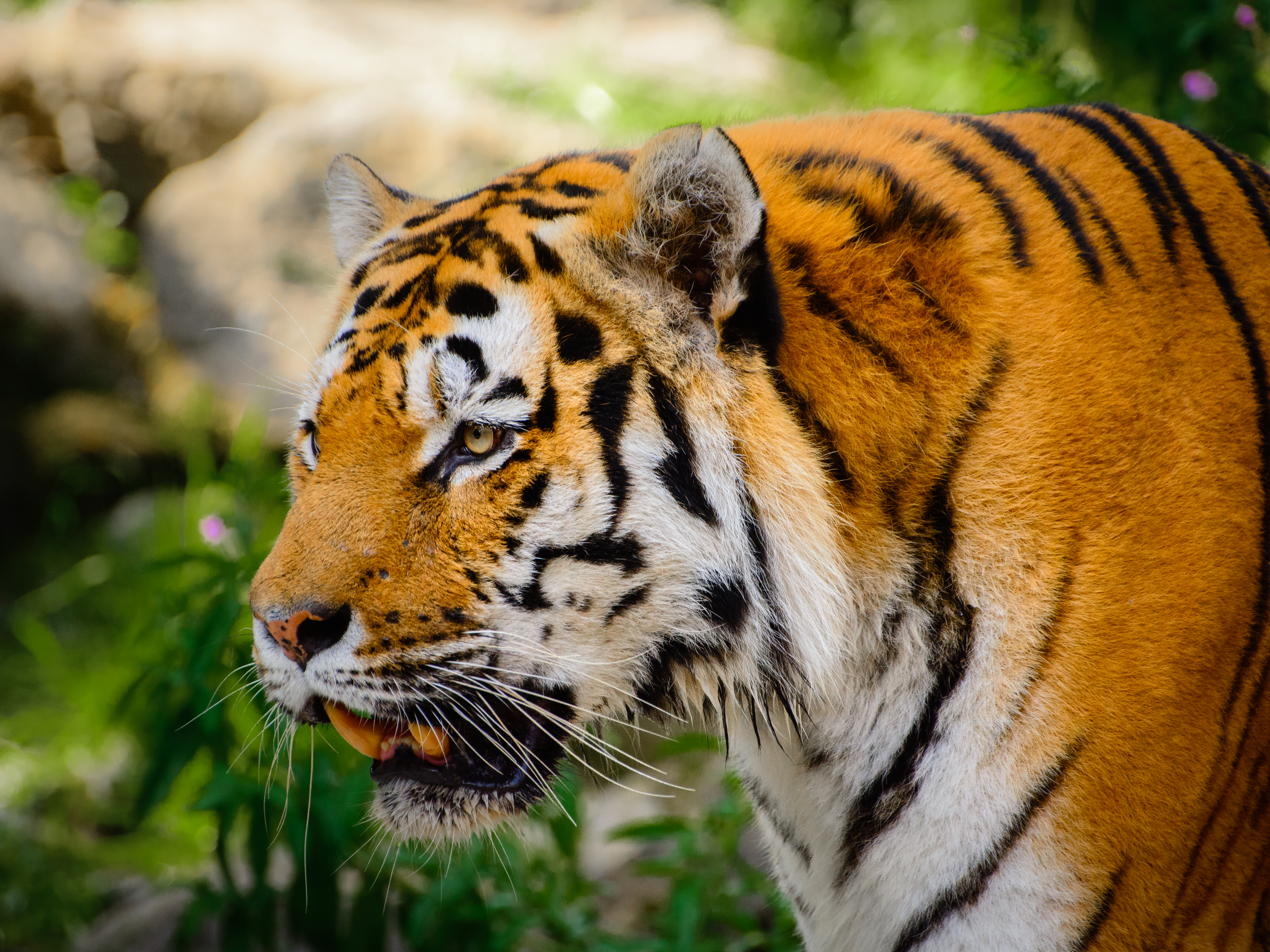
صورة لببر سيبيري
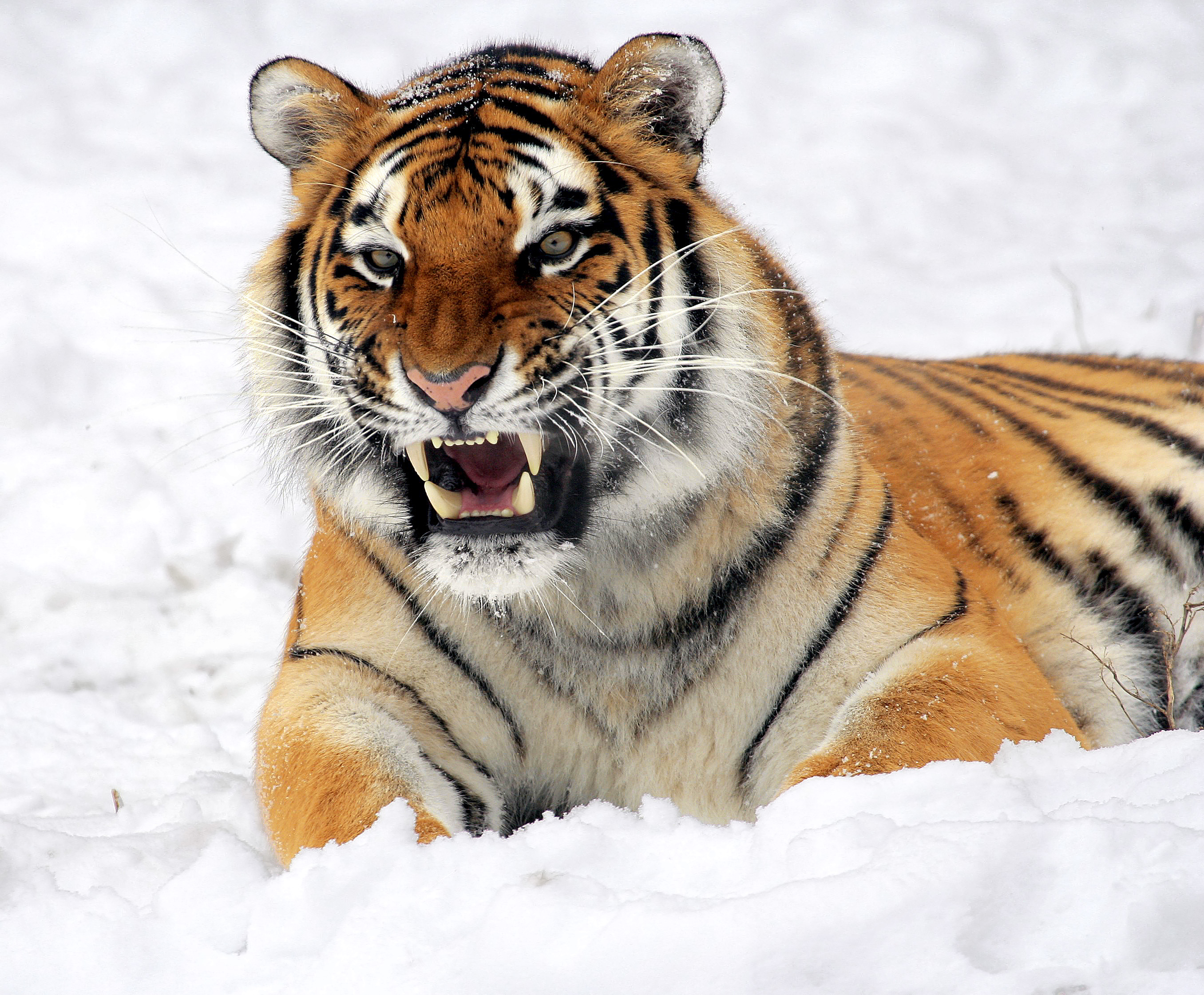
ببر سيبيري في حديقة حيوانات بوفالو
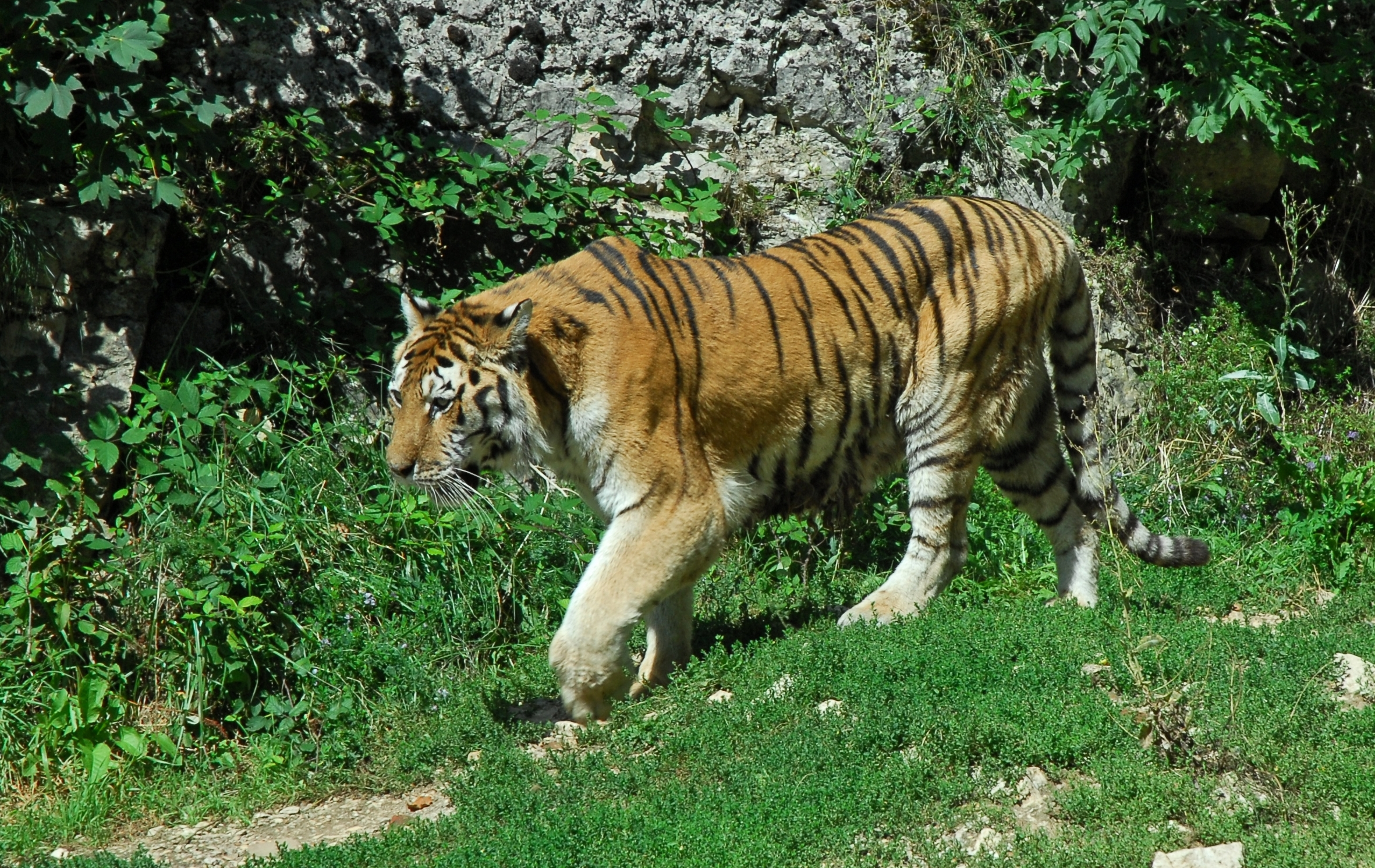
ببر سيبيري
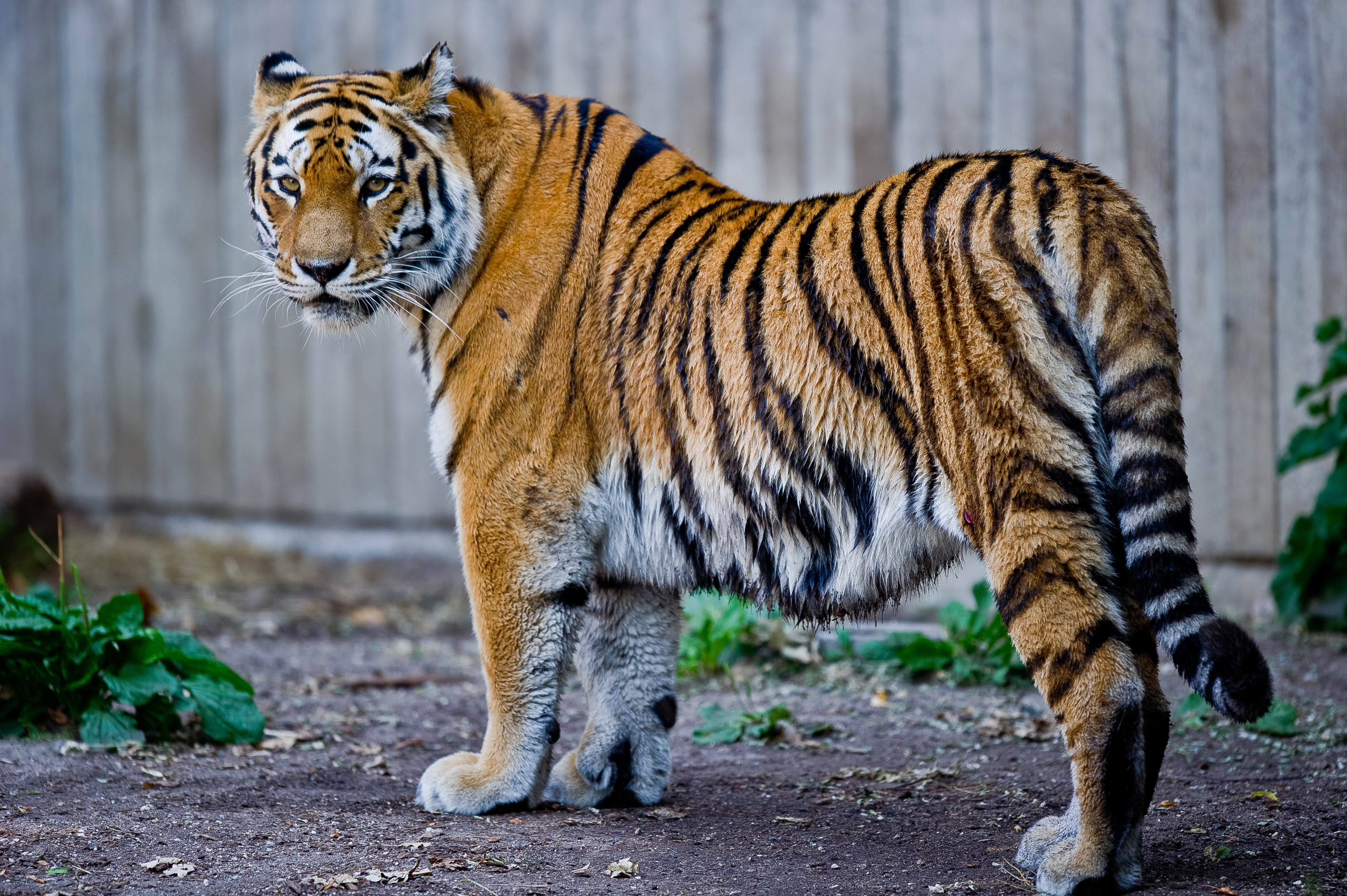
ببر سيبيري أسير في حديقة حيوانات كوبنهاغن[و]
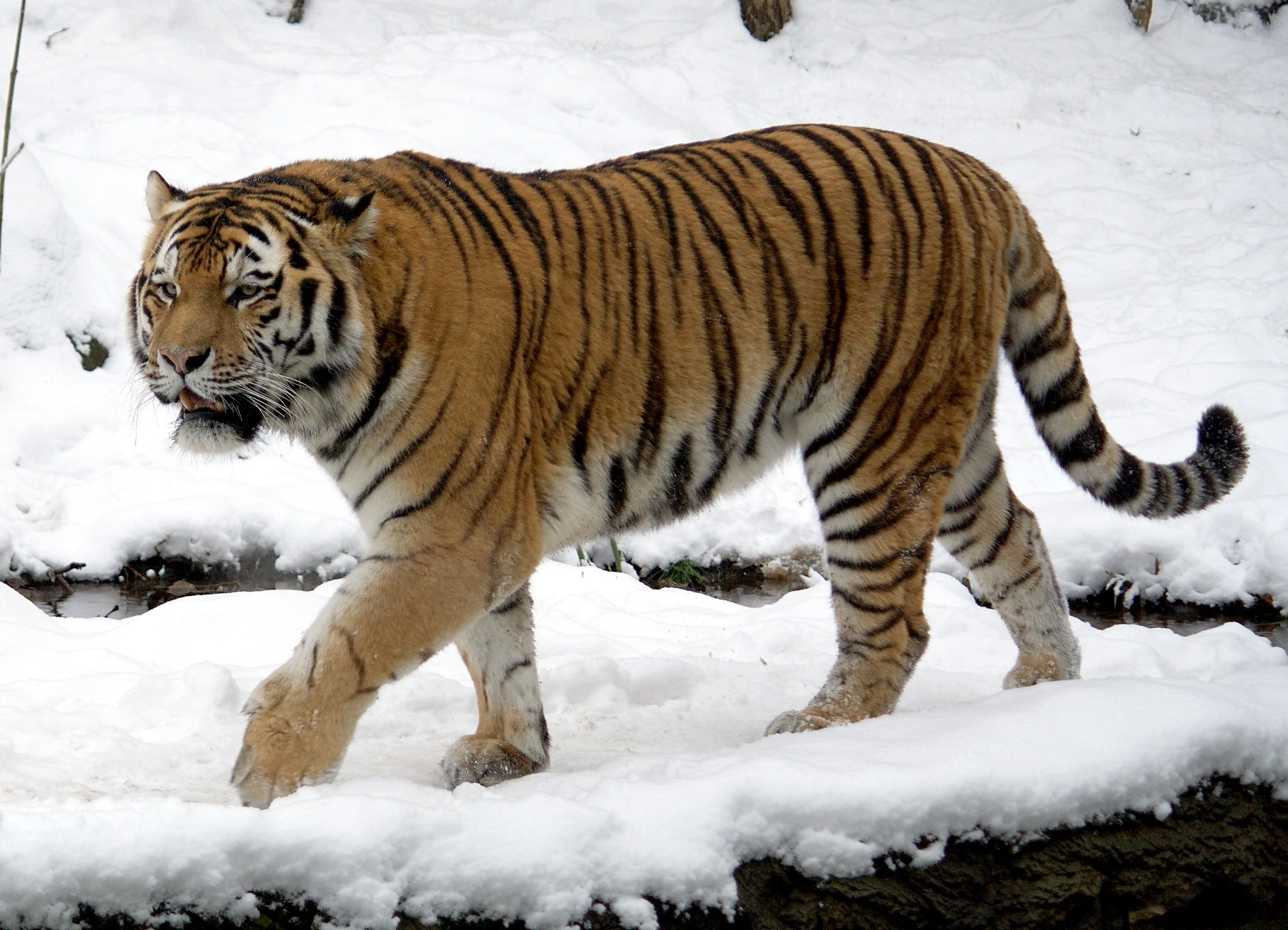
ذكر ببر في حديقة لايبتسش الحيوانية[ز]
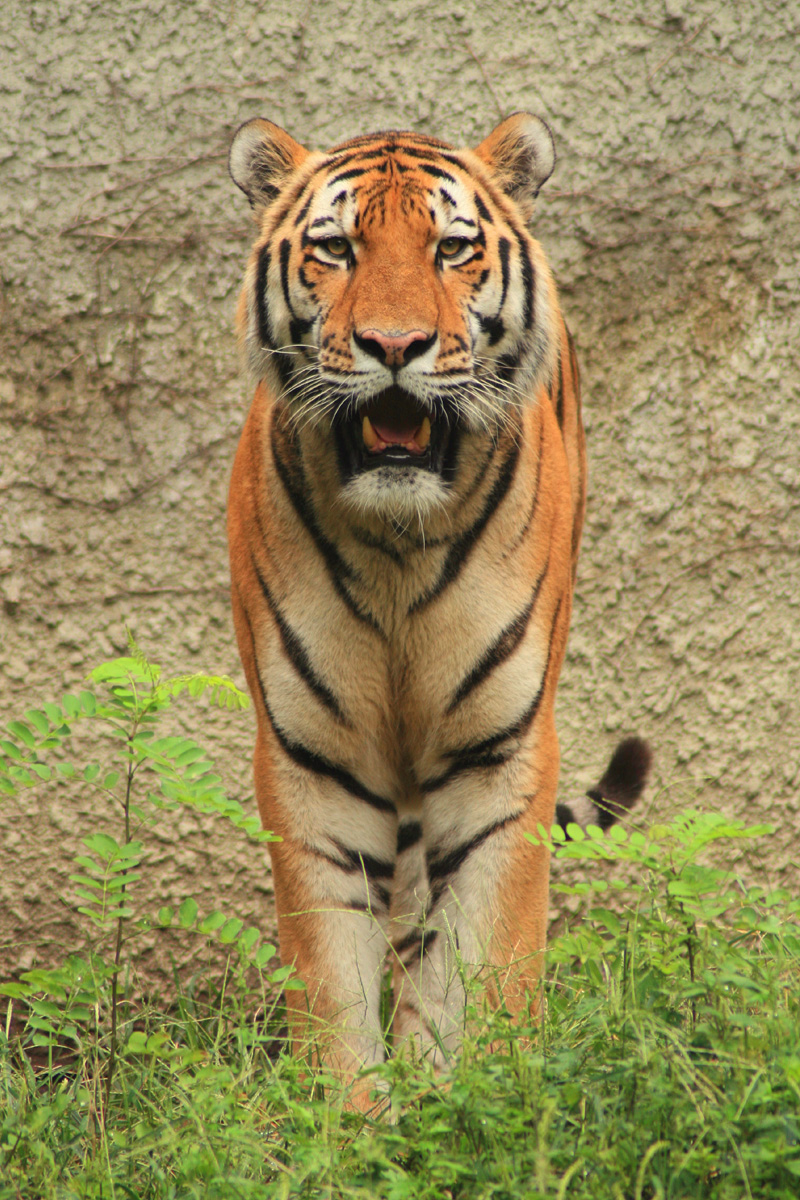
الببر السيبيري أكبر سنور حي على وجه الأرض
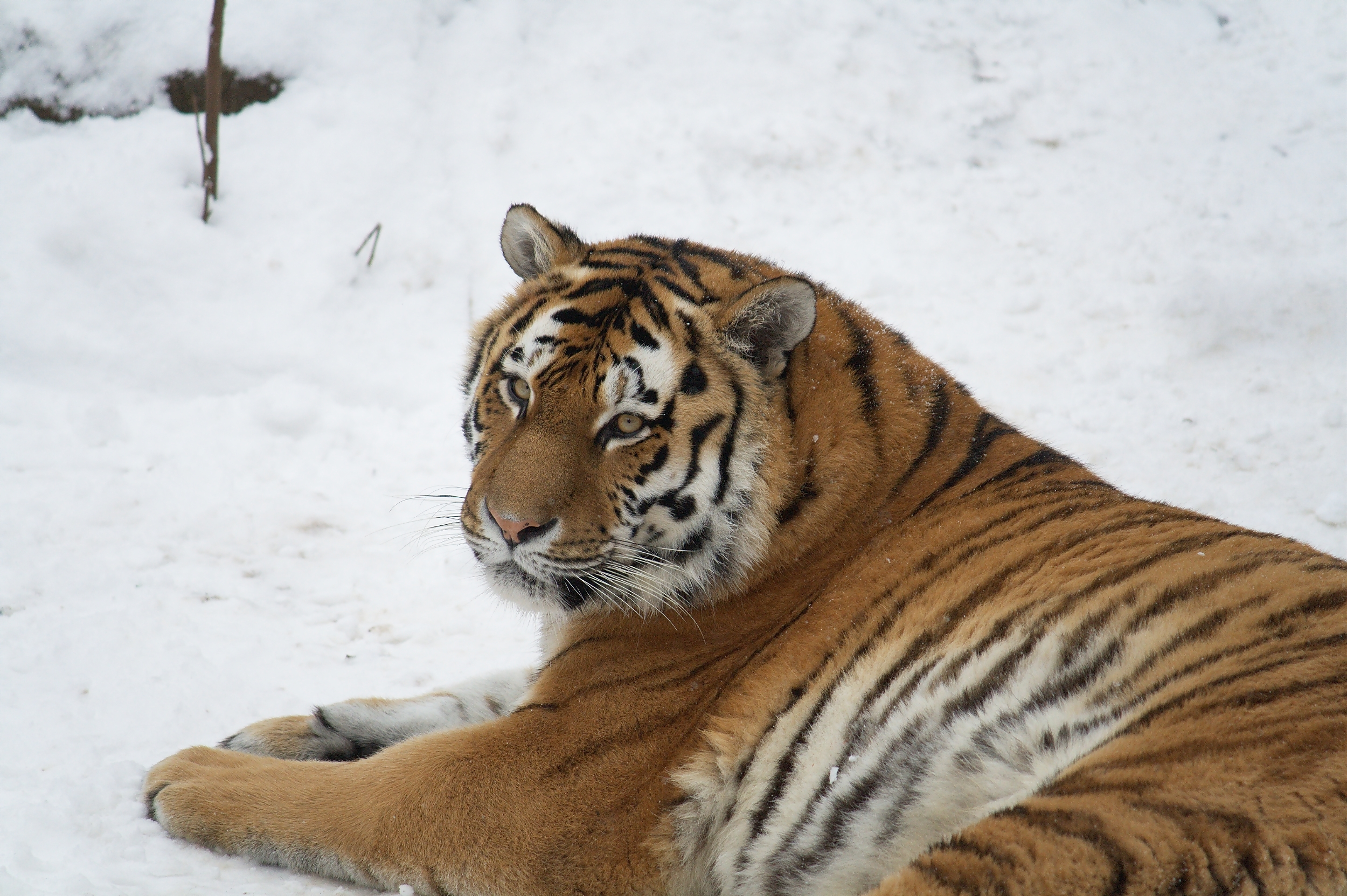
خيثمة
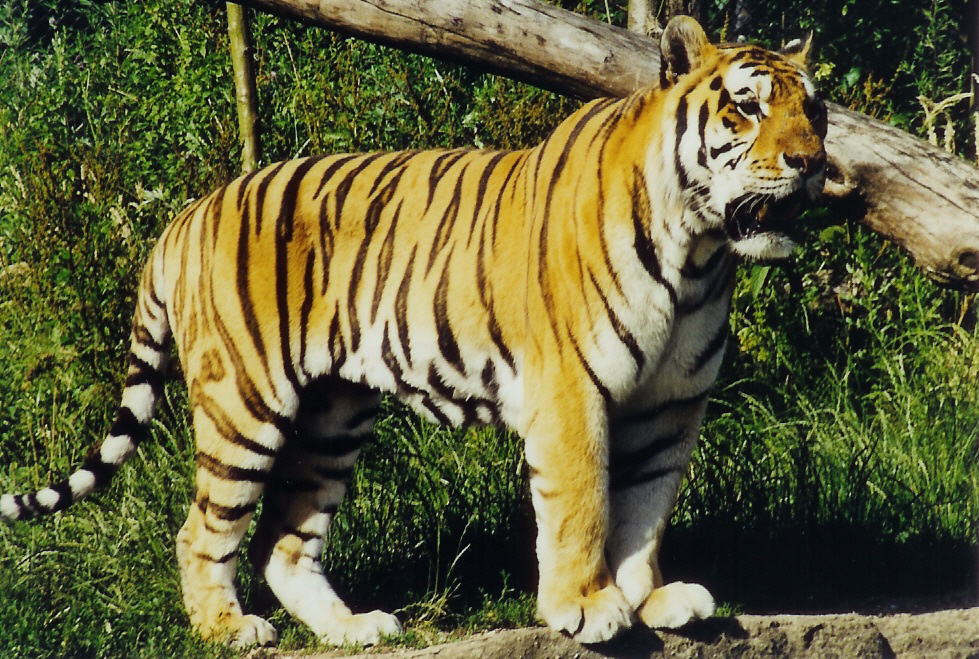
ببر آمور أو الببر السيبيري
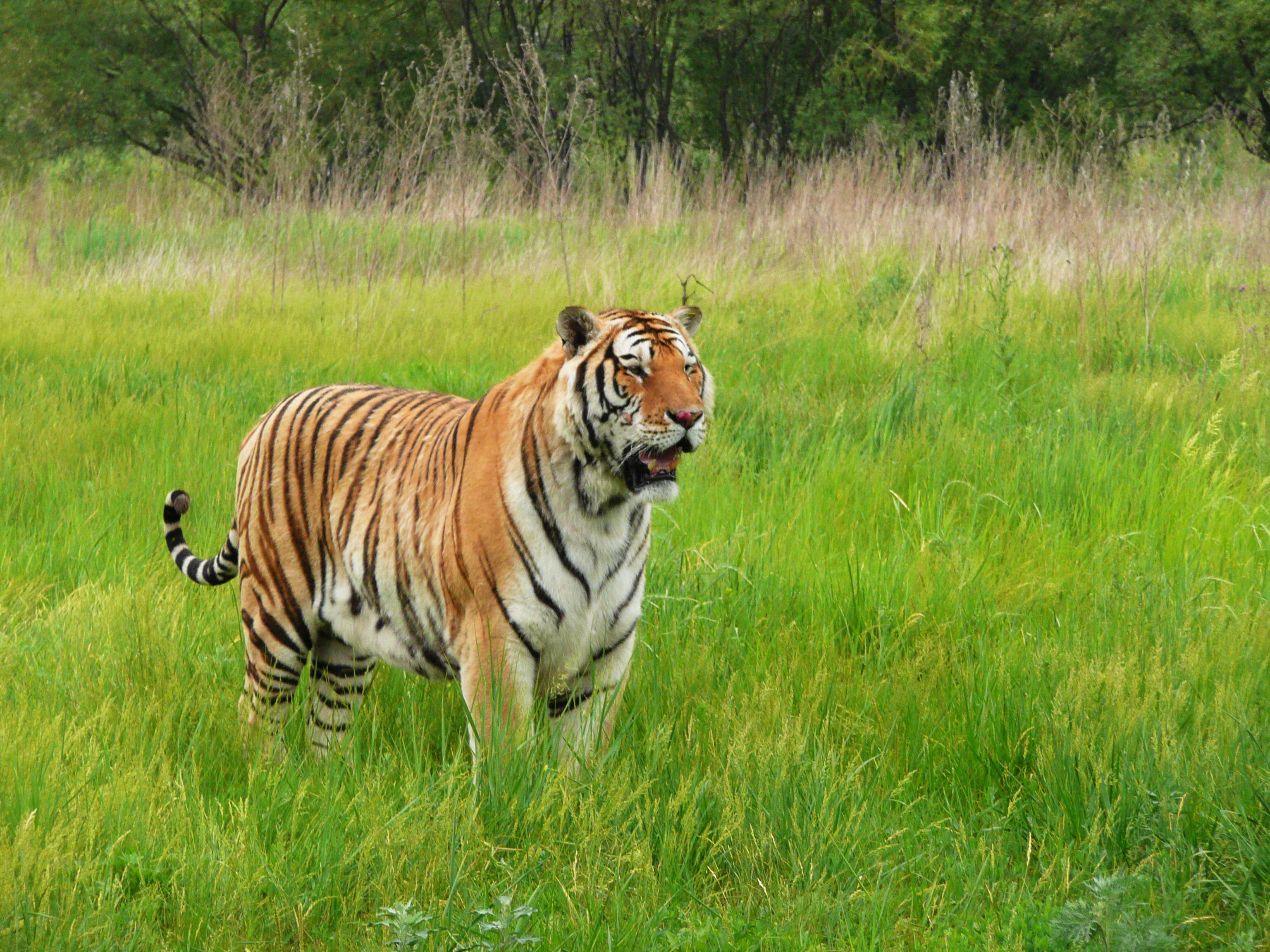
ببر سيبيري في متنزه هارْبِيِنْ للببور السيبيرية
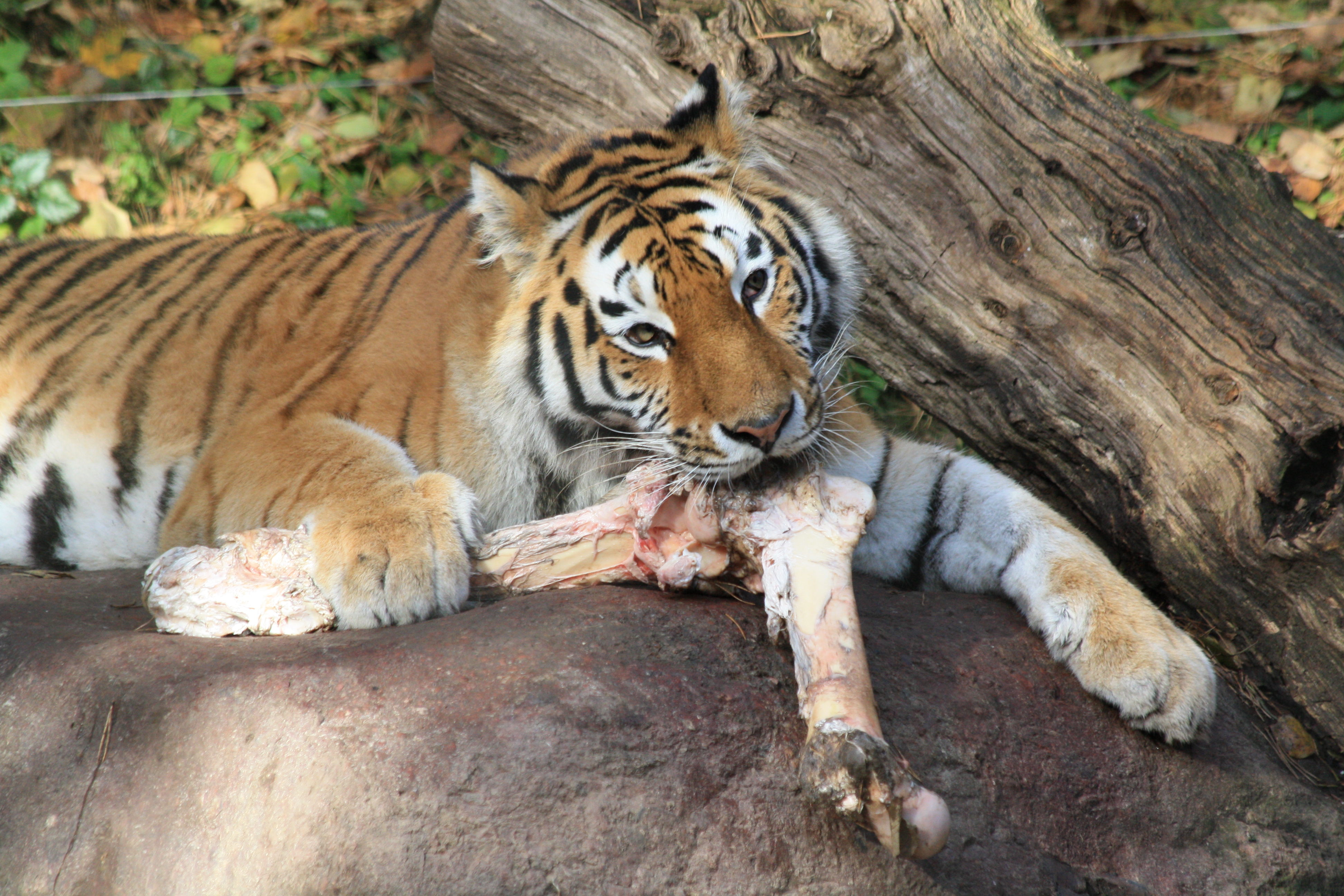
ببر سيبيري يقتات في الأسر
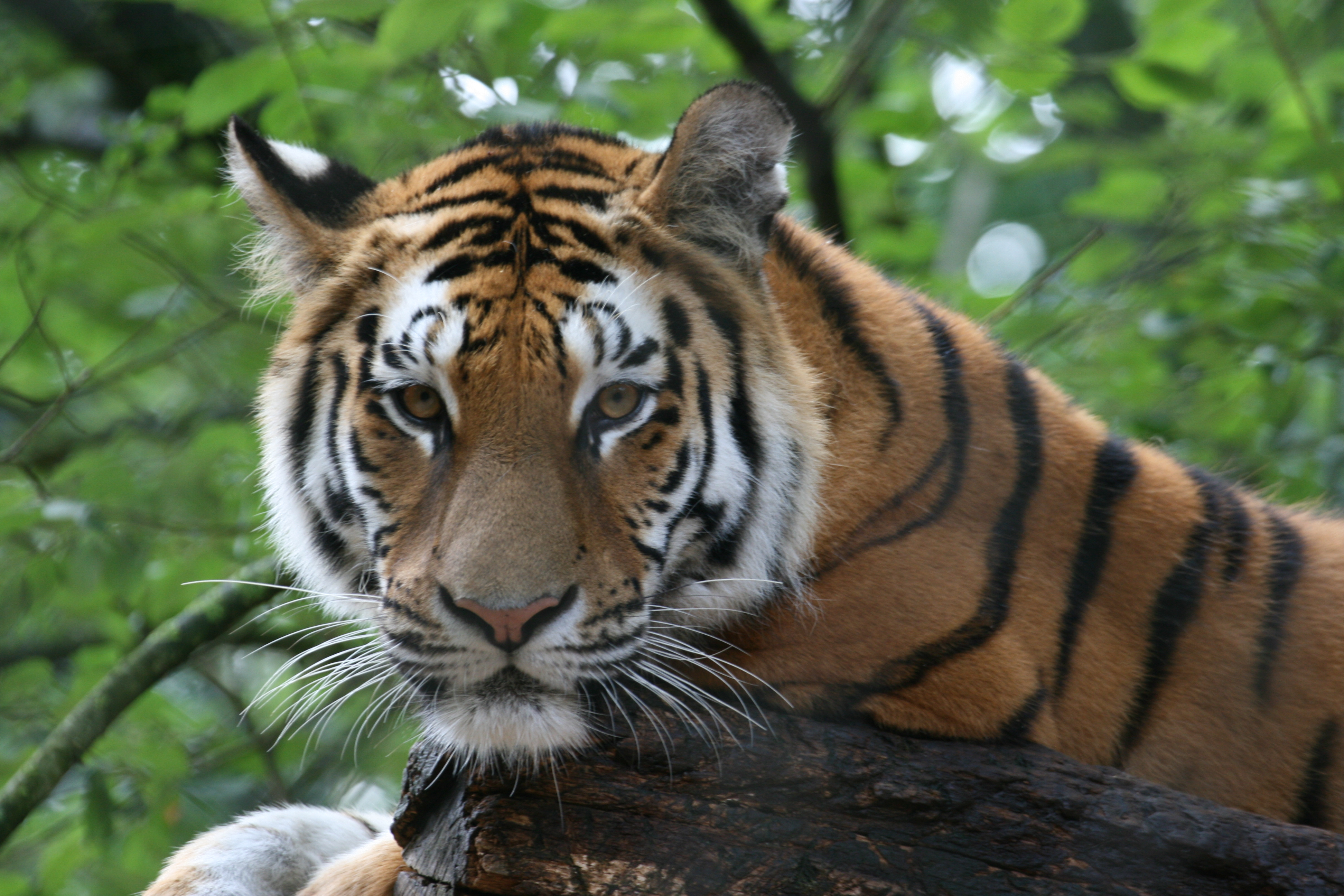
ببر سيبيري في حديقة حيوانات أمنفيل[ح]
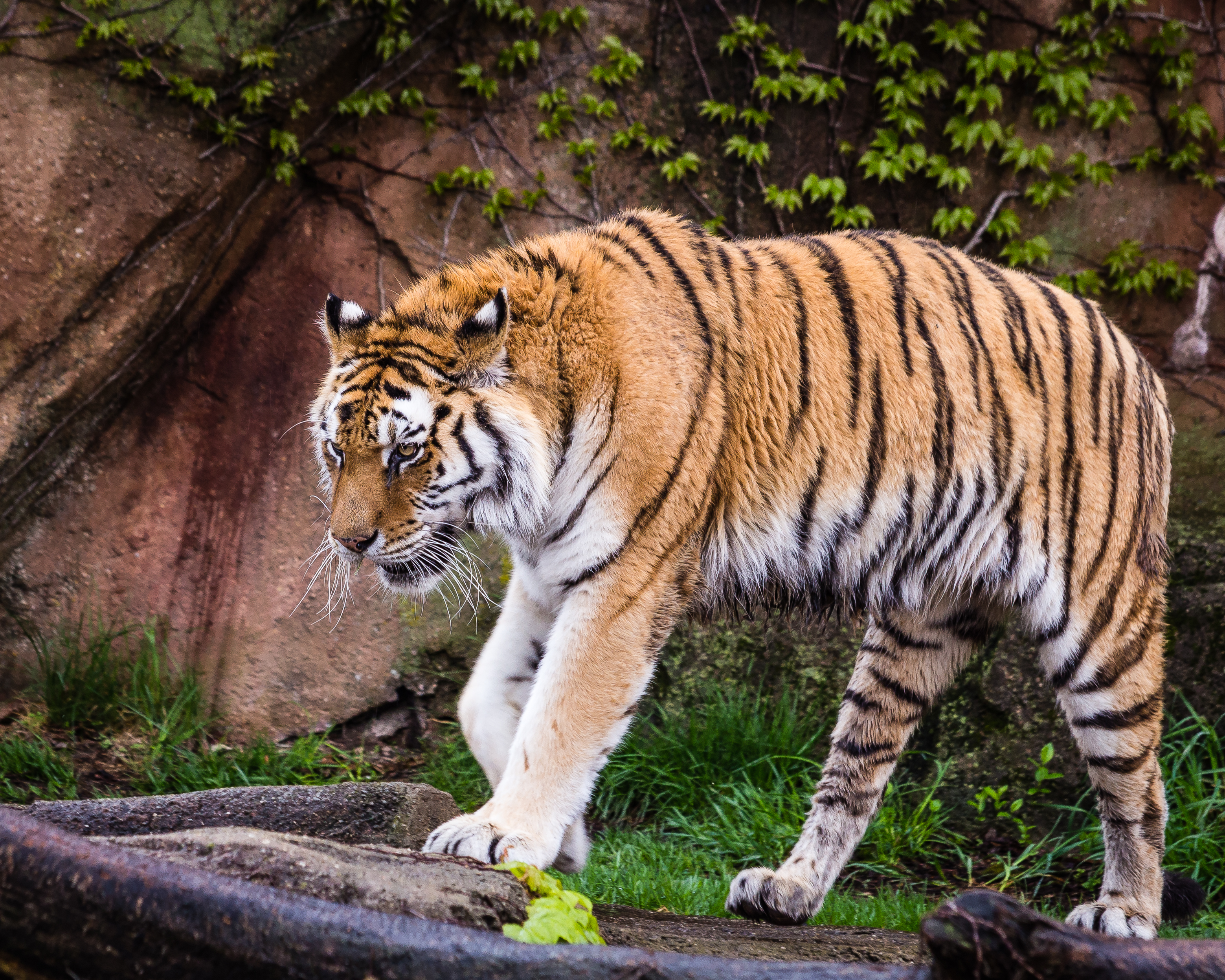
ببر سيبيري في حديقة حيوانات لينكن[ط]
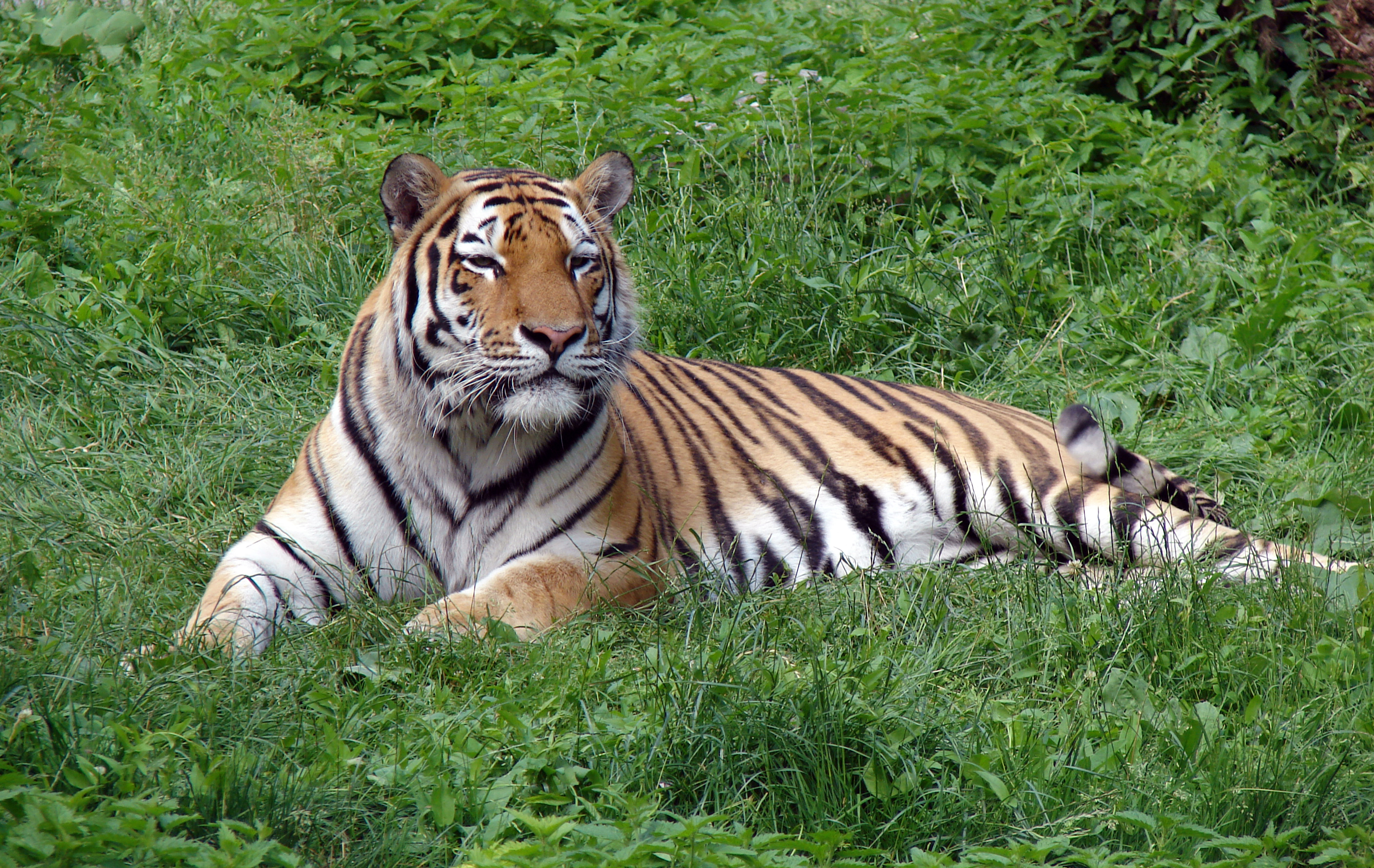
ببر سيبيري في حديقة حيوانات وودج
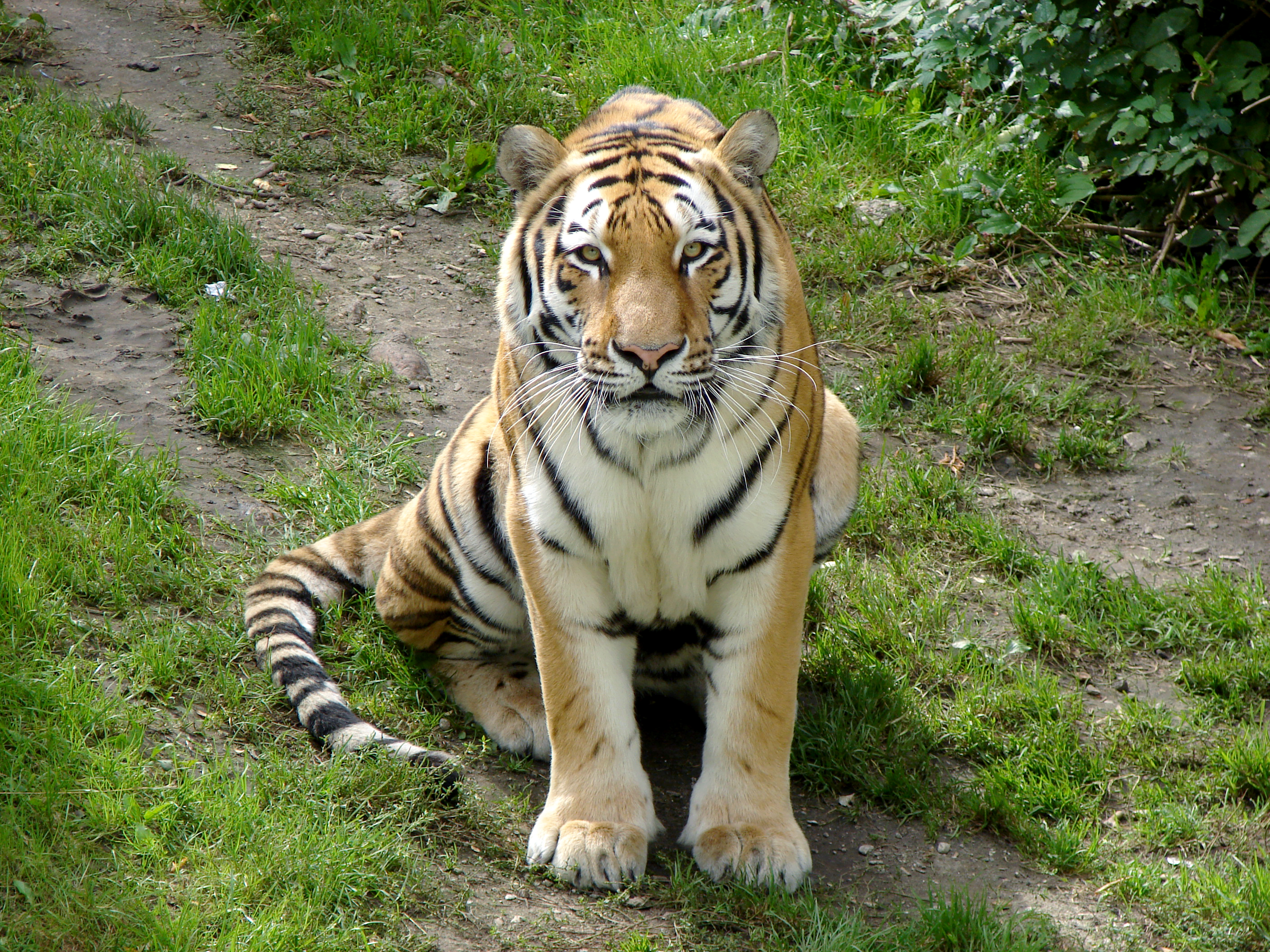
ببر آمور في حديقة حيوانات وودج
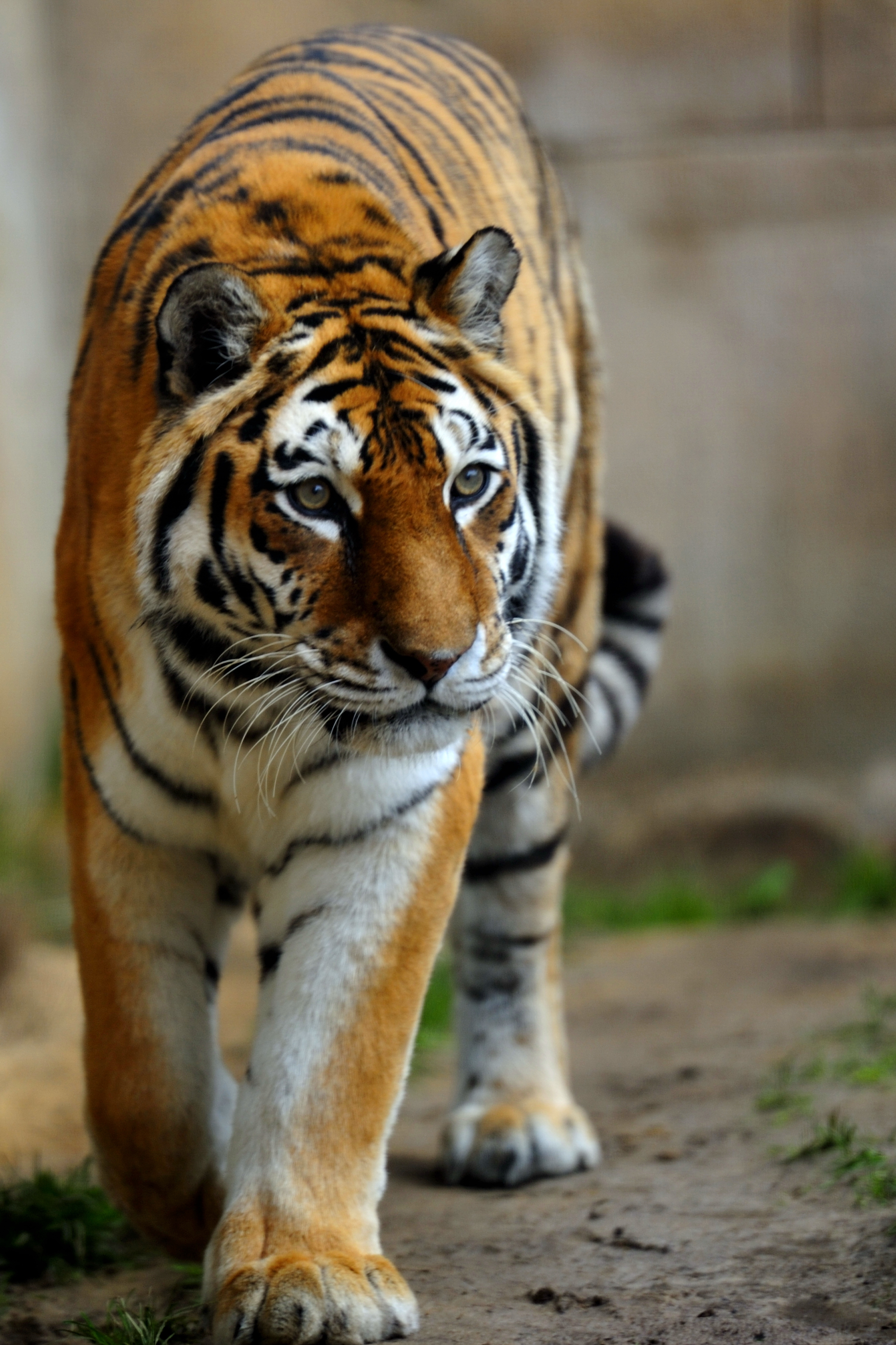
ببر سيبيري في حديقة حيوانات هانوفر[ي]
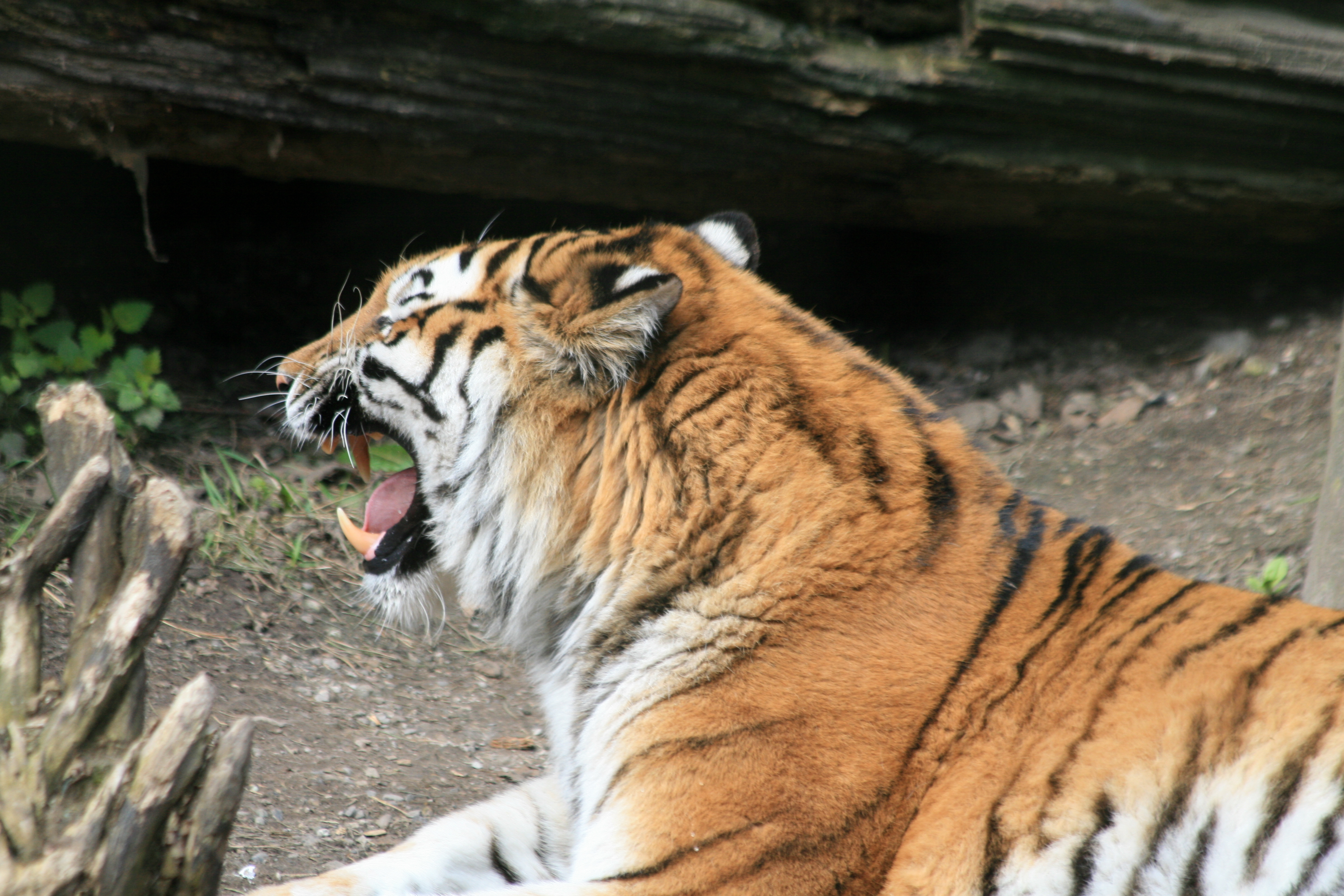
ببر سيبيري في حديقة حيوانات زيورخ
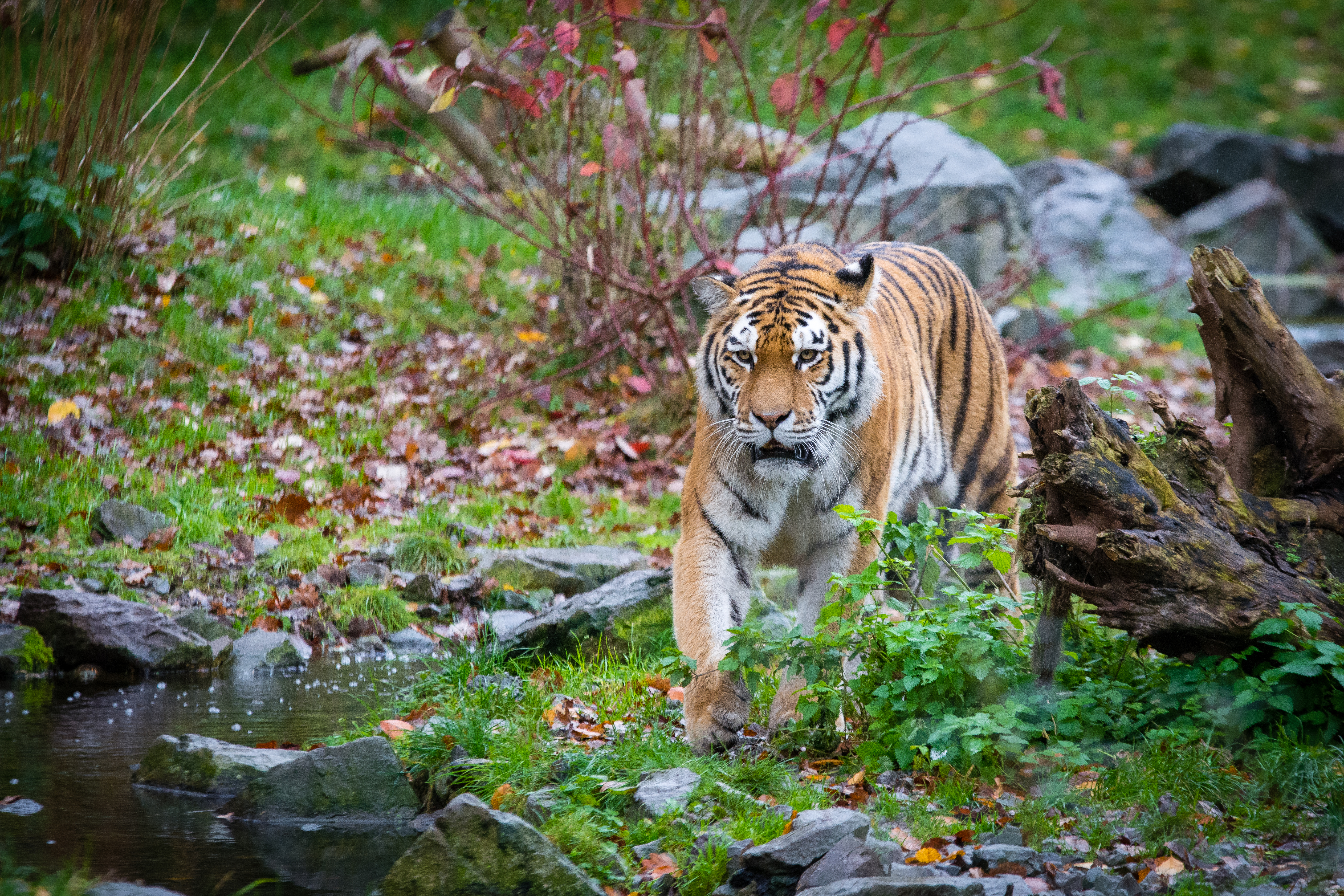
ببر سيبيري واقف
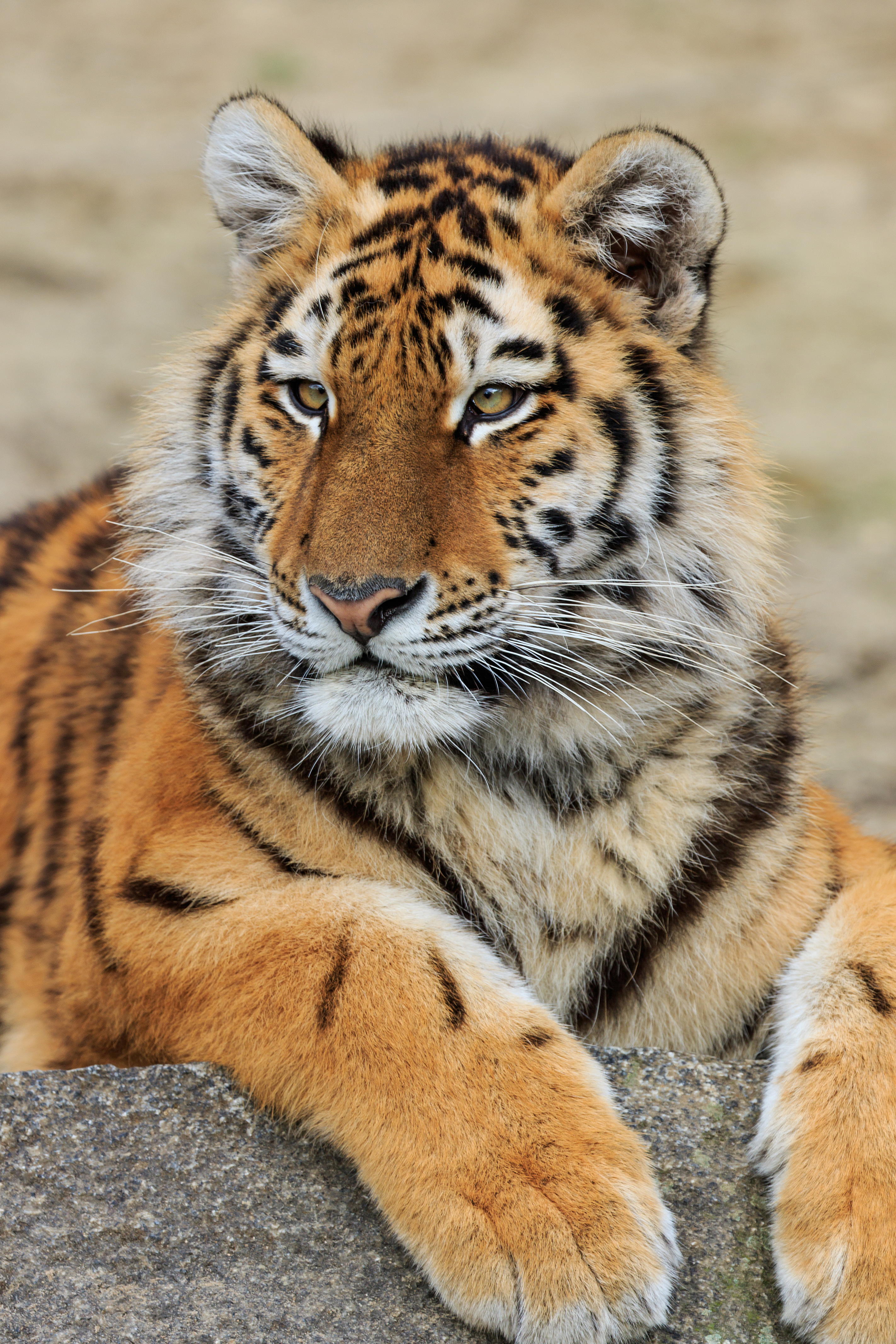
ببر آمور في حديقة حيوانات في العاصمة الألمانية برلين
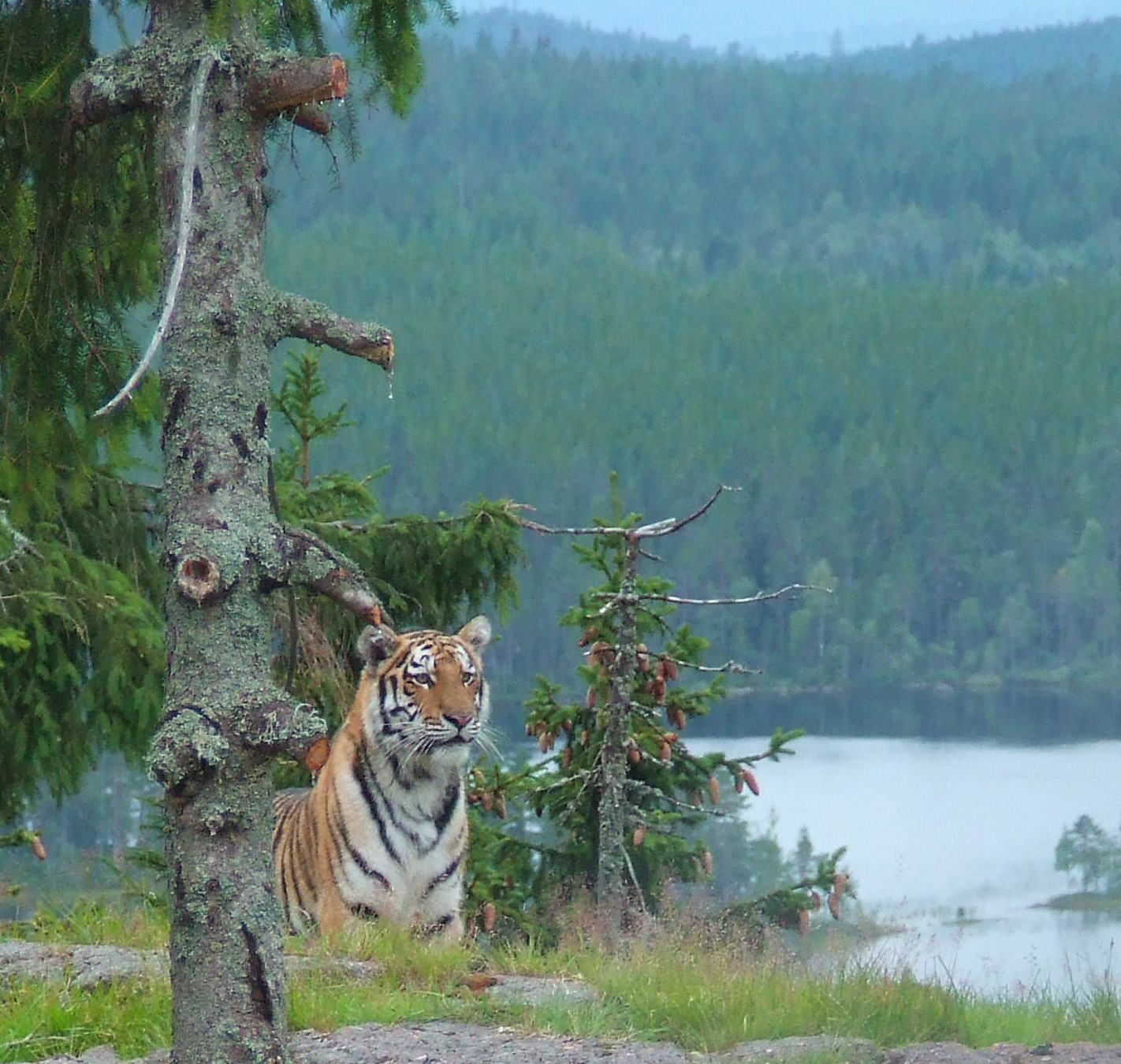
ببر سيبيري في حديقة حيوانات في السويد
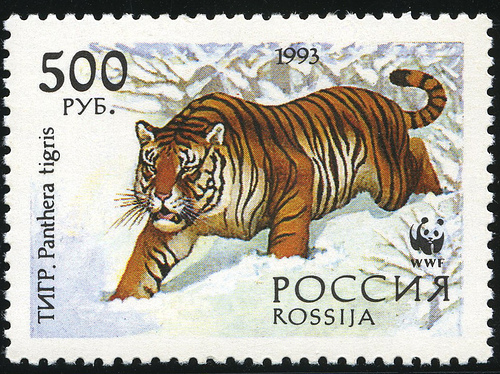
ببر على طابع بريدي روسي في سنة 1993
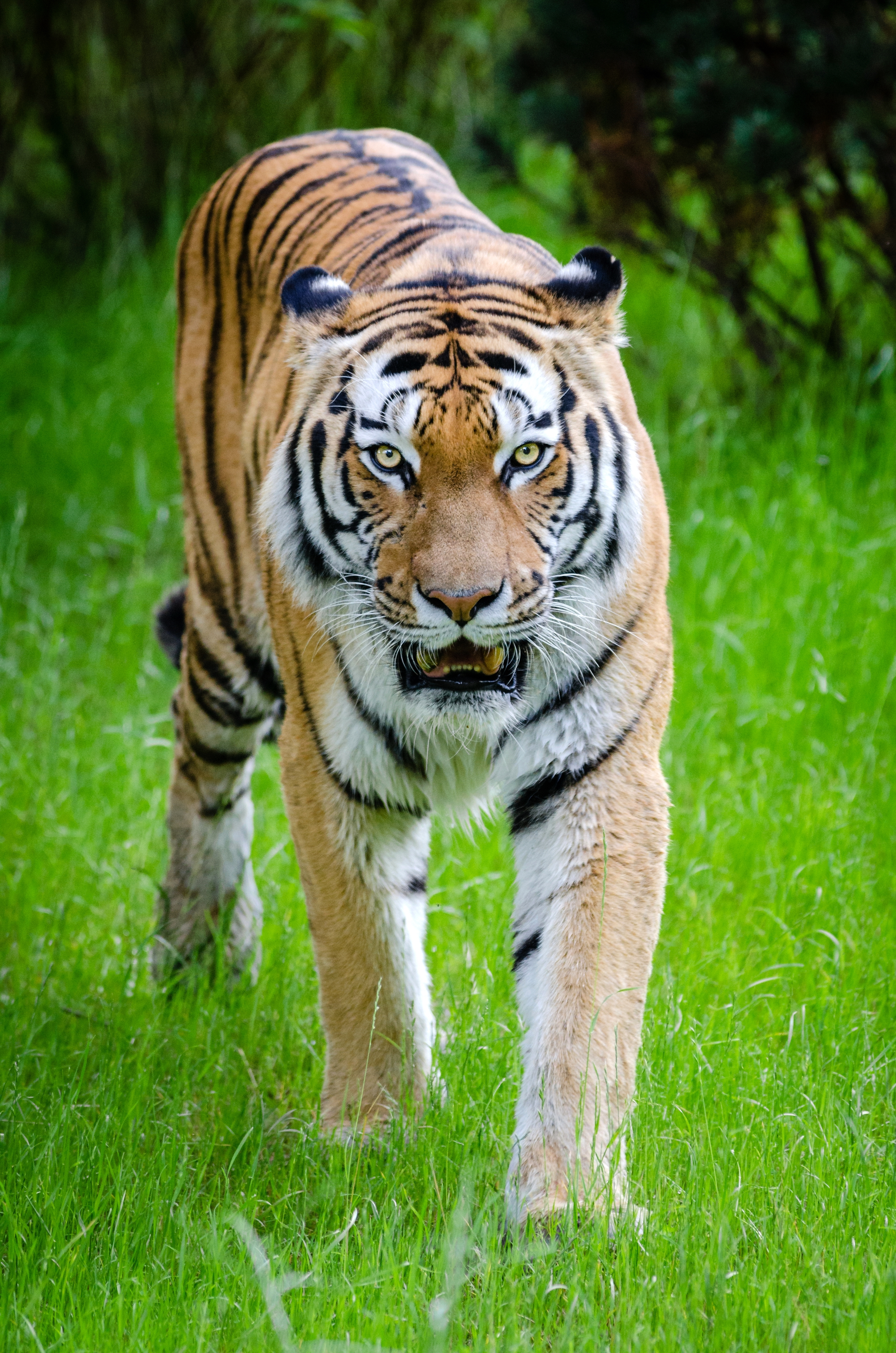
ببر آمور
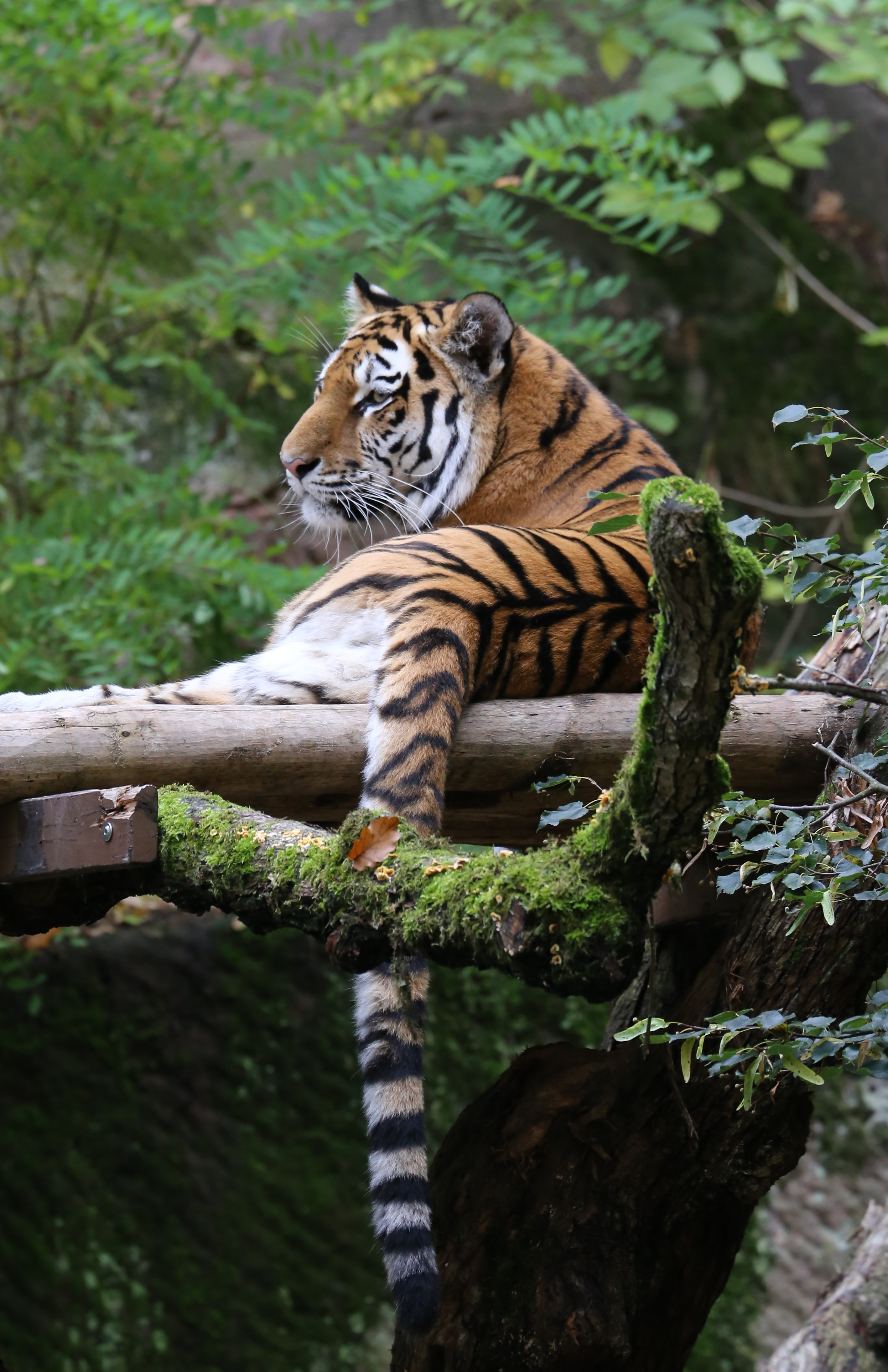
الببر المنشوري
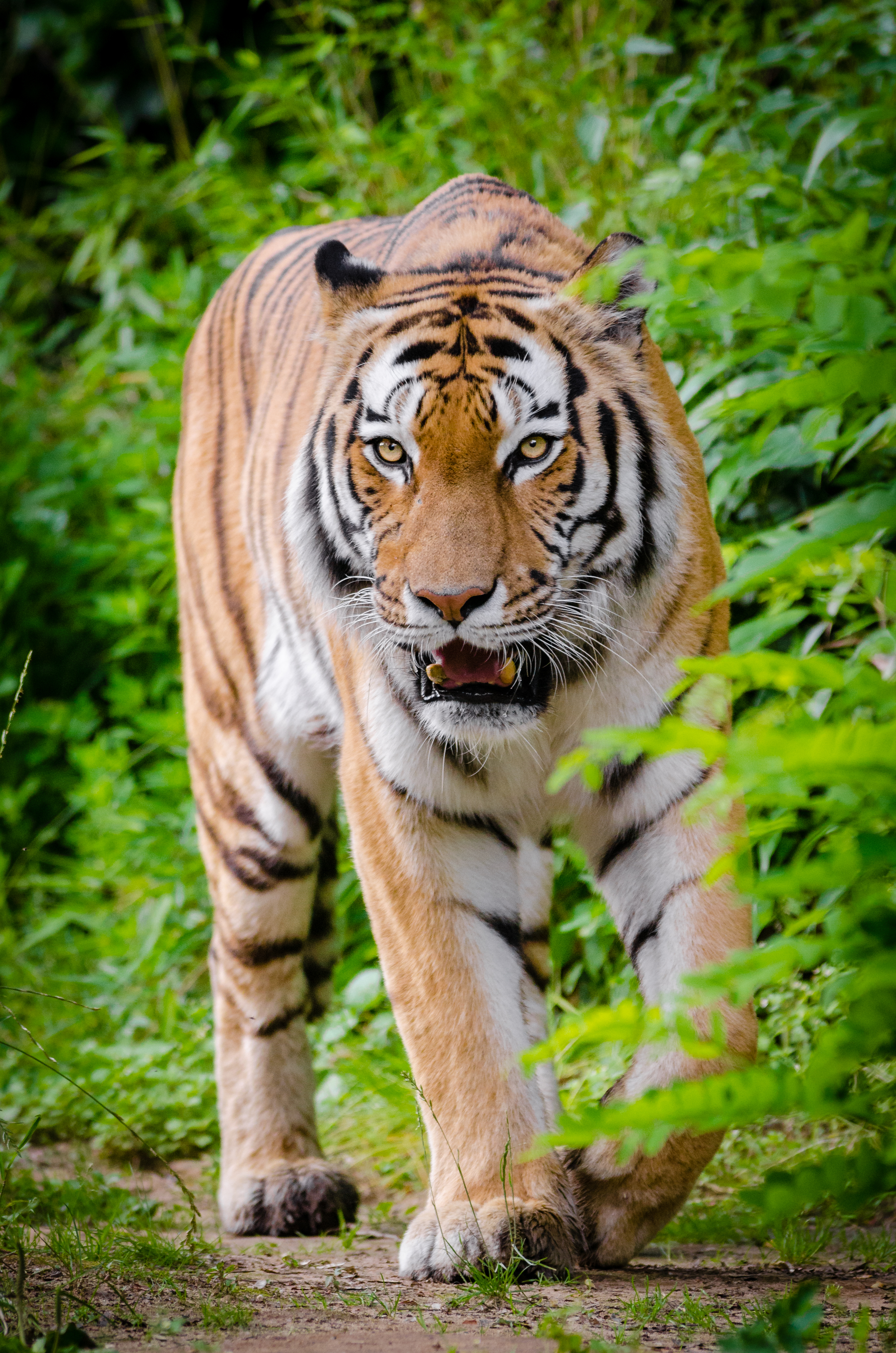
ببر شمال شرق الصين
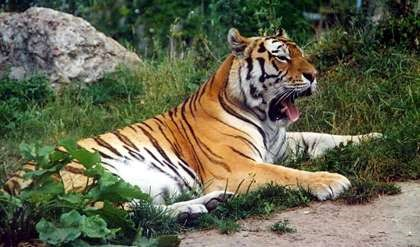
ببر آمور جالس
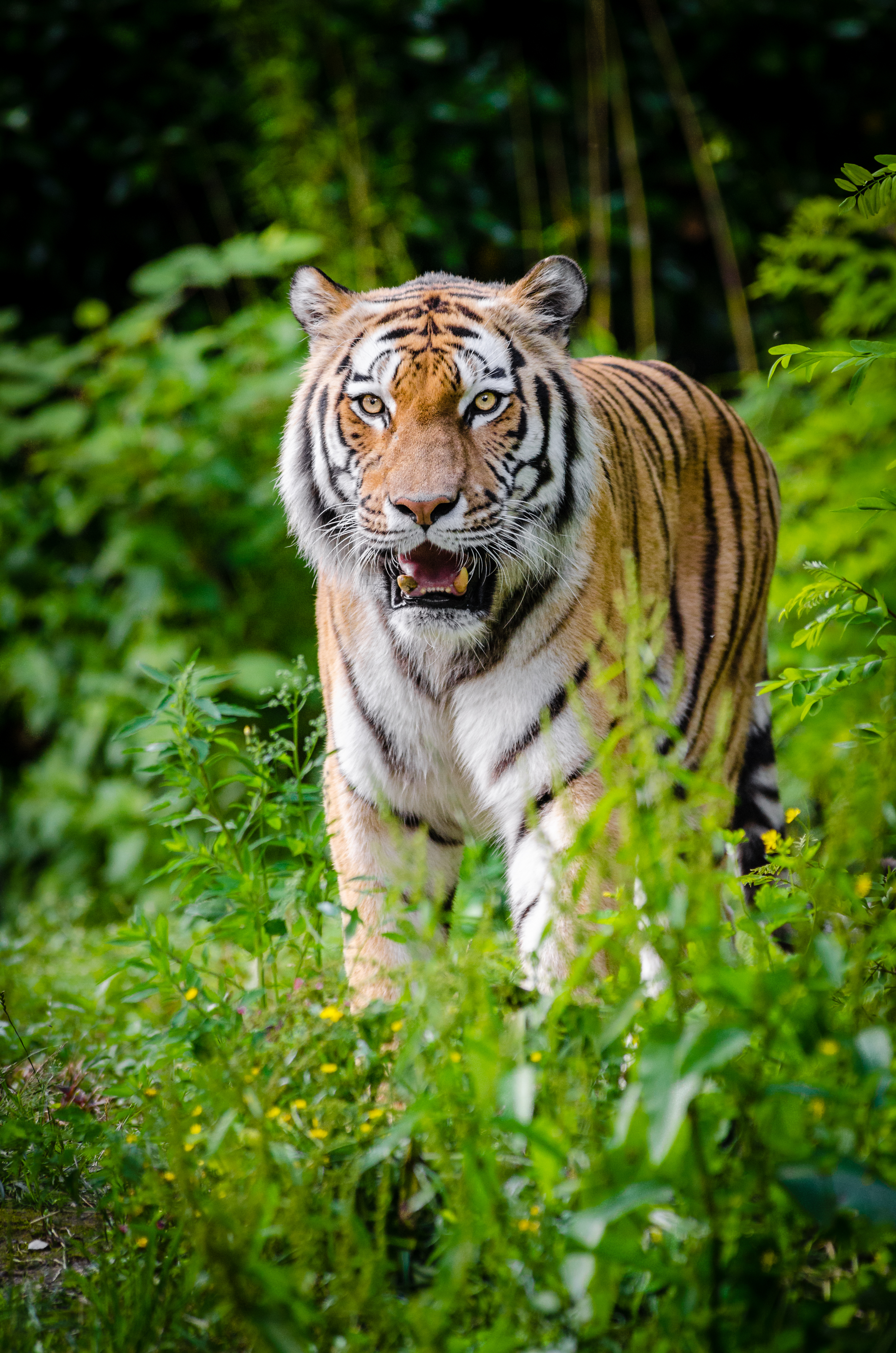
ببر سيبيري فاتح فكيه
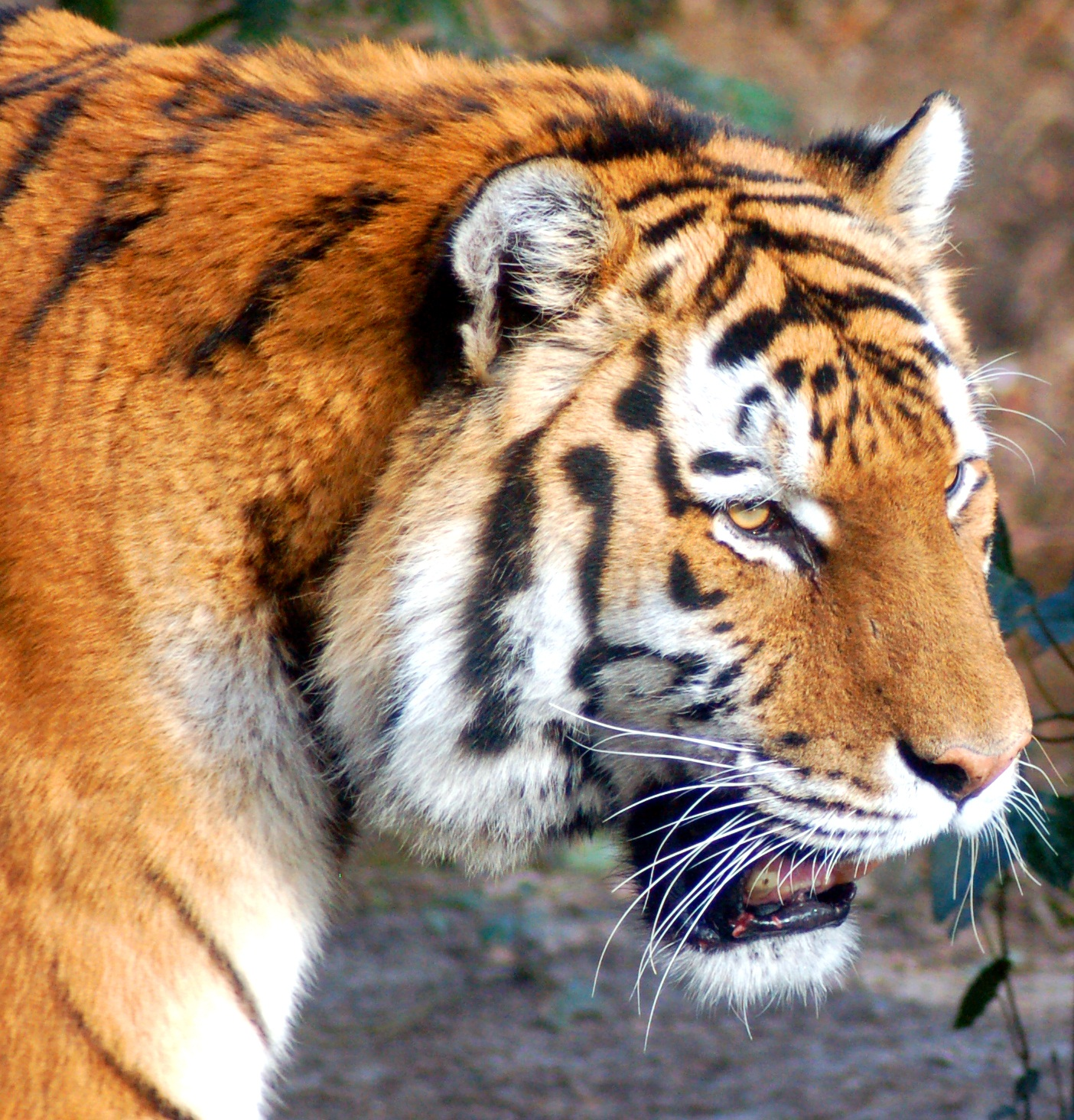
وجه الببر السيبيري
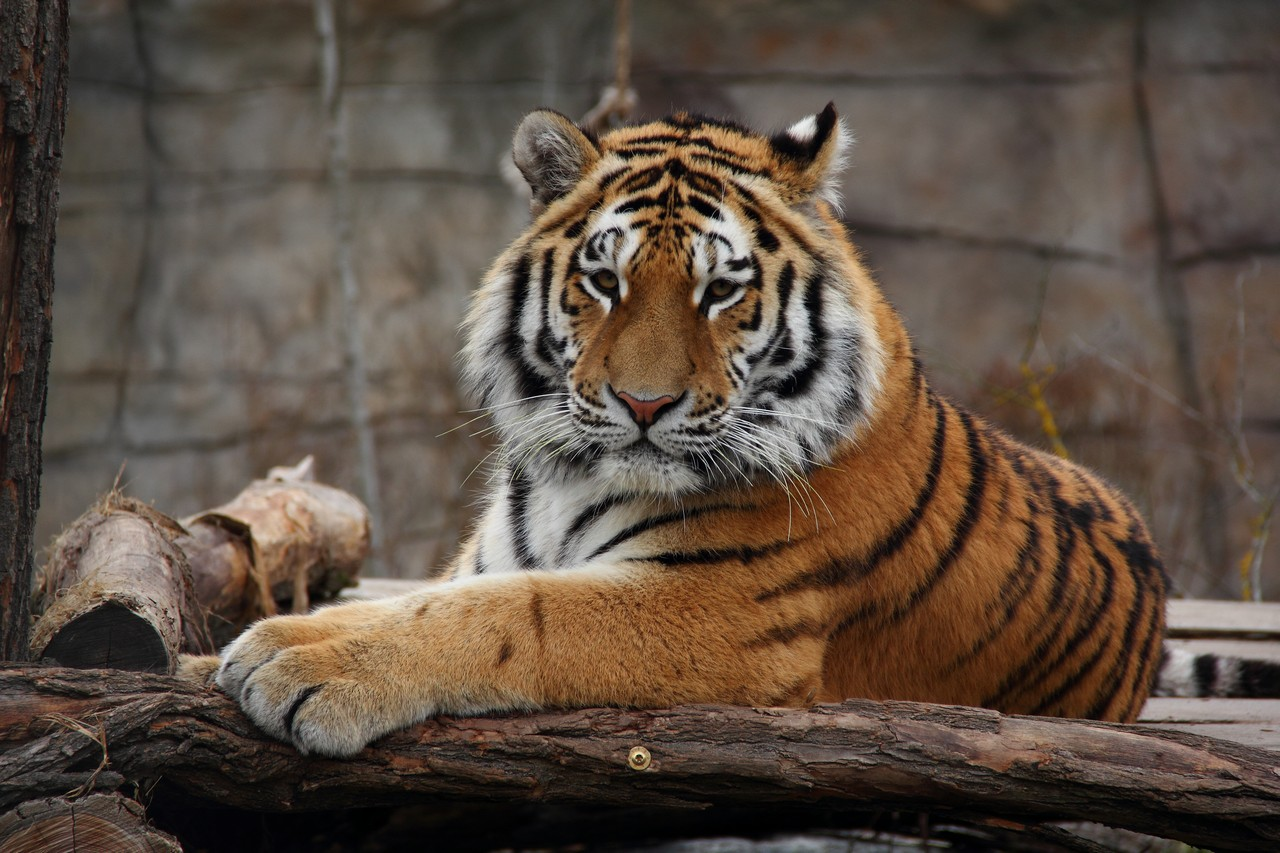
ببر أوسوري

## اُنظر ايضاً
- جُمهرات الببور
- - ببور ما قبل التاريخ: ببر نغاندونغ
  - ببر ترينل
  - ببر وانشين
- نمر آمور
- قاعدة بيرجمان

## الملاحظات
1. ↑  تلفظ حديقة حيوانات پِيتّسبُرگ
2. ↑  تلفظ پرِيمورسكي كراي
3. ↑  تلفظ متحف ڤلاديڤوستوك

شعار النبالة للأوبلاست اليهودية الذاتية في روسيا

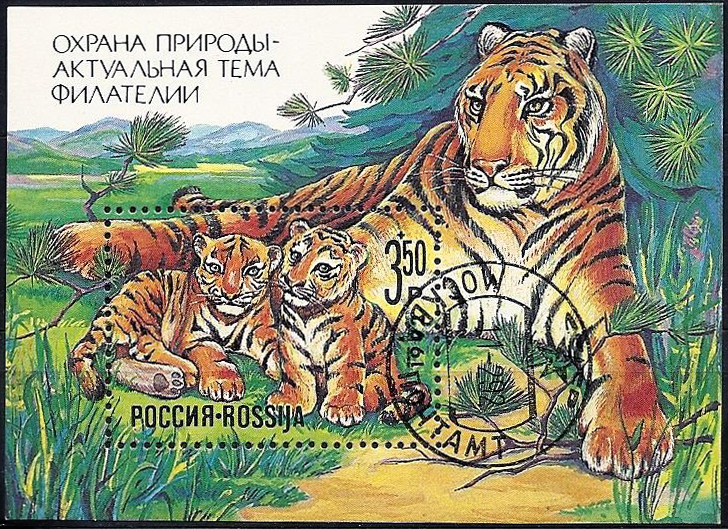
أنثى مع شبليها على طابع روسي سنة 1992

4. ↑  لفظ اسمه هو جيمس كاوس پريچرد
5. ↑  تلفظ حديقة حيوان آلبورگ
6. ↑  تلفظ حديقة حيوانات كوپنهاگن
7. ↑  تلفظ حديقة لايپتسِش الحيوانية
8. ↑  تلفظ حديقة حيوانات أَمْنِڤِيْلْ
9. ↑  تلفظ حديقة حيوانات لِيْنْكِن
10. ↑  تُلفظ حديقة حيوانات هَاْنُّوْڤَرْ

## وصلات خارجية
- الاتحاد الدولي لحفظ الطبيعة/لجنة الأنواع الباقية المجموعة المتخصصة بالقطط: الببر (Panthera tigris)
- الاتحاد الدولي لحفظ الطبيعة/لجنة الأنواع الباقية المجموعة المتخصصة بالقطط: ببر آمور (P. t. altaica)
- ببور القرن الحادي والعشرين
- تحالف نمر وببر آمور (أي أيل تي أي) – حفظ نمور وببور آمور في الشرق الأقصى الروسي والصين
- الصندوق العالمي للطبيعة: «ببر آمور»
- حيوانات ناشيونال جيوغرافيك: الببر السيبيري Panthera tigris altaica
- مشروع الببر السيبيري لجمعية المحافظة على الحياة البرية
- موقع آمور: الحفاظ على النمور والببور في البرية
- مصادر معلومات وزارة الزراعة في الولايات المتحدة عن الببور، Panthera tigris
- برنامج ببر آمور: ببران بالغان تم وسمهما في محمية أوسوري الطبيعية
- مات والكر (2009). "ببور آمور على حافة الهاوية الجينية". بي بي سي إيرث نيوز. مؤرشف من الأصل في 2020-11-09.